# Charlemagne
Pour les articles homonymes, voir Charlemagne (homonymie), Charles Ier et Carolus Magnus.
Charlemagne, du latin Carolus Magnus, ou Charles Ier dit « le Grand », né à une date inconnue (vraisemblablement durant l'année 742, voire 747 ou 748, peut-être le 2 avril), mort le 28 janvier 814 à Aix-la-Chapelle, est un roi des Francs et empereur. Il appartient à la dynastie des Carolingiens. Fils de Pépin le Bref et de Bertrade de Laon, il est roi des Francs à partir de 768, devient par conquête roi des Lombards en 774 et est couronné empereur à Rome par le pape Léon III le 24 ou 25 décembre 800, relevant une dignité disparue en Occident depuis la déposition, trois siècles auparavant, de Romulus Augustule en 476.
Roi guerrier, il agrandit notablement son royaume par une série de campagnes militaires, en particulier contre les Saxons païens dont la soumission fut difficile et violente (772-804), mais aussi contre les Lombards en Italie et les musulmans d'al-Andalus. Souverain réformateur, soucieux d'unification religieuse et de culture, il protège les arts et lettres et est à l’origine de la « renaissance carolingienne ». Son œuvre politique immédiate, l’Empire carolingien, ne lui survit cependant pas longtemps. Se conformant à la coutume successorale franque, Charlemagne prévoit dès 806 le partage de l’Empire entre ses trois fils. Après de nombreuses péripéties, l’Empire ne sera finalement partagé qu’en 843 entre trois de ses petits-fils, lors du traité de Verdun.
Le morcellement féodal des siècles suivants, puis la formation en Europe des États-nations rivaux condamnent à l’impuissance ceux qui tentent explicitement de restaurer l’Empire d’Occident, en particulier les souverains du Saint-Empire romain germanique, d’Otton Ier en 962 à Charles Quint au XVIe siècle, voire Napoléon Ier, hanté par l’exemple du plus éminent des Carolingiens.
La figure de Charlemagne a été l’objet d’enjeux politiques en Europe, notamment entre le XIIe et le XIXe siècle entre la nation germanique qui considère son « Saint-Empire romain » comme le successeur légitime de l’empereur carolingien, et la nation française qui en fait un élément central de la continuité dynastique des Capétiens. Charlemagne est parfois considéré comme le « Père de l’Europe »,,, pour avoir assuré le regroupement d’une partie notable de l’Europe occidentale, et posé des principes de gouvernement dont ont hérité les grands États européens.
Les deux principaux textes du IXe siècle qui dépeignent le Charlemagne réel, la Vita Caroli d’Éginhard et la Gesta Karoli Magni attribuée à Notker le Bègue, moine de Saint-Gall, l’auréolent également de légendes et de mythes repris au cours des siècles suivants : « Il y a le Charlemagne de la société vassalique et féodale, le Charlemagne de la Croisade et de la Reconquête, le Charlemagne inventeur de la Couronne de France ou de la Couronne impériale, le Charlemagne mal canonisé mais tenu pour vrai saint de l'Église, le Charlemagne des bons écoliers ».
Charlemagne est, par tolérance du pape Benoît XIV, un bienheureux catholique fêté localement le 28 janvier. En effet, en 1165, l'empereur Frédéric Ier Barberousse obtient la canonisation de Charlemagne par l'antipape Pascal III,. De nombreux diocèses du nord de la France inscrivent alors Charlemagne à leur calendrier et, en 1661, l’université de Paris le choisit pour saint patron. Aujourd’hui encore, la cathédrale d'Aix-la-Chapelle fait vénérer ses reliques. Pourtant, l’Église catholique a retiré de son calendrier « l’empereur qui convertit les Saxons par l’épée plutôt que par la prédication pacifique de l’Évangile ».

## Sources
L'historien Georges Minois, spécialiste du Moyen Âge, a donné un relevé des sources qui sont expliquées ici.

### Documents officiels

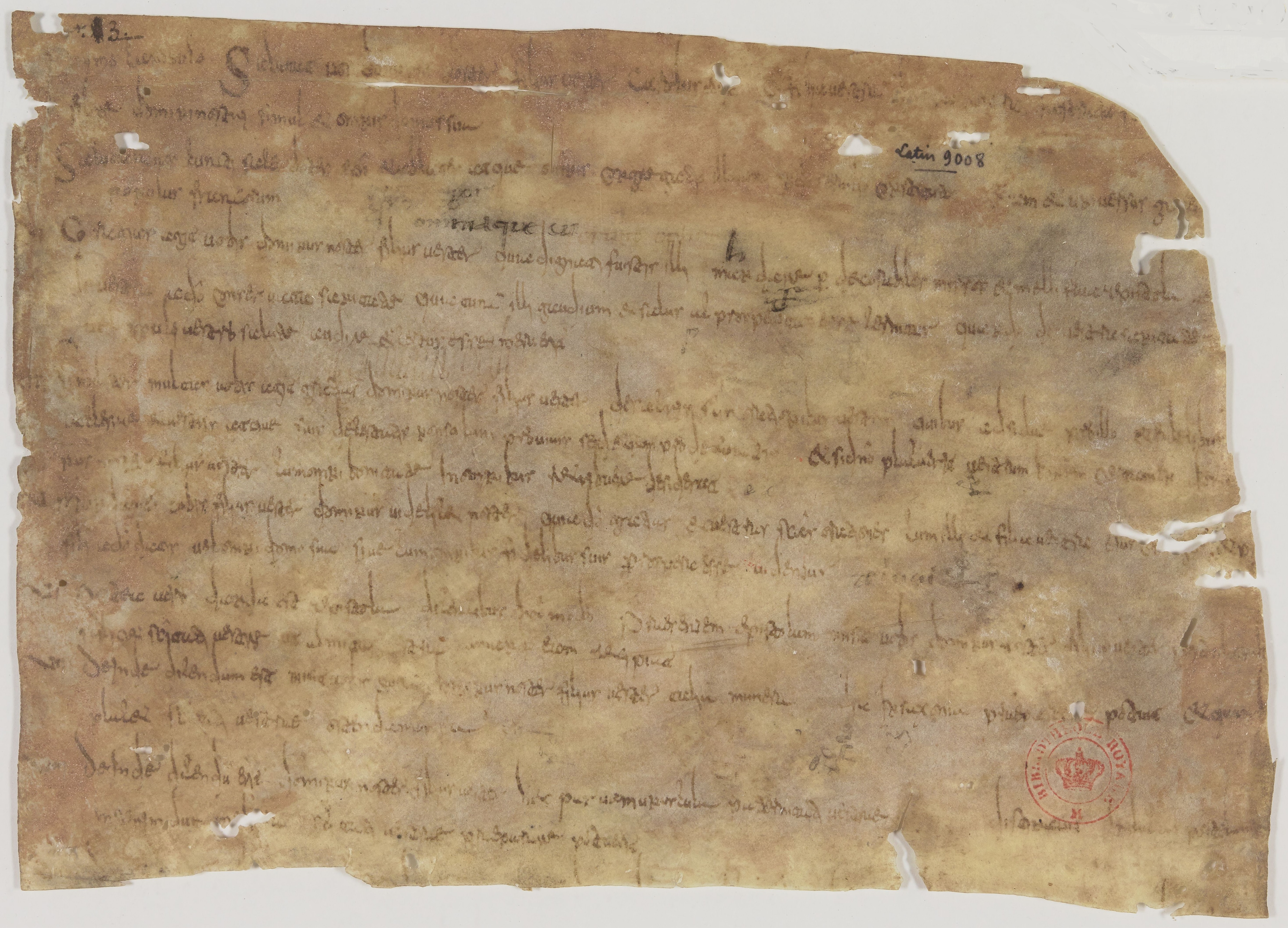
Instructions de Charlemagne à ses envoyés, en 785.
BnF, département des manuscrits, ms. Latin 9008.

On dispose de 164 diplômes du règne de Charlemagne, dont 47 originaux ; de 107 capitulaires, souvent connus par plusieurs copies encore existantes ; des comptes rendus de certaines assemblées ecclésiastiques (synodes ou conciles).

### Correspondances
On dispose de 270 lettres écrites par l'abbé Alcuin, dont un bon nombre adressées à Charlemagne. Elles sont en général très verbeuses.
On a aussi 98 lettres adressées par les papes aux Carolingiens (2 à Charles Martel, 42 à Pépin le Bref et 54 à Charlemagne), réunies à la demande de celui-ci en un volume, le Codex epistolaris Carolinus.

### Annales
La tenue d'annales est une pratique qui débute en Irlande au VIIe siècle et se répand sur le continent au VIIIe.
Les Annales regni Francorum : en 788, Charlemagne décide d'établir des annales royales, en les faisant commencer rétroactivement à 741, date de la mort de Charles Martel. Ces annales royales sont effectivement réalisées et poursuivies jusqu'en 829. Les historiens discernent le travail de plusieurs auteurs : le premier opère la compilation des années 741-788 et rédige les annales jusqu'en 797 ; d'autres interviennent dans les années suivantes. Ces Annales sont connues dans 5 versions couvrant des périodes différentes, dont 4 sont proches dans la façon de rédiger (A, B, C, D), tandis qu'une cinquième (E) présente de notables différences. La version E valorise plus la personne de Charlemagne que les autres qui exaltent plutôt les Francs en général ; en même temps, elle est beaucoup plus réaliste, et évoque de nombreuses difficultés, défaites ou révoltes, qui sont passées sous silence dans les autres : par exemple, l'attaque de Roncevaux. Les versions A-D apparaissent comme une histoire officielle, parfois mensongère, la version E comme plus critique.
Le Liber Pontificalis sont des annales constituées en fonction des règnes des différents papes (en ce qui concerne Charlemagne : Étienne III, Adrien Ier, Léon III). Il s'agit d'une histoire officielle du point de vue de la papauté.
Les annales monastiques les plus importantes couvrant la période sont les Annales mettenses priores (Metz), les Annales mosellani, les Annales de Lorsch, et la Chronique de Moissac.

### Chroniques

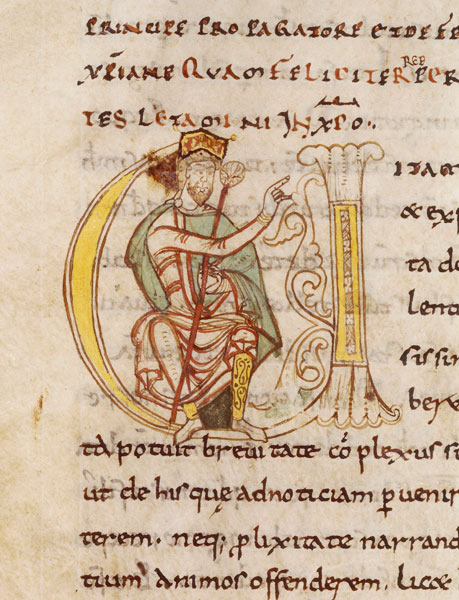
Lettrine historiée : Charlemagne assis. Abbaye Saint-Martial de Limoges, vers 1050 (?). Éginhard, Vita Karoli Magni.

Après Grégoire de Tours au VIe siècle, la période mérovingienne a au VIIe siècle un chroniqueur appelé Frédégaire, auteur du Liber historiæ Francorum ou Chronique de Frédégaire qui est prolongée par des continuations, réalisées sous l'égide de la famille carolingienne. La troisième continuation concerne la période 753-768. Quelques données sur le règne de Charlemagne apparaissent dans des chroniques secondaires : la Vie de Sturm (abbé de Fulda) ; les Actes des saints Pères de l'abbaye de Saint-Wandrille ainsi que dans les ouvrages concernant Louis le Pieux : Vie de l'empereur Louis de Thegan (évêque de Trèves), Poème sur Louis le Pieux d'Ermold le Noir, Vie de Louis le Pieux de l'Astronome.
Le texte le plus important est la Vita Caroli rédigée par Éginhard après la mort de l'empereur, mais présent à la cour et membre du cercle des proches à partir des années 790. La plupart des biographes médiévaux flattent leur commanditaire. Éginhard ne déroge pas à la règle en présentant Charlemagne comme un être de lumière, un monarque surhumain. Sa biographie est cependant considérée comme un compte-rendu assez fidèle de la vie de Charlemagne et de son époque.
Deux textes d'auteurs postérieurs à l'époque de Charlemagne, le Poète saxon et le Moine de Saint-Gall, présentent un certain intérêt. Le dernier, identifié en général avec Notker le Bègue, est à l'origine d'un certain nombre d'anecdotes devenues des images d'Épinal au XIXe siècle (Charlemagne glorifiant les élèves pauvres, mais méritants et rejetant les riches paresseux). Le Poète saxon, malgré son origine, est écrit d'un point de vue parfaitement conforme à celui des Francs, et exalte l'œuvre de christianisation de Charlemagne. La chronique du Pseudo-Turpin rédigée dans la première moitié du XIIe siècle est une histoire légendaire écrite en prose sur les expéditions de Charlemagne outre Pyrénées jusqu'à sa mort.
Parmi les auteurs non francs, les sources sont assez limitées. Une des plus intéressantes est la chronique de Crantz (Creontius), chancelier du roi de Bavière Tassilon. Cette chronique est connue seulement par l'intermédiaire tardif d'un humaniste allemand du XVe siècle, Jean Tumair, dit « Aventinus », qui a utilisé un manuscrit plus ancien. Il existe aussi des mentions concernant Charlemagne dans les écrits historiques du byzantin Théophane.

### Sources non textuelles
L'épigraphie fournit un nombre assez limité d'informations. La numismatique est plus intéressante en ce qui concerne la titulature de Charlemagne, mais aussi parce qu'on trouve parfois sur les pièces un portrait de Charlemagne.

## Biographie
Charlemagne est le plus illustre représentant des souverains de la dynastie carolingienne, qui lui doit d'ailleurs son nom. Petit-fils de Charles Martel, il est le fils de Pépin le Bref et de Bertrade de Laon dite « au Grand Pied ».
La date et le lieu de naissance de Charlemagne sont l'objet de controverses, en raison de l'absence de renseignements concordants dans les documents d’époque.

### Date de naissance
On dispose d'une indication sur le jour de sa naissance : un calendrier du début du IXe siècle de l'abbaye de Lorsch indique que la naissance de Charlemagne a eu lieu « le 4 des nones d'avril », soit le 2 avril. En ce qui concerne l'année, il existe trois possibilités : 742, 747 ou 748.

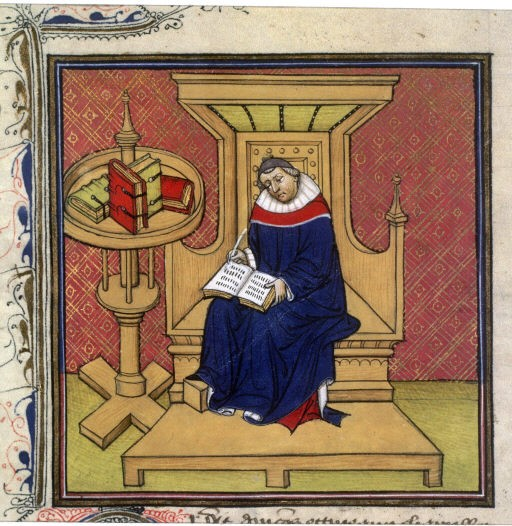
Enluminure représentant Éginhard (XIVe siècle-XVe siècle).

La date de 742 se fonde sur un énoncé d'Éginhard, selon lequel Charlemagne est mort « dans sa soixante-douzième année ». Mais il est apparu qu'Éginhard paraphrasait la Vie des douze Césars de Suétone, de sorte que l'âge qu'il attribue à Charlemagne n'est pas totalement fiable. À noter qu’Eginhard se refuse explicitement à traiter le sujet de la naissance et que la date de 742 est obtenue de façon indirecte. On trouve cependant aussi l'indication de l'âge de 71 ans dans les Annales Regni Francorum.
Les dates de 747-748 se fondent sur un énoncé des Annales Petaviani (Annales de Petau) qui donnent la date de 747. Cela pose cependant un problème, si on retient le jour anniversaire du 2 avril, car ces annales indiquent que Charlemagne est né après le départ de son oncle Carloman pour Rome, évènement qui a eu lieu après le 15 août 747. De plus, en 747, Pâques est tombé le 2 avril et les chroniqueurs n'auraient pas manqué de signaler cette coïncidence.
Cette absence de certitude concernant l'année de sa naissance est probablement liée au fait que Pépin et Berthe ne se sont mariés (religieusement) qu'en 743 ou 744. Par conséquent, la naissance de Charlemagne serait, du point de vue de l'Église, illégitime en 742, légitime en 747-748. Un autre aspect concerne son âge lors des événements de sa jeunesse : 26 ans ou 20 ans en 768 à son avènement.
Les positions des historiens contemporains et de l'historiographie moderne diffèrent encore au sujet de la date de naissance. L'année 742, retenue de longue date (notamment par le père Anselme) est remise en question par Karl Ferdinand Werner et d'autres historiens qui penchent pour l'année 747, voire 748,,. Werner soutient l'hypothèse des années 747-748 au motif que Carloman étant né en 751, la naissance de Charlemagne en 742 représente un trop grand écart. De surcroît, dans une lettre écrite vers 775, un clerc irlandais du nom de Cathwulf rappelle à Charlemagne que tout le clergé a prié avant sa naissance pour que ses parents aient un enfant, ce qui suppose qu’ils étaient déjà mariés.
Toutefois, d'autres chercheurs maintiennent la validité de la date de 742 et plusieurs dictionnaires et encyclopédies se disputent toujours sur la date de naissance de l'empereur.

### Lieu de naissance
Divers lieux ont été évoqués : Quierzy-sur-Oise, Ingelheim am Rhein selon Godefroi de Viterbe, Aix-la-Chapelle (selon Victor Hugo), Herstal ou Jupille.
Le lieu de la naissance de Charlemagne n'est mentionné dans aucune source d'époque. La plus ancienne indication, qui concerne Ingelheim, vient de Godefroi de Viterbe (auteur italien du XIIe siècle) et est retenue par certains auteurs,.
Un autre lieu de naissance envisagé est Quierzy-sur-Oise qui est une ancienne villa royale mérovingienne dans l'Aisne, entre Noyon et Chauny. Son grand-père Charles Martel y était mort, le Mérovingien Thierry III y avait séjourné, de même que Pépin le Bref, et Charles y réside en 781 ; 3 conciles s'y sont tenus en 838, 849 et 853.
Selon d'autres historiens, Charlemagne aurait vu le jour en Austrasie, en particulier dans l'actuelle région de Liège, à Herstal ou Jupille, résidence la plus fréquente de Pépin le Bref et de certains ancêtres des Carolingiens, notamment Pépin le Gros, le père de Charles Martel.

### Enfance et jeunesse
Les renseignements jusqu’à son avènement sont limités. Charlemagne est mentionné pour la première fois dans un diplôme de 760 concernant l’abbaye de Saint-Calais. En ce qui concerne la période du règne de son père, on sait que Charlemagne a pris part à un certain nombre d'événements. Il est à la tête de la délégation qui accueille le pape Étienne II en Champagne en 754 (à 12 ou 6 ans) et il est peu après sacré par le pape, en même temps que son frère Carloman Ier. Il participe aux opérations en Aquitaine en 767-768 et il est avec sa mère dans le cortège qui ramène Pépin le Bref malade à Saint-Denis. Sa langue maternelle est le francique rhénan. De nombreuses spéculations sur son supposé illettrisme viennent d'un passage ambigu de son biographe qui peut être interprété comme ayant pour sujet son entraînement soit à l'écriture ou soit à la calligraphie, mais il ne fait en revanche aucun doute qu'il savait lire, parlait couramment le latin, et lisait le grec.

### Début du règne: avecCarlomanIer(768-771)
Avant sa mort, le 24 septembre 768, Pépin a prévu un partage du royaume entre Charles et Carloman ; les territoires qui leur sont attribués sont disposés de façon assez curieuse : ceux de Charlemagne forment un arc occidental de la Garonne au Rhin, ceux de Carloman sont regroupés autour de l’Alémanie ; l’Austrasie, la Neustrie et l’Aquitaine sont partagées entre eux.
Charlemagne et Carloman se font proclamer roi par leurs fidèles, le 9 octobre 768, respectivement à Noyon et Soissons.
Charlemagne est ensuite occupé par les affaires d’Aquitaine (voir infra), qu’il réussit à régler sans l’aide de son frère.
Puis intervient la question des mariages lombards, qui occupe les années 769-771.
En 771, après un peu plus de trois années de règne et de paix relative entre les deux frères, Carloman Ier meurt brusquement au palais carolingien de Samoussy, près de Laon. Dès le lendemain de sa mort, Charles s'empare de son royaume, usurpant l'héritage de ses neveux. La veuve de Carloman Ier, Gerberge de Lombardie, se réfugie en Italie auprès du roi des Lombards, avec ses fils et quelques partisans.
Charles est désormais souverain de tout le royaume franc.

### Conditions de l’expansion territoriale

#### Royaume franc en 768 et son environnement

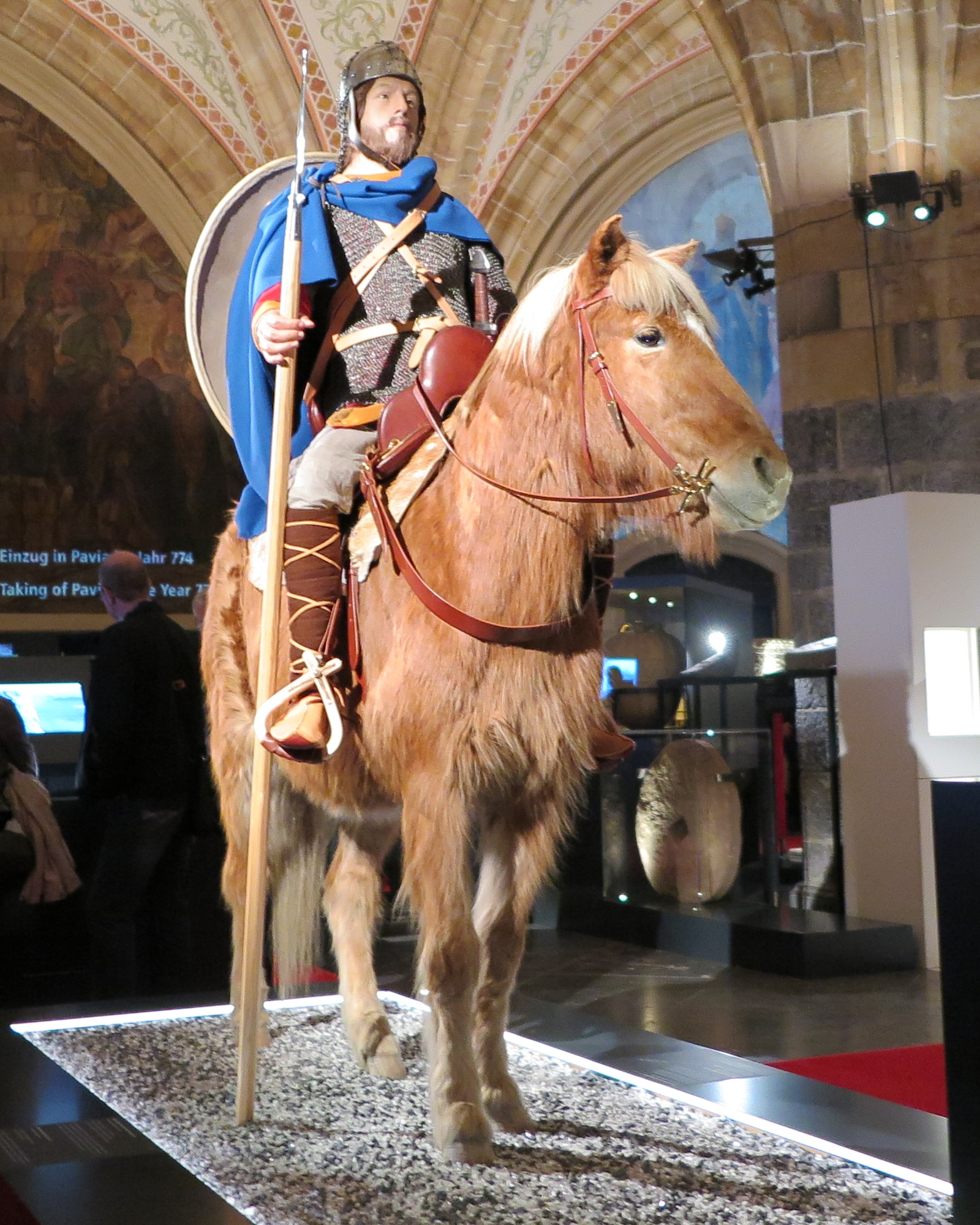
Reconstitution d'un cavalier carolingien coiffé d'un spangenhelm et armé d'une broigne, d'une lance et d'un bouclier. Mannequin exposé à la mairie d'Aix-la-Chapelle en juin 2014, lors de la commémoration du anniversaire de la mort de Charlemagne.

Le royaume inclut des territoires solidement tenus par les Francs : Austrasie, Neustrie, Bourgogne, Provence, Alémanie et des territoires semi-autonomes : l’Aquitaine (avec la Vasconie et la Septimanie), la Bavière et la Frise.
Hors du royaume, on trouve :
- au-delà de la Manche, les royaumes anglo-saxons ;
- dans la péninsule armoricaine, les principautés bretonnes ;
- au-delà des Pyrénées, l’Espagne musulmane, tenue depuis 756 par le califat des Omeyyades de Cordoue, et dans les Asturies, le royaume chrétien d’Oviedo ;
- au-delà des Alpes, le royaume des Lombards, les États pontificaux (créés par Pépin le Bref), le duché lombard de Bénévent, les possessions byzantines (Naples, Pouilles, Calabre) ; mais Byzance a dû laisser l'exarchat de Ravenne tomber aux mains des Lombards en 751 ;
- au-delà du Rhin, entre la mer du Nord, l’Elbe, la Fulda, se trouve la Saxe, pays « barbare » sans structure politique forte.

Plus éloignés : les Scandinaves du Danemark ; les Slaves (Wilzes, Abodrites, Linons (de), Sorbes), au-delà de l’Elbe ; les Slaves méridionaux et les Avars (semi-nomades turcophones) en Pannonie.
L’empire byzantin a perdu beaucoup de territoires en Asie du fait de l’expansion arabo-musulmane ; dans l’ensemble, les relations des Francs avec l'Empire d'Orient sont plutôt tendues. L’empire musulman, en Asie et en Afrique, est dirigé par le califat des Abbassides de Bagdad, avec lequel au contraire les relations sont plutôt bonnes, en l’absence d’hostilité religieuse, alors qu’il existe un contentieux religieux avec Byzance.
La papauté byzantine fait encore partie de l'Italie byzantine mais, accaparé par sa lutte contre l'empire musulman, l'empereur d'Orient n'a plus les moyens de protéger Rome menacée par les Lombards. La papauté se tourne donc de plus en plus vers les Francs, en particulier vers la famille carolingienne que les papes soutiennent depuis l'époque de Charles Martel.

#### Organisation politique du royaume franc
Dans le royaume franc, les puissants (principalement les ducs, comtes et marquis) accueillent des hommes libres qu'ils éduquent, protègent et nourrissent. L'entrée dans ces groupes se fait par la cérémonie de la recommandation : ces hommes deviennent des guerriers domestiques (vassi) attachés à la personne du senior. Le seigneur doit entretenir cette clientèle par des dons pour entretenir sa fidélité.
La monnaie d'or devenant rare du fait de la distension des liens commerciaux avec Byzance (qui perd le contrôle de la Méditerranée occidentale au profit des musulmans), la richesse ne peut guère provenir que des routes commerciales de l'Adriatique ou de la guerre. Celle-ci procure du butin et permet éventuellement de conquérir des terres qui peuvent être redistribuées,. En l'absence d'expansion territoriale, les liens vassaliques se distendent. Pour se pérenniser, une puissance doit s'étendre. Depuis des générations, les Pépinides étendent ainsi leurs dominations, et leurs comtes, s'enrichissant, cèdent des terres à leurs propres vassaux. Charles Martel et Pépin le Bref reprennent à l'Église une grande partie de ses biens pour les distribuer aux vassaux. Ceci leur permet, tout en stabilisant leurs acquis, d'avoir les moyens d'être à la tête d'une armée sans égale dans l'Occident médiéval.
Charlemagne se retrouve avec le même problème : il doit s'étendre en permanence pour entretenir ses vassaux et éviter la dissolution de ses possessions. Pendant tout son règne, il tente de les fidéliser par tous les moyens : en leur faisant prêter serment (serment général de fidélité en 789), en leur allouant des terres (seule richesse de l'époque) qu'ils doivent lui restituer à leur mort, en envoyant des missi dominici pour les contrôler et pour surveiller ce qui se trame à travers son empire.

#### Armée et guerre à l'époque de Charlemagne

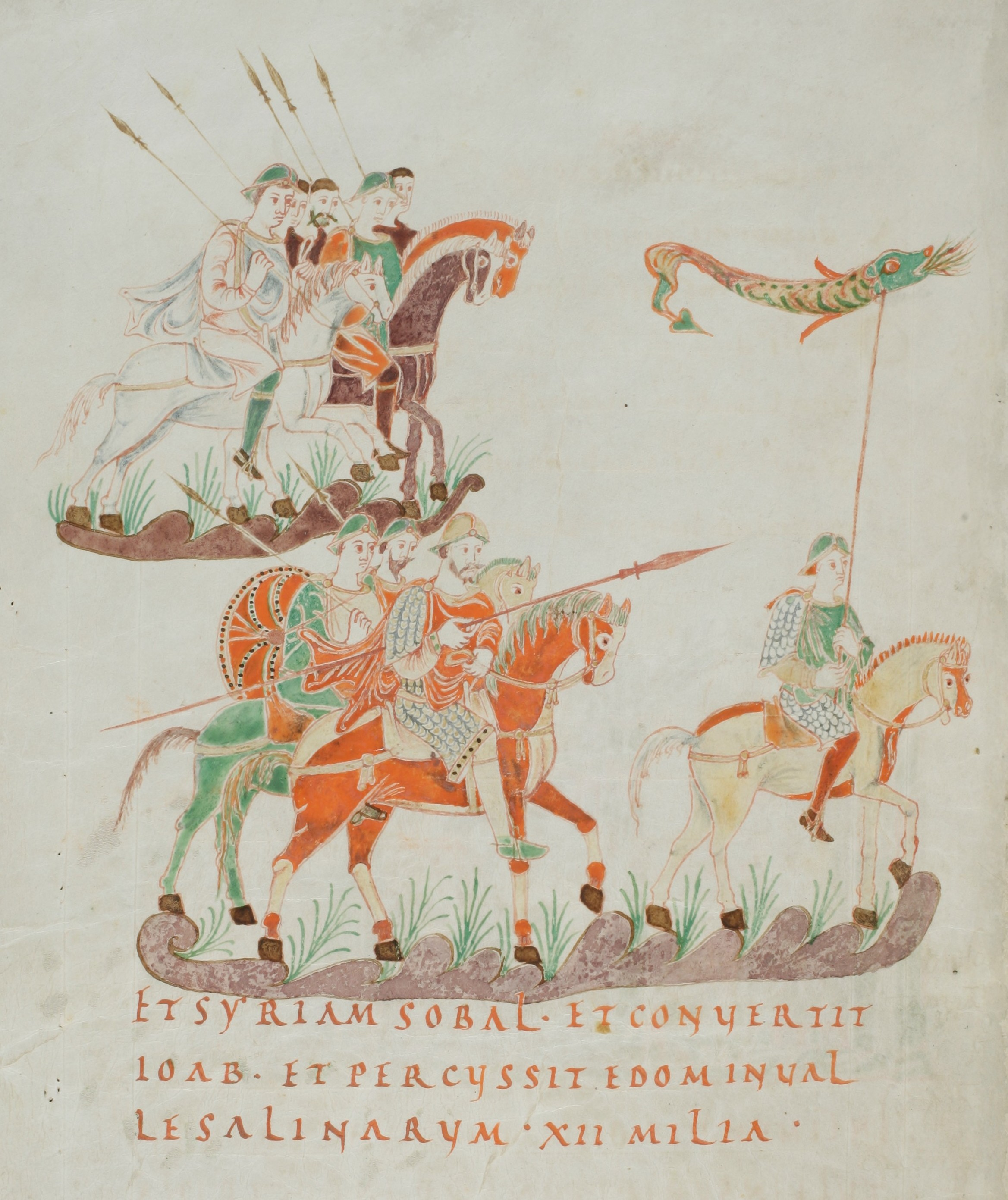
Joab, neveu du roi David, mène au combat l'armée de son oncle : l'enluminure représente les personnages bibliques comme des cavaliers francs de l'ère carolingienne. Psalterium Aureum, bibliothèque cantonale de Saint-Gall, IXe siècle.

Le principe fondamental de l'armée de Charlemagne reste celui de l'armée franque : elle est composée par les hommes libres qui ont le droit et le devoir de participer à l'armée (y compris ceux des territoires récemment conquis). L'armée peut être convoquée chaque année pendant la période de guerre (printemps-été). De fait sur les 46 années du règne de Charlemagne, on ne trouve que deux années où il n'y ait pas eu de convocation de l'armée (790 et 807).
Les historiens estiment les effectifs potentiellement mobilisables de 10 000 à 40 000 hommes.
Concrètement, il y a chaque année une assemblée des grands du royaume, censés représenter l'ensemble du peuple des libres, couramment appelée lors du champ de mai ; cette assemblée prend diverses décisions (ou plutôt : entérine les décisions du roi) et en particulier celle de lancer une expédition contre tel ou tel ennemi. Cette décision est diffusée auprès des intéressés, soit par les vassaux directs du roi auprès de leurs dépendants, soit par les comtes, évêques et abbés auprès des habitants de leur ressort. Chaque guerrier mobilisé doit apporter son équipement et ses vivres pour trois mois et se rendre au point de rassemblement de l'armée (ou des différents corps prévus).
Les forces mobilisées se décomposent entre la cavalerie lourde, la cavalerie légère et l'infanterie. L'armée de Charlemagne ne semble pas utiliser beaucoup de matériel technique, en particulier lors des quelques sièges de ville qui ont eu lieu (Pavie, Saragosse, Barcelone…).
Par ailleurs, Charlemagne dispose d'un certain nombre de guerriers dépendant directement de lui, qui forment sa garde, et qui peuvent être utilisés pour des opérations urgentes.

### Consolidation et élargissement du territoire

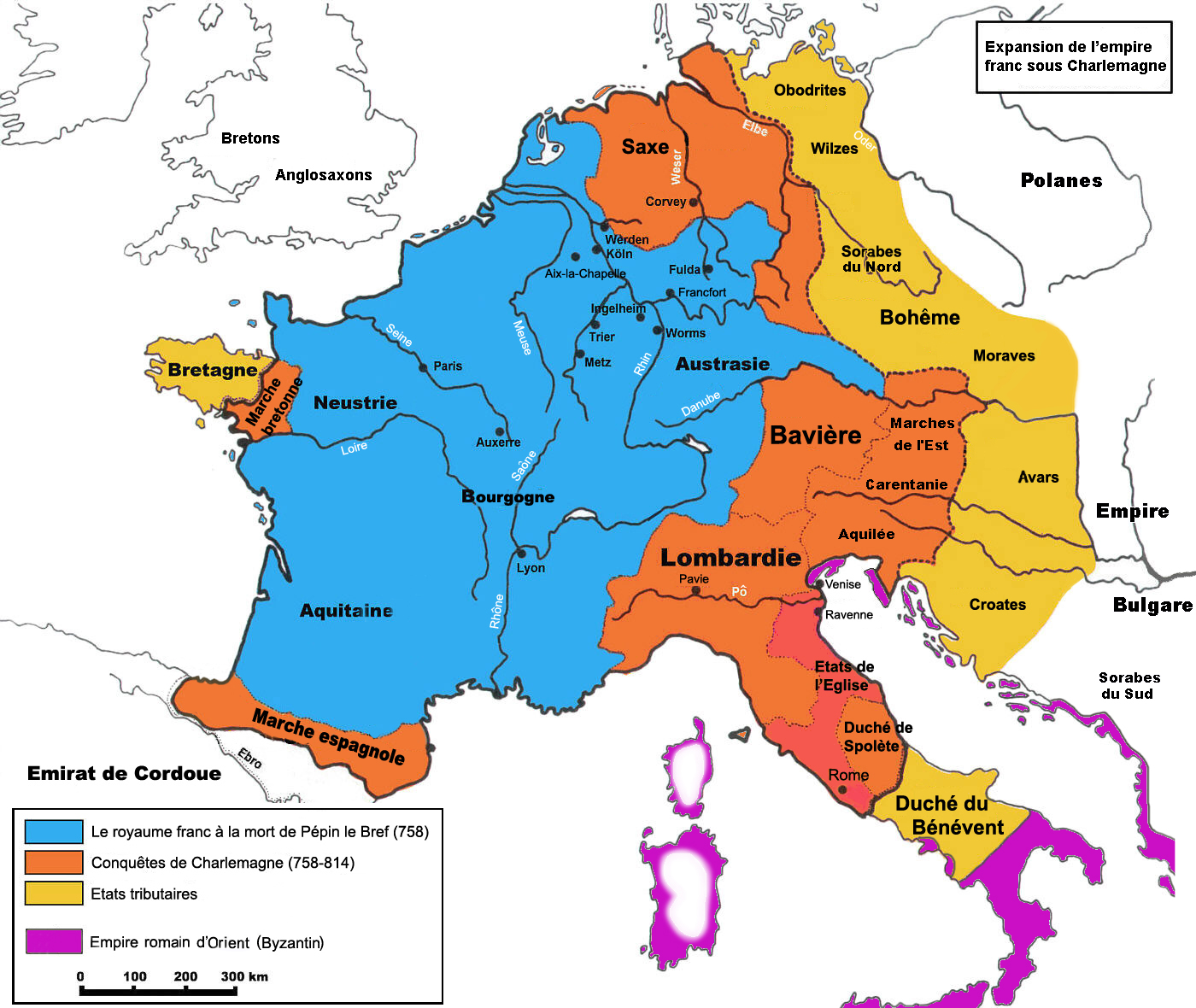
Extension de l'Empire carolingien sous Charlemagne.
à la mort de Pépin le Bref 768.
Conquêtes de Charlemagne (768-814).
Territoires versant un tribut.

Durant les trois premières décennies du règne de Charlemagne, le territoire du royaume s'accroît nettement, quoique de façon plus ou moins solide : intégration complète des duchés d'Aquitaine et de Bavière ; conquête du royaume des Lombards (774), de la Saxe, de quelques territoires en Espagne, dans les possessions byzantines et dans les pays slaves ; expéditions contre les Avars et les Bretons.

#### Aquitaine et Vasconie
En 768, Pépin, juste avant de mourir, a obtenu la soumission de l’Aquitaine et de la Vasconie, le duc Waïfre ayant été assassiné par des gens de son entourage. De 768 à 771, le duché est partagé entre Charles et Carloman.
En 769, le père de Waïfre, Hunald Ier, sort du monastère où il avait été relégué et entre en rébellion. Traqué par l’armée franque, il se réfugie en Vasconie ultérieure, mais le duc Loup II préfère se soumettre et livre Hunald Ier à Charlemagne. Dès lors l’Aquitaine revient sous le contrôle des Francs qui en avaient perdu la jouissance en 660 au profit des Vascons.
En 781, Louis (dit Louis le Pieux ou Louis le Débonnaire) est couronné à Rome roi d’Aquitaine. Ce royaume d’Aquitaine reste en place jusqu’à l’avènement à l’empire de Louis en 814, avec deux dépendances : le duché de Vasconie, au sud de la Garonne, où Sanche Ier Loup succède à Loup II ; le comté de Septimanie (Narbonne, Carcassonne), dirigé par le comte Milon, un Wisigoth, puis par Guillaume de Gellone, comte de Toulouse et marquis de Septimanie à partir de 790 environ.
Cependant, dès 812, les Vascons sont de nouveau astreints à la soumission de Louis le Débonnaire et cela ne semble pas les satisfaire. Semen Ier Loup et ses hommes, des Euskariens des deux versants des Pyrénées, reprennent les armes quelque temps après et se révoltent contre les Francs. Au plaid annuel tenu à Toulouse en 812, Louis le Débonnaire exige « qu'on châtiât cet esprit de rébellion », ce que l'assemblée décida par acclamation.
Une nouvelle expédition de Louis le Débonnaire arriva jusqu'à Pampelune en passant par Dax puis par le difficile passage des Pyrénées. Son objectif est d'y raffermir son autorité chancelante. Selon sa biographie Vita Hludovici Pii, dans la Vasconie transpyrénéenne Louis était libre d'exiger toute futilité publique et particulière.
Après avoir séjourné à Pampelune, Louis retourne en Aquitaine par la route de Roncevaux et prend la précaution, cette fois-ci, afin de ne pas répéter la défaite de 778, de s'emparer comme otages des femmes et des enfants vascons qu'il ne libéra qu'une fois arrivé dans une zone sûre où son armée ne risquait plus d'embuscade.
Quand Louis le Pieux succède à Charlemagne en 814, la présence carolingienne sur la totalité de son immense territoire reste fragile. L'absence de Louis le Pieux dans la Marche hispanique, la Septimanie, la Vasconie et même le Toulousain se fait sentir. Cependant, à l'exception sans doute de la Vasconie, la légitimité carolingienne s'enracine.

#### Italie
De toutes les guerres de Charlemagne, celles qu'il entreprit contre les Lombards en se substituant ainsi à l'empire d'Orient comme protecteur de la papauté, sont les plus importantes par leurs conséquences politiques et celles aussi où se montre le plus clairement le lien qui rattache intimement la conduite de Charles à celle de son père. L'alliance avec les papes les imposait, non seulement dans l'intérêt du royaume franc, mais dans celui du roi des Francs lui-même. Pépin le Bref avait espéré, à la fin de son règne, un arrangement pacifique avec les Lombards. Charles épousa Désirée, la fille de leur roi Didier. Mais ce mariage ne servit à rien. Les Lombards continuèrent de menacer Rome et leur roi noua même contre son gendre de dangereuses intrigues avec le duc des Bavarois et avec la propre belle-sœur de Charles.
En 773, Charlemagne intervient à la demande du pape contre Didier. L'armée franque traverse les Alpes durant l'été 773, met le siège devant Pavie (septembre) et occupe assez facilement le reste du royaume lombard. Pavie affamée et en proie à des épidémies tombe en juin 774. Charlemagne s'adjuge lui-même le titre de roi des Lombards Gratia Dei Rex Francorum et Langobardorum (« roi des Francs et des Lombards par la grâce de Dieu ») le 10 juillet 774 tandis que certains historiens affirment qu'il est proclamé roi par l'archevêque de Milan qui lui aurait posé la couronne de fer de Lombardie sur la tête. Charlemagne prend alors le titre de roi des Lombards ; Didier est envoyé comme moine à Corbie, le reste de sa famille est aussi neutralisé, à l'exception d'Adalgis qui se réfugie à Constantinople. Le duché de Spolète se soumet à la domination franque en acceptant comme duc un protégé du pape, Hildebrand. Le duché de Bénévent reste aux mains d'Arigis, gendre de Didier, mais doit fournir des otages, en particulier son fils Grimoald, qui sera élevé à la cour. En 776, les Francs conquièrent le duché du Frioul.
En 781, le second fils de Charlemagne, Carloman, alors rebaptisé Pépin, est couronné à Rome roi d'Italie, titre qui ne correspond pas à un État formel ; par la suite, Pépin assume sous le contrôle de Charlemagne la fonction de roi des Lombards. La principale personnalité du royaume au début du règne de Pépin est Adalard, cousin de Charlemagne. Les problèmes sont assez nombreux : relations avec Arigis et avec les Romains d'Orient.
Ainsi, l'État lombard, dont la naissance avait mis fin à l'unité politique de l'Italie, attira sur elle, en mourant, la conquête étrangère. Elle n'était plus désormais qu'un appendice de la monarchie franque et elle ne devait s'en détacher, à la fin du IXe siècle, que pour tomber bientôt après sous la domination germanique. Par un renversement complet du sens de l'histoire, elle qui avait jadis annexé le nord de l'Europe était maintenant annexée par lui ; et cette destinée n'est en un sens qu'une conséquence des bouleversements politiques qui avaient transporté de la Méditerranée au nord de la Gaule le centre de gravité du monde occidental.
Et pourtant, c'est Rome, mais la Rome des papes, qui a décidé de son sort. On ne voit pas quel intérêt aurait poussé les Carolingiens à attaquer et à conquérir le royaume lombard si leur alliance avec la papauté ne les y avait contraints. L'influence que l'Église, débarrassée de la tutelle de Byzance, va désormais exercer sur la politique de l'Europe, apparaît ici pour la première fois en pleine lumière. L’État ne peut désormais se passer de l'Église. Entre elle et lui se forme une association de services mutuels qui, les mêlant sans cesse l'un à l'autre, mêle aussi continuellement les questions spirituelles aux questions temporelles et fait de la religion un facteur essentiel de l'ordre politique. La création de l'Empire d'Occident, en 800, voulue comme la renaissance de l'ancien Empire romain d'Occident, est la manifestation définitive de cette situation nouvelle et le gage de sa durée dans l'avenir.

#### Saxe

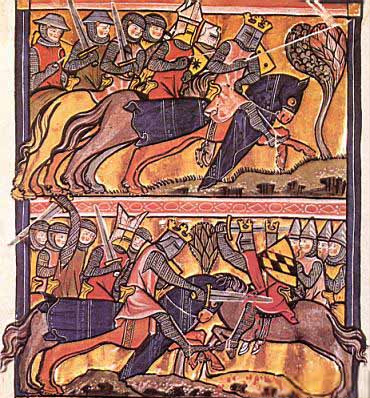
Représentation anachronique de la guerre entre Charlemagne et les Saxons, enluminure de la Vita Karoli Magni d'Éginhard, XIIIe siècle.

Au-delà du Rhin, un puissant peuple conservait encore, avec son indépendance, la fidélité au vieux culte national : les Saxons, répartis entre quatre groupes (Westphales, Ostphales, Angrivarii, Nordalbingiens) et établis entre l'Ems et l'Elbe, depuis les côtes de la mer du Nord jusqu'aux montagnes du Harz. Seuls de tous les Germains, c'est par mer qu'à l'époque du grand ébranlement des invasions, ils étaient allés chercher des terres nouvelles. Durant tout le Ve siècle, leurs barques avaient inquiété les côtes de Gaule aussi bien que celles de Grande-Bretagne. Il y eut des établissements saxons, encore reconnaissables aujourd'hui à la forme des noms de lieux, à l'embouchure de la Canche et à celle de la Loire. Mais c'est seulement en Grande-Bretagne que des Saxons et des Angles, peuples du Sud du Jutland étroitement apparentés à eux, s'établirent durablement. Ils refoulèrent la population celtique de l'île dans les districts montagneux de l'Ouest, Cornouailles et pays de Galles d'où, se trouvant trop à l'étroit, elle émigra au VIe siècle en Armorique, qui prit dès lors le nom de Bretagne comme la partie conquise de la Grande-Bretagne reçut le nom d'Angleterre. Ces Saxons insulaires ne conservèrent pas de rapports avec leurs compatriotes du continent. Ils les avaient si bien oubliés qu'à l'époque où, après avoir été évangélisés par Grégoire le Grand, ils entreprirent la conversion des Germains, ce n'est pas vers eux, mais vers la Haute-Allemagne que leurs missionnaires dirigèrent leurs efforts.
Au milieu du VIIIe siècle, les Saxons continentaux étaient donc encore relativement préservés de l'influence romaine et chrétienne. Pendant que leurs voisins se romanisaient ou se convertissaient, leurs institutions et leur culte national propres s'étaient développés et affermis. Le royaume franc, dont ils étaient limitrophes, n'était pas en mesure d'exercer sur eux le prestige et l'attraction dont l'Empire romain avait jadis été l'objet de la part des barbares. À côté de lui, ils conservaient leur indépendance à laquelle ils tenaient d'autant plus qu'elle leur permettait d'en piller les provinces limitrophes. Ils étaient attachés à leur religion comme à la marque et à la garantie de leur indépendance.
Depuis 748, ils sont tributaires du royaume franc ; le tribut, établi en 758 à 300 chevaux par an, n'est cependant pas payé à la fin du règne de Pépin le Bref et le royaume subit régulièrement des incursions saxonnes.
Charlemagne fait sa première expédition en Saxe en 772, détruisant en particulier le principal sanctuaire, l'Irminsul, symbole de la résistance du paganisme saxon et lieu de réunion des païens qui lui apportaient une offrande après chaque victoire ; puis, à partir de 776, après l'intermède italien, commence une guerre acharnée contre les Saxons, qui, commandés par Widukind, un chef westphalien, lui opposent une vigoureuse résistance. Suivent plusieurs campagnes marquées par la dévastation de différentes parties de la Saxe et la soumission provisoire de chefs, mais aussi par un revers grave des Francs en 782 au Süntel, près de la Weser. Cette défaite entraîne une opération de représailles qui s'achève par le massacre de 4 500 Saxons à Verden. Widukind finit par se soumettre en 785 et se fait baptiser.
Charlemagne impose alors le Capitulaire De partibus Saxoniæ (premier capitulaire saxon), une législation d'exception qui prévoit la peine de mort pour de nombreuses infractions, en particulier pour toute manifestation de paganisme (crémation des défunts, refus du baptême pour les nouveau-nés). Une politique de déportation des Saxons et de colonisation par des Francs a lieu en même temps. La législation d'exception prend fin en 797 (troisième capitulaire saxon), mais la soumission définitive n'est vraiment atteinte qu'en 804.
Jusqu'alors le christianisme s'était répandu relativement paisiblement parmi les Germains. En Saxe cependant, Charlemagne employa la force : de là les violences contre tous ceux qui sacrifieraient encore aux « idoles » et de là aussi l'acharnement que mirent les Saxons à défendre leurs dieux devenus les protecteurs de leurs libertés. Dans certains milieux nationalistes allemands l'image de Charlemagne est celle du « Bourreau des Saxons » issue du massacre de Verden. Ainsi en 1935, pour commémorer l'événement, le régime nazi construisit le monument de Sachsenhain (de).
La conquête des Saxons permettait également de mettre fin une fois pour toutes à la menace permanente que les Saxons faisaient peser sur la sécurité du royaume franc. Une fois l'annexion et la conversion de la Saxe, dernier élément de l'ancienne Germanie, achevées, la frontière orientale de l'Empire carolingien atteignit l'Elbe et la Saale. Elle se dirigeait de là jusqu'au fond de la mer Adriatique par les montagnes de Bohême et le Danube, englobant le pays des Bavarois.

#### Espagne
Depuis leur défaite à Poitiers, les musulmans n'avaient plus menacé la Gaule. L'arrière-garde qu'ils avaient laissée dans le pays de Narbonne en avait été refoulée par Pépin le Bref. L'Espagne, où venait de s'installer l'émirat de Cordoue, ne regardait plus vers le Nord et dirigeait son activité vers les établissements islamiques proches de la Méditerranée. Les progrès de l'islam dans les sciences, les arts, l'industrie et le commerce sont aussi rapides que ses conquêtes[Interprétation personnelle ?]. Mais ces progrès eurent pour conséquence de le détourner des grandes entreprises de prosélytisme pour les concentrer sur lui-même. En même temps que les sciences se développèrent et que l'art s'épanouit, surgirent des querelles religieuses et politiques. L'Espagne n'en était pas plus épargnée que le reste du monde musulman. C'est l'une d'elles qui provoqua l'expédition de Charles au-delà des Pyrénées.

##### Alliance avec Suleyman ibn al-Arabi (777)
En 777, lors de l'assemblée de Paderborn, en Saxe, Charlemagne reçoit des émissaires de plusieurs gouverneurs musulmans d'Espagne, y compris celui de Barcelone, en rébellion contre l'émirat de Cordoue. Sulayman s'engage à permettre aux Francs de s'emparer de Saragosse. Charlemagne décide de donner suite et d'intervenir dans le Nord de l'Espagne, sans doute moins pour des raisons religieuses (des lettres du pape de cette époque montrent que celui-ci préférerait une intervention en Italie, contre des chrétiens) que pour sécuriser la frontière sud de l'Aquitaine.

##### Expédition de 778

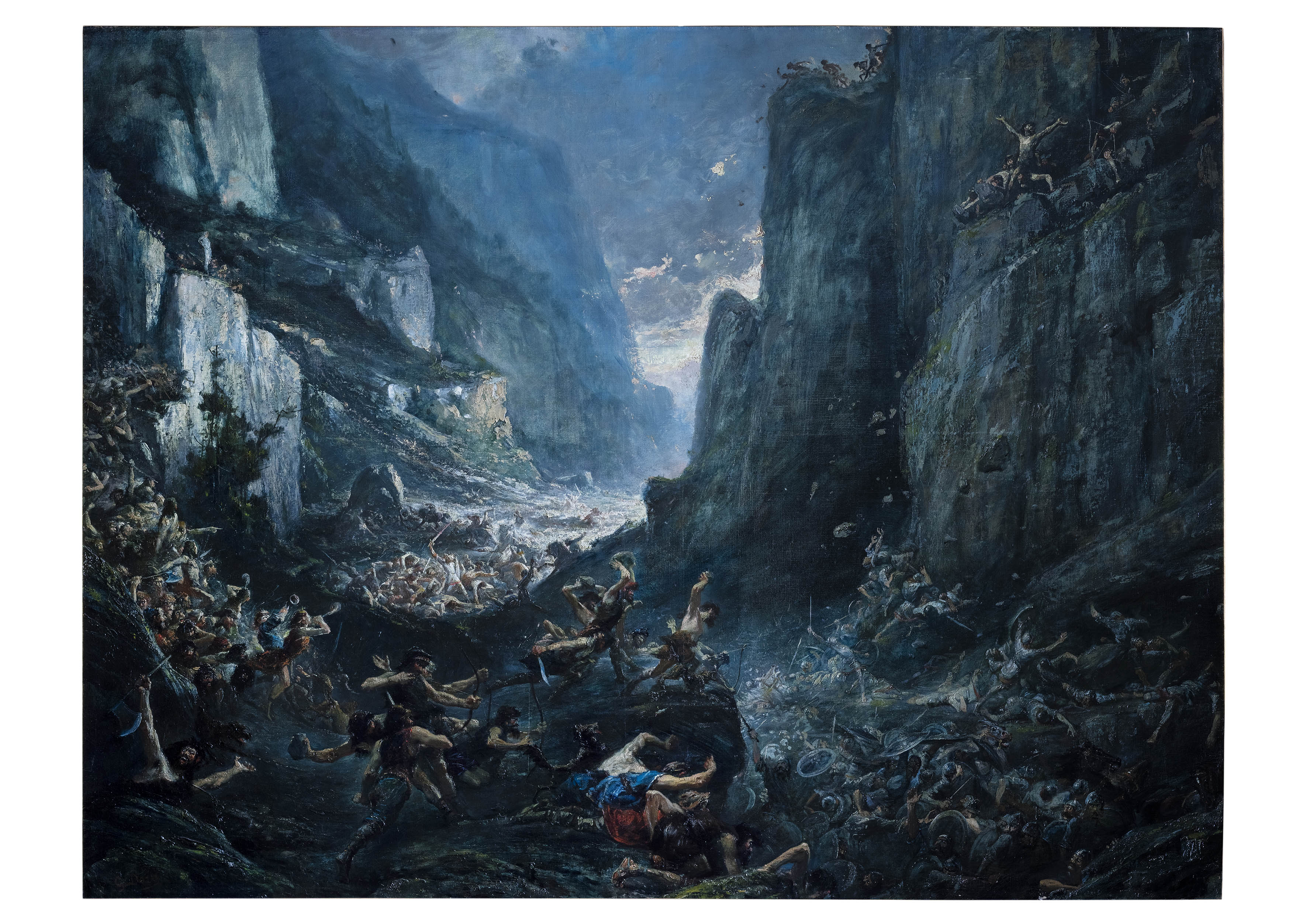
Roland à Roncevaux, huile sur toile de Gustave Doré, collection particulière.

Une double expédition est mise sur pied au printemps 778, et durant l'été les deux armées se rejoignent devant Saragosse, mais à ce moment, la ville est tenue par des loyalistes, contrairement à ce que prétendait Suleyman. Menacés d'une intervention de l'émir de Cordoue, les Francs lèvent le siège et quittent l'Espagne, après avoir pillé Pampelune. Cet échec est augmenté du revers assez grave subi par l'arrière-garde de Charlemagne face aux Vascons lors de la traversée des Pyrénées. L'embuscade, est principalement menée par des Basques, mais il est probable qu'y participent aussi des habitants de Pampelune et des ex-alliés musulmans de Charlemagne, mécontents d'une retraite aussi rapide (les otages remis par Suleyman sont libérés au cours de l'opération).
Pour les contemporains, cette expédition passa à peu près inaperçue. Le souvenir du comte Roland tué dans l'embuscade ne se perpétua tout d'abord que parmi les gens de sa province, dans le pays de Coutances. Il fallut l'enthousiasme religieux et guerrier qui s'empara de l'Europe à l'époque de la première croisade pour faire de Roland le plus héroïque des preux de l'épopée française et chrétienne et transformer la campagne dans laquelle il trouva la mort en une lutte gigantesque entreprise contre l'islam par « Carles li reis nostre emperere magne ».

##### Constitution de la marche d'Espagne (785-810)

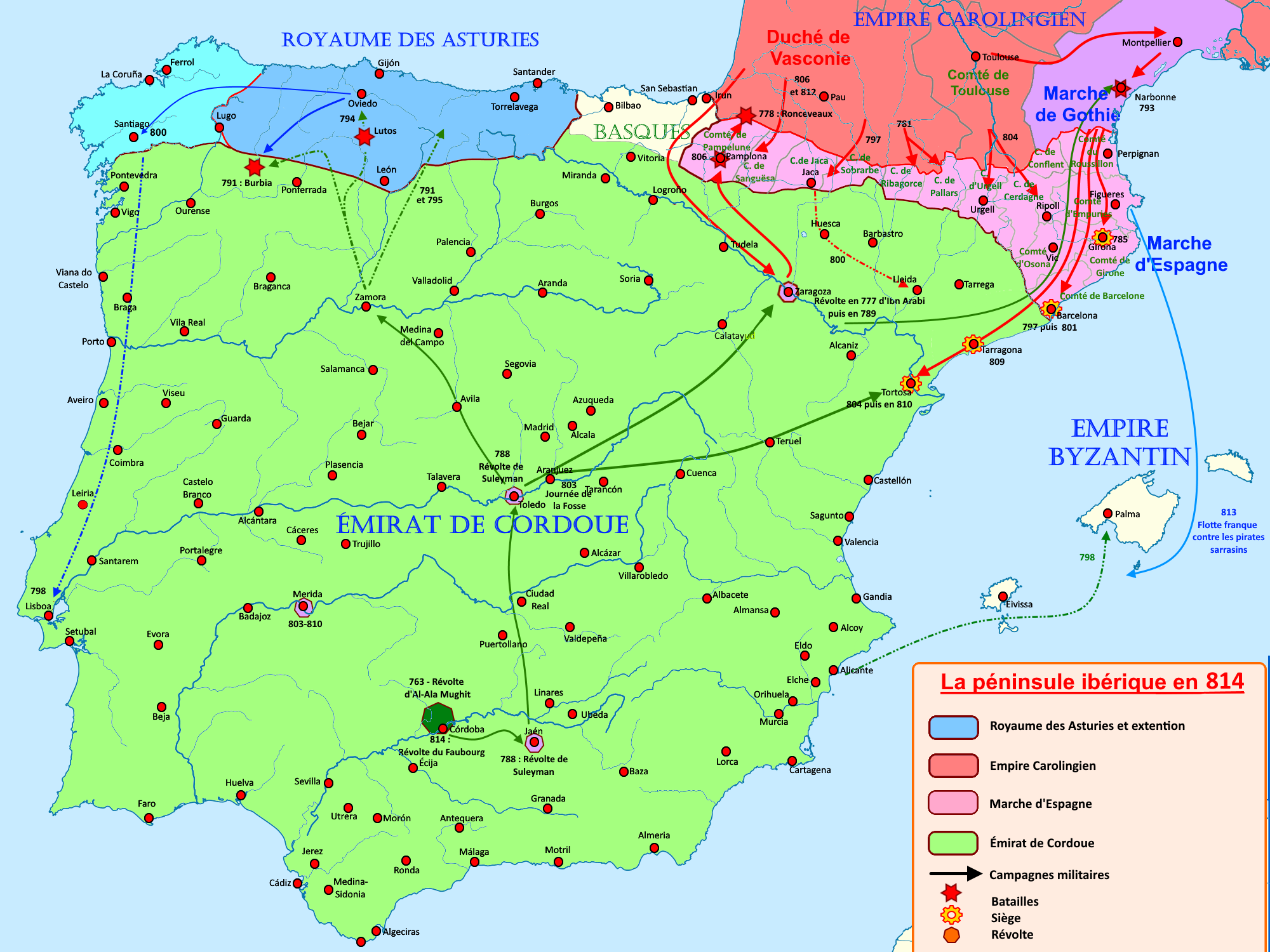
Carte de la péninsule Ibérique en 814 avec les campagnes de Charlemagne et la création de la marche d'Espagne.

Par la suite, Charlemagne n'intervient plus personnellement en Espagne, laissant le soin des opérations aux responsables militaires de l'Aquitaine, les comtes de Toulouse Chorson, puis Guillaume de Gellone, puis le roi Louis lui-même. Malgré une défaite subie par Guillaume en Septimanie (793), les Aquitains réussissent à conquérir quelques territoires en Espagne : notamment Gérone, Barcelone (801), la Cerdagne et Urgell. En revanche, malgré trois tentatives menées par Louis, ils échouent à reprendre Tortosa. En 814, Saragosse et la vallée de l'Èbre restent donc musulmans, pour encore très longtemps.
Les territoires reconquis forment la marche d'Espagne.

#### Autres

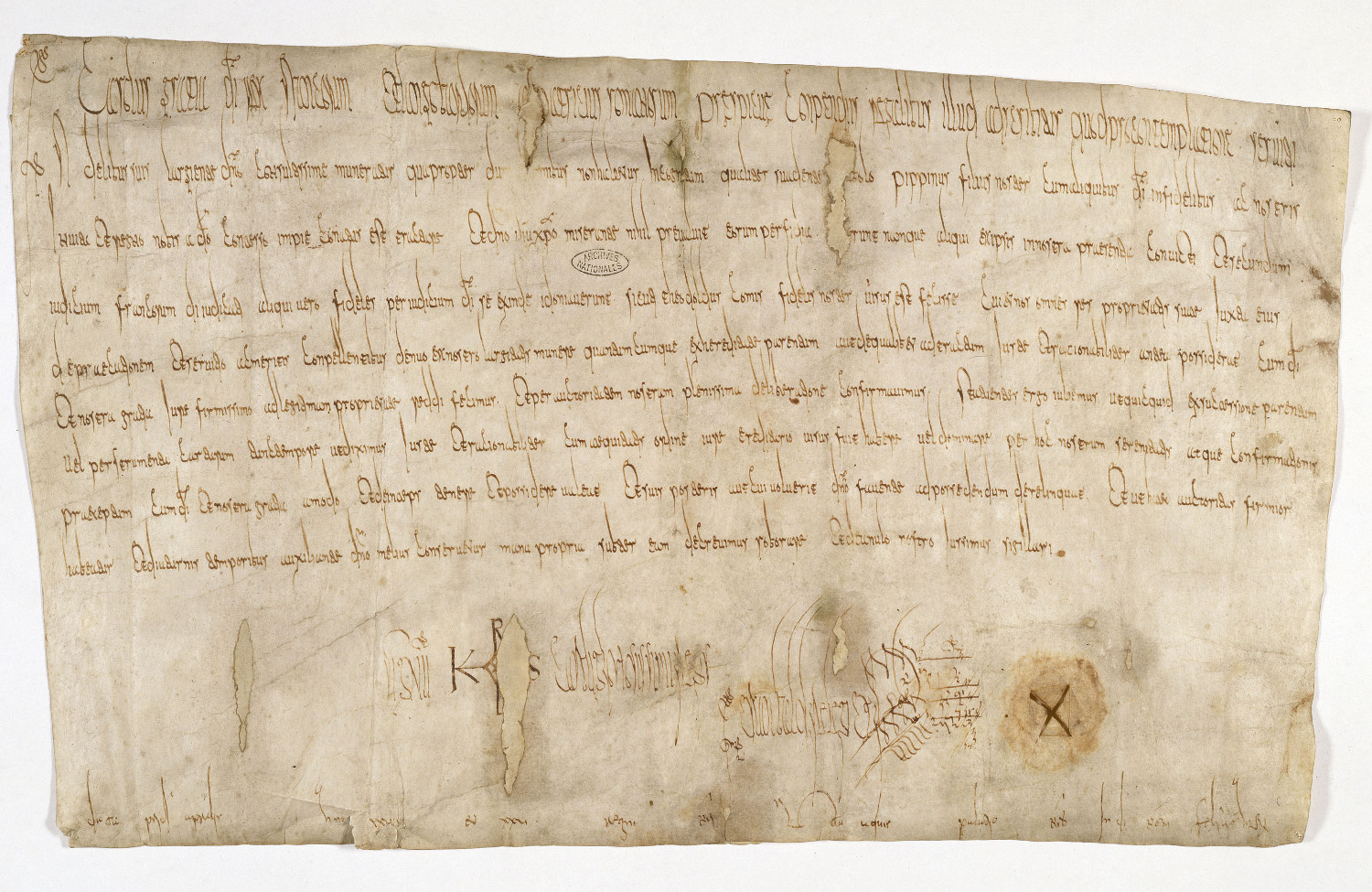
Diplôme de Charlemagne absolvant le comte Theodoldus du crime de lèse-majesté, donné à Aix-la-Chapelle le 31 mars 797. Archives nationales, AE/II/42.

##### Bavière
Depuis 748, elle est dirigée par le duc Tassilon, petit-fils de Charles Martel, imposé par Pépin le Bref à la mort du duc Odilon. Cependant Tassilon cherche à préserver son indépendance, épousant en 763 Liutberge, fille de Didier de Lombardie et future belle-sœur de Charlemagne.
Bien que Tassilon ne soit pas intervenu lors de la campagne contre les Lombards en 773-774, Charlemagne s'efforce de renforcer son contrôle. Tassilon doit prêter serment de fidélité en 781, puis de nouveau en 787. En 788, il est mis en jugement devant l'assemblée, condamné à mort, puis gracié et enfermé dans un monastère ainsi que son épouse et ses deux fils. Charlemagne nomme des comtes pour la Bavière et place son beau-frère Gérold à la tête de l'armée avec le titre de præfectus. En 794, Tassilon comparaît de nouveau devant l'assemblée et proclame sa renonciation au trône de Bavière, désormais totalement intégrée au royaume franc.

##### Avars

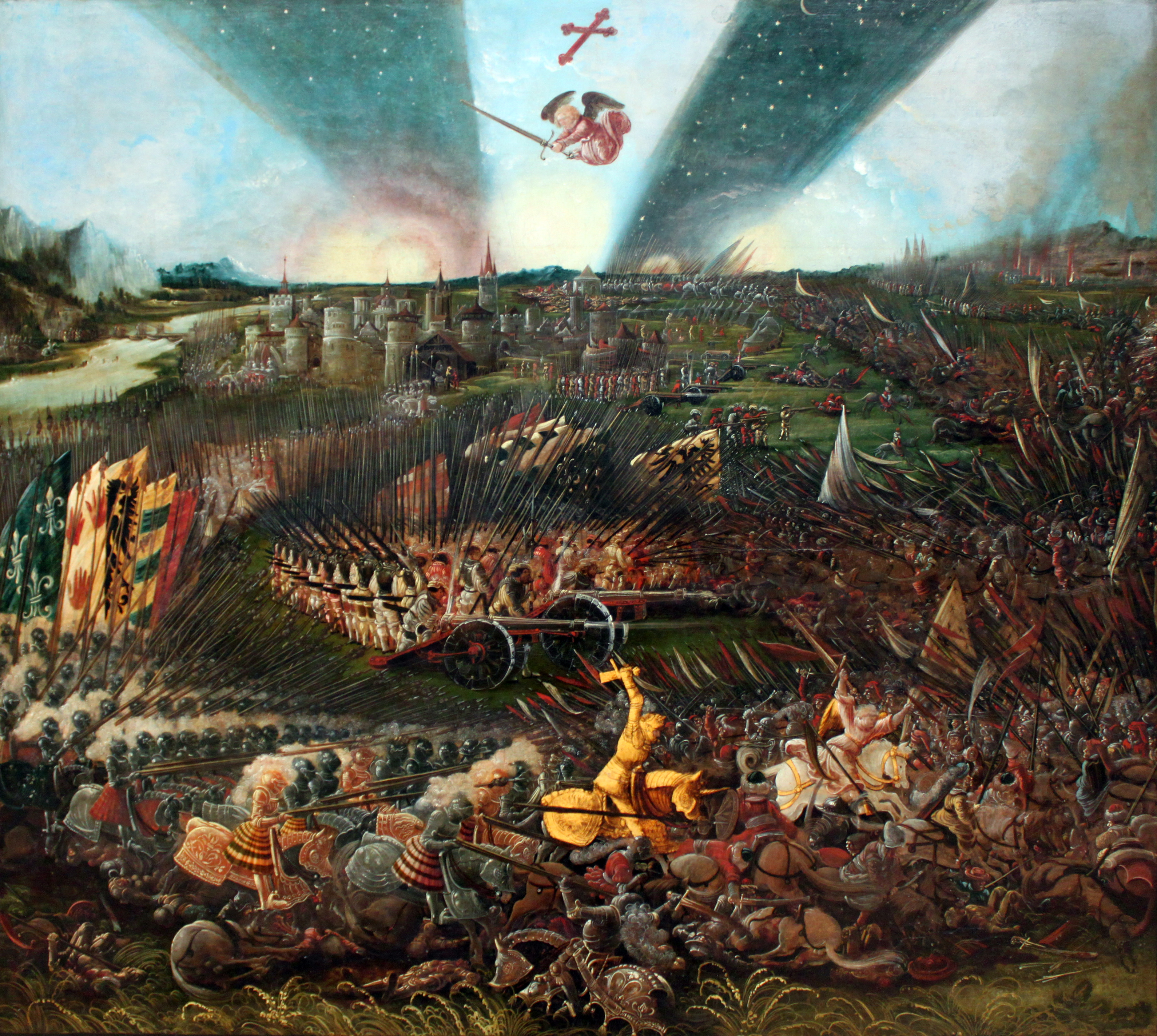
Albrecht Altdorfer, La Victoire de Charlemagne sur les Avars, 1518, Germanisches Nationalmuseum, Nuremberg.

Ce peuple de cavaliers, d'origine turque, avait au VIe siècle anéanti les Gépides (avec l'aide des Lombards) et s'était depuis lors installé dans le bassin du moyen-Danube, d'où il harcelait, avec ses vassaux Slaves, à la fois l'Empire byzantin et la Bavière.
En 791, avec l'aide de son fils Pépin d'Italie, Charlemagne mène contre les Avars une première expédition. En 795, il réussit à s'emparer de leur camp retranché, le Ring avar, avec un trésor considérable, fruit de plusieurs dizaines d'années de pillages. En 805, les derniers Avars rebelles sont définitivement soumis.
Ce furent des campagnes d'extermination : les Avars furent massacrés au point de disparaître en tant que peuple. L'opération terminée, Charles, pour parer à de nouvelles agressions, transforma la Pannonie, peuplée de Slaves notamment Carantanes, en une marche, c'est-à-dire un territoire de garde soumis à une administration militaire. Ce fut la « marche » orientale (marca orientalis), point de départ de l'Autriche moderne qui en a conservé le nom.

##### Frisons
L'annexion de la Frise orientale (la région s'étendant du Zuiderzee jusqu'à l'embouchure de la Weser) par les Francs n'est acquise, en apparence, qu'après 782, voire 785. La situation demeura tendue encore plusieurs années pour les Francs.

##### Bretons
Venus au Ve siècle de Bretagne, les Bretons sont des chrétiens organisés en principautés, subdivisées en seigneuries dirigées par un mac'htiern. Ils occupent l'Ouest de la péninsule armoricaine (Domnonée, Cornouaille et Vannetais). Le Vannetais (Broërec pour les Bretons) a cependant été pris par les Francs ; à la fin du VIIIe siècle, les comtés de Nantes, Rennes et Vannes forment la marche de Bretagne. Les Bretons sont en principe tributaires du royaume franc, mais cela n'empêche pas des opérations de pillage.
En 786, Charlemagne envoie des forces considérables pour soumettre les mac'htierned. D'autres expéditions sont organisées par la suite en 799, avec le comte Guy de Nantes, puis en 811, toujours avec un succès limité. Malgré cela, une partie de l'aristocratie bretonne ralliée fournit des cadres à la monarchie franque ; c'est d'elle que, sous le règne de Louis le Pieux, sortira Nominoë.

##### Slaves
Dès avant la fin du VIIe siècle, les Slaves s'étaient avancés en Europe centrale. Ils avaient pris possession du pays abandonné par les Germains entre la Vistule et l'Elbe, par les Lombards et les Gépides en Bohême et Moravie. De là ils avaient franchi le Danube et s'étaient introduits dans les Balkans où ils s'étaient répandus jusque sur les côtes de la mer Adriatique.
De ce côté encore, il fallait assurer la sécurité de l'Empire. Depuis 807 d'autres « marches » furent établies le long de l'Elbe et de la Saale, barrant le passage aux tribus slaves des Sorabes et des Abodrites.
Cette frontière fut en même temps, comme le Rhin l'avait été aux IVe et Ve siècles, la frontière entre l'Europe chrétienne et le paganisme. Il est intéressant pour l'appréciation des idées religieuses de ce temps, de constater qu'il y eut là momentanément un renouveau de l'esclavage. Le paganisme des Slaves les mettant en dehors de l'humanité, ceux d'entre eux qui étaient faits prisonniers étaient vendus comme du bétail. Aussi le mot qui dans la plupart des langues occidentales désigne l'esclave (esclave, sklave, slaaf) n'est pas autre chose que le nom même du peuple slave.

#### Étendue territoriale
À son apogée, l'Empire carolingien recouvre les territoires actuels de la France, de la Belgique, des Pays-Bas, du Luxembourg, de l'Allemagne, de la Suisse, de l'Autriche, de la Hongrie et de la Slovénie, une bonne moitié de l'Italie et une petite partie de l'Espagne, ainsi que les îles anglo-normandes et les principautés d'Andorre, de Monaco et de Liechtenstein. Il exerce également une autorité indirecte sur les États pontificaux, la Silésie, la Bohême, la Moravie, la Slovaquie et la Croatie.

### Couronnement impérial (25 décembre 800)

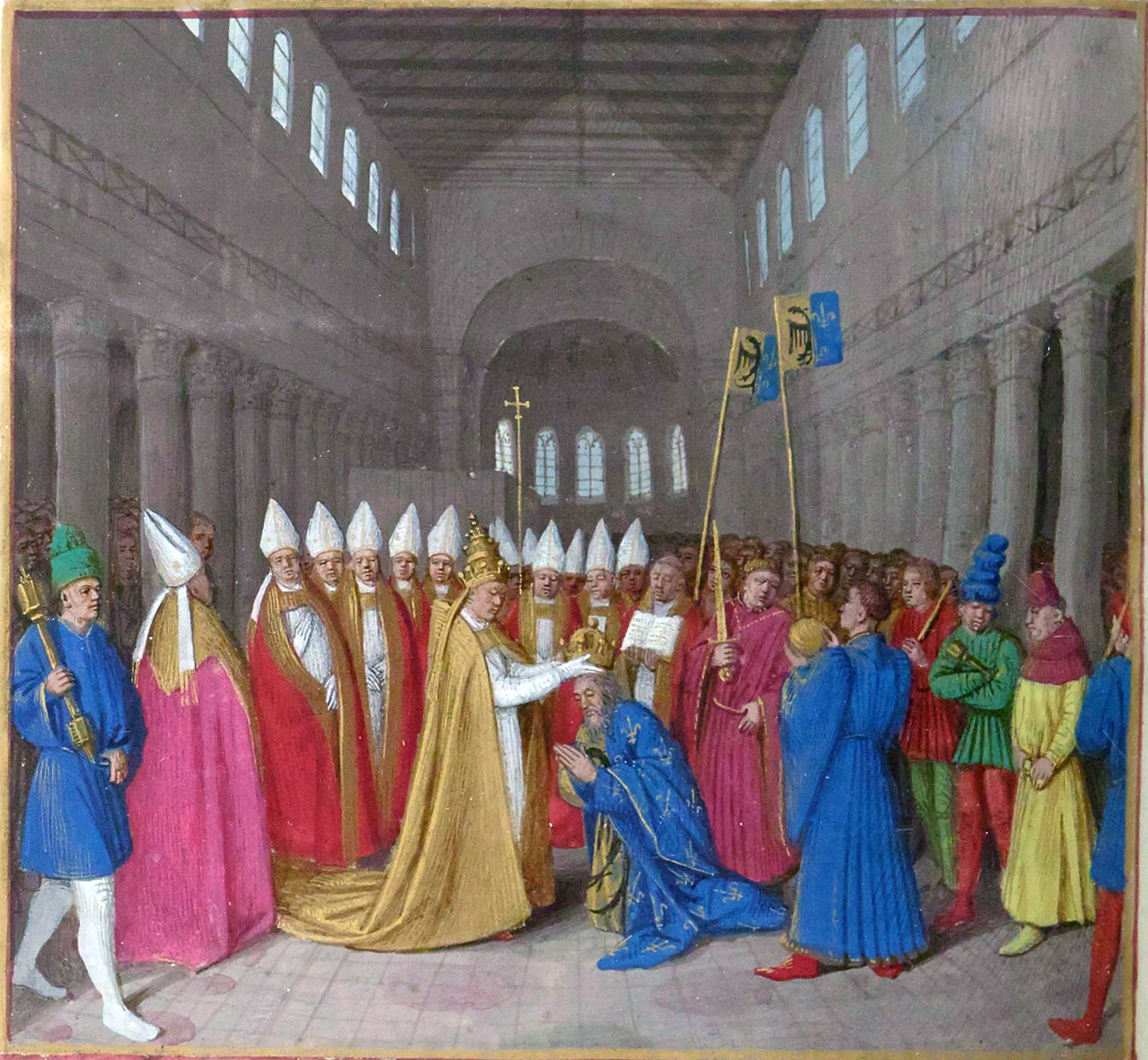
Couronnement de Charlemagne. Enluminure de Jean Fouquet, Grandes Chroniques de France, Paris, BnF, ms. Français 6465, vers 1460.
Les costumes des personnages reflètent la mode du milieu du XVe siècle.

#### Facteurs généraux du couronnement

##### Situation en Europe occidentale
Élargi par la conquête à l'Est jusqu'à l'Elbe et au Danube, au sud jusqu'à Bénévent et jusqu'à l'Èbre, la monarchie franque, à la fin du VIIIe siècle, renferme à peu près tout l'Occident chrétien. Les petits royaumes anglo-saxons et espagnols, qu'elle n'a pas absorbés, ne sont qu'une quantité négligeable et ils lui prodiguent d'ailleurs les témoignages d'une déférence qui pratiquement équivaut à la reconnaissance de son protectorat. En fait, la puissance de Charles s'étend à tous les pays et à tous les hommes qui reconnaissent dans le pape de Rome l'autorité centrale de l'Église, au moment où les prétentions de la papauté à la juridiction universelle se développent. En dehors d'elle, ou c'est le monde barbare du paganisme, ou le monde ennemi de l'islam, ou enfin le vieil Empire byzantin, chrétien sans doute, mais d'une orthodoxie bien capricieuse et de plus en plus se groupant autour du patriarche de Constantinople et laissant le pape à l'écart.
L’idée même d’empire, d’imperium, est présente dans les esprits de plusieurs personnalités à la fin des années 790, en particulier chez Alcuin.
« De plus, le souverain de cette immense monarchie est à la fois l'obligé et le protecteur de l'Église. Sa foi est aussi solide que son zèle pour la religion est ardent. Peut-on s'étonner dans de semblables conditions que l'idée se soit présentée de profiter d'un moment si favorable pour reconstituer l'Empire romain, mais un Empire romain dont le chef, couronné par le pape au nom de Dieu, ne devra son pouvoir qu'à l'Église, et n'existera que pour l'aider dans sa mission, un Empire qui, n'ayant pas d'origine laïque, ne devant rien aux hommes, ne formera pas à proprement parler un État, mais se confondra avec la communauté des fidèles dont il sera l'organisation temporelle, dirigée et inspirée par l'autorité spirituelle du successeur de saint Pierre ? Ainsi, la société chrétienne recevrait sa forme définitive. L'autorité du pape et de l'empereur, tout en restant distinctes l'une de l'autre, seront pourtant aussi étroitement associées que, dans le corps de l'homme, l'âme l'est à la chair. Le vœu de Saint Augustin serait accompli. La cité terrestre ne serait que la préparation de l'acheminement à la cité céleste. Il s'agit d'une conception grandiose mais uniquement ecclésiastique, dont Charles n'a jamais saisi exactement, semble-t-il, toute la portée et toutes les conséquences ».

##### Situation dans l’Empire byzantin
Depuis 792, l’Empire est de fait dirigé par Irène, mère de l'empereur Constantin VI, mais en 797, elle assume officiellement le titre de basileus, ce qui dans la société de l’époque est un peu incongru, d'autant que son fils est mort peu après avoir été aveuglé sur l'ordre de sa mère. Les milieux carolingiens estiment que dans ces conditions, le titre impérial byzantin n’est pas légitimement porté.

##### Situation de la papauté
Un autre facteur est la relation entre le pape et les autorités byzantines : l'empereur et le patriarche de Constantinople. Ce dernier étant soutenu par un État encore prestigieux, riche et puissant, les papes de Rome trouvent un soutien équivalent dans le royaume franc des Carolingiens, qui de son côté trouve dans la papauté la légitimité romaine et sacrée à laquelle ils aspirent.
En 796, le pape Adrien Ier est remplacé par Léon III, dont la position à Rome est beaucoup plus faible que celle de son prédécesseur face à la hiérarchie ecclésiastique et face à la noblesse romaine, bien qu’il ait été élu très rapidement et très facilement. Il est notamment poursuivi par des rumeurs sur l’immoralité de son comportement. Léon III est donc très dépendant de la protection de Charlemagne.

#### Attentat contreLéonIII(25 avril 799) et ses conséquences
Le 25 avril 799, Léon III subit un véritable attentat : au cours de la procession des Grandes Litanies, il est jeté à bas de sa mule, et molesté, puis emprisonné ; le bruit court que ses assaillants lui ont coupé la langue et crevé les yeux, ce qui se révèlera inexact, mais permettra de parler de miracle. Quelques jours plus tard, il est délivré grâce à l’intervention du duc franc Winigise de Spolète, qui l’emmène à Spolète, puis, avec des missi de Charlemagne, est organisé un voyage pontifical à Paderborn.

#### De Paderborn à Rome (été 799-novembre 800)
Léon III passe environ un mois à Paderborn, rencontrant plusieurs fois Charlemagne. Le contenu politique de leurs discussions est ignoré ; on ne sait pas en particulier si l’attribution du titre impérial a été discutée. Mais on peut noter qu’un poème écrit durant cette entrevue, parle de Charlemagne comme du Père de l’Europe et d’Aix-la-Chapelle comme de la Troisième Rome. En tout cas, Charlemagne s'engage à venir à Rome pour traiter le différend entre Léon et ses adversaires.
Il semble que Charlemagne ait envisagé un voyage à Rome dès le début de 799, avant cette crise, puisque, dans une lettre, Alcuin demande à en être dispensé pour raisons de santé. Le voyage est confirmé à Paderborn, mais Charlemagne ne se précipite pas à Rome. Il faut laisser le temps à Léon de rétablir sa position à Rome. Il est aussi possible qu'il ait paru judicieux d'être à Rome pour la Noël de l’an 800.
Léon est de retour à Rome, avec une escorte et quelques hauts dignitaires francs, à la fin octobre 799 ; les missi reçoivent une plainte officielle contre lui. Une commission est réunie au Latran et une enquête est menée. Dans l'ensemble, malgré tout, la situation de Léon est à peu près rétablie.
Charlemagne passe le printemps et l'été 800 dans une tournée en Neustrie, s'attardant particulièrement à Boulogne, où est envisagé le problème de la défense des côtes, puis à Tours, où il rencontre Alcuin, mais aussi Louis d'Aquitaine. Il part ensuite pour l'Italie, une expédition militaire contre Bénévent étant aussi envisagée. Le cortège fait étape à Ravenne : Pépin est envoyé contre Bénévent tandis que Charlemagne part pour Rome.
Il arrive aux abords de Rome le 23 novembre. Selon le protocole byzantin, le basileus, s'il venait à Rome, devrait être accueilli par le pape lui-même à 6 milles de Rome. Il est donc significatif que Charlemagne, seulement roi des Francs et des Lombards, soit accueilli par le pape à 12 milles, à Mentana.
Charlemagne gagne Rome le 24 et s'établit au Vatican, en dehors des murs de la ville.

#### Décembre 800
Après une semaine de cérémonies religieuses et de Laudes, Charlemagne décide de procéder à un jugement de Léon III et, en même temps, des conjurés de 799. Une assemblée de prélats francs et romains, présidée par Charlemagne, est réunie à Saint-Pierre : elle va durer jusqu'au 23 décembre. Les responsables de l'attentat, en présence de Charlemagne, renoncent à accuser le pape, et chacun d'entre eux s'efforce de rejeter la responsabilité sur les autres. Ils seront condamnés à mort, la peine étant ensuite commuée en bannissement. En ce qui concerne Léon III, en l'absence d'accusateurs, Charlemagne aurait pu s'en tenir là. Mais il veut que les choses soient mises au net et impose à Léon une procédure de jugement par serment purgatoire, une procédure germanique.
Le serment a lieu le 23 décembre : Léon jure qu'il n'a commis aucun des crimes dont il a été accusé. Puis l'assemblée évoque la question de l'accession de Charlemagne au titre impérial. Les arguments utilisés, sans doute par les prélats de la suite de Charlemagne, concernent la vacance du trône à Constantinople et le fait que Charlemagne ait sous son contrôle les anciennes résidences impériales d'Occident, notamment Rome, mais aussi Ravenne, Milan, Trèves. L'assemblée accueille favorablement ces arguments et Charlemagne accepte l'honneur qui lui est proposé.
Il est prévu qu'une cérémonie ait lieu le 25 décembre, à l'occasion de la messe de Noël, qui a lieu habituellement à Saint-Jean-de-Latran, mais aura lieu cette fois dans la basilique Saint-Pierre.

#### Cérémonie du25 décembre

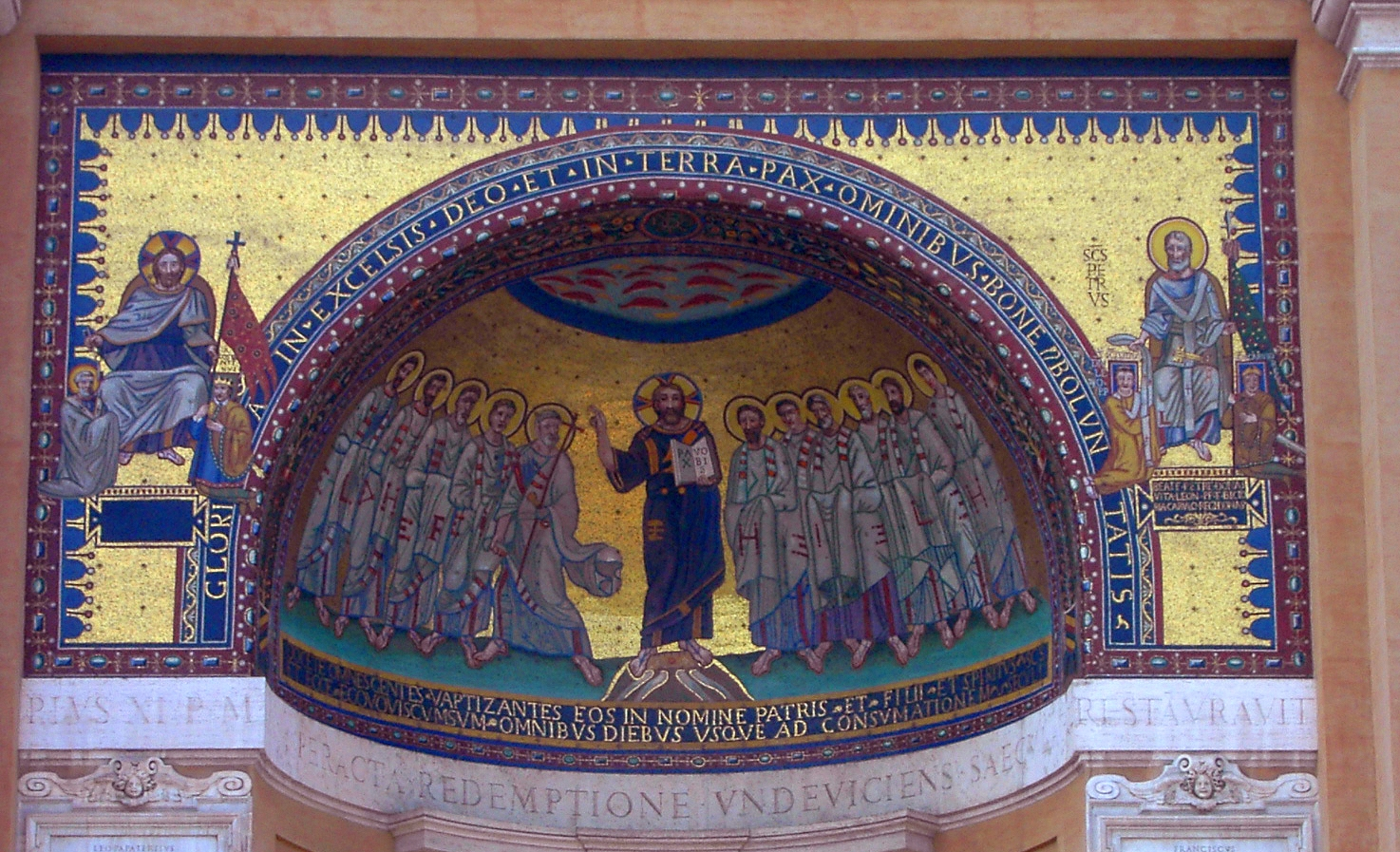
Mosaïque de la basilique Saint-Jean-de-Latran de Rome présentant sur la droite le pape Léon III (pape) et Charlemagne, agenouillés aux pieds de saint Pierre. Ce dernier leur remet les clefs et la bannière, symboles de leurs pouvoirs respectifs.

Le jour de Noël de l'an 800, Charlemagne est donc couronné empereur d'Occident par le pape Léon III. Il se montre courroucé que les rites de son couronnement soient inversés au profit du pape. En effet, ce dernier lui dépose subitement la couronne sur la tête alors qu'il est en train de prier, et ensuite seulement le fait acclamer et se prosterne devant lui. Une manière de signifier que c'est lui, le pape, qui fait l'empereur — ce qui anticipe sur les longues querelles des siècles ultérieurs entre l'Église et l'Empire. Selon Éginhard, le biographe de Charlemagne (Vie de Charlemagne), l'empereur serait sorti furieux de la cérémonie : il aurait préféré que l'on suive le rituel byzantin, à savoir l'acclamation, le couronnement et enfin l'adoration — c'est-à-dire, selon les Annales royales, le rituel de la proskynèse (prosternation), le pape s'agenouillant devant l'empereur. Éginhard évoque même que « Charlemagne aurait renoncé à entrer dans l'Église ce jour-là, s'il avait pu connaître d’avance le dessein du pontife ». C'est en se souvenant[réf. souhaitée] de cet épisode que Napoléon prend soin, un millénaire plus tard, lors de son couronnement en présence du pape, de se poser la couronne lui-même sur la tête.
En 813, Charlemagne fit changer, en faveur de son fils Louis le Pieux, le cérémonial qui l'avait froissé : la couronne fut posée sur l'autel et Louis la plaça lui-même sur sa tête, sans l'intervention du pape. Cette nouveauté, qui disparut par la suite, ne changeait rien au caractère de l'Empire. Bon gré, mal gré, il restait une création de l'Église, quelque chose d'extérieur et de supérieur au monarque et à la dynastie. C'était à Rome qu'en était l'origine et c'était le pape seul qui en disposait comme successeur et représentant de saint Pierre. De même qu'il tient son autorité de l'apôtre, c'est au nom de l'apôtre qu'il confère le pouvoir impérial.

#### Réaction byzantine

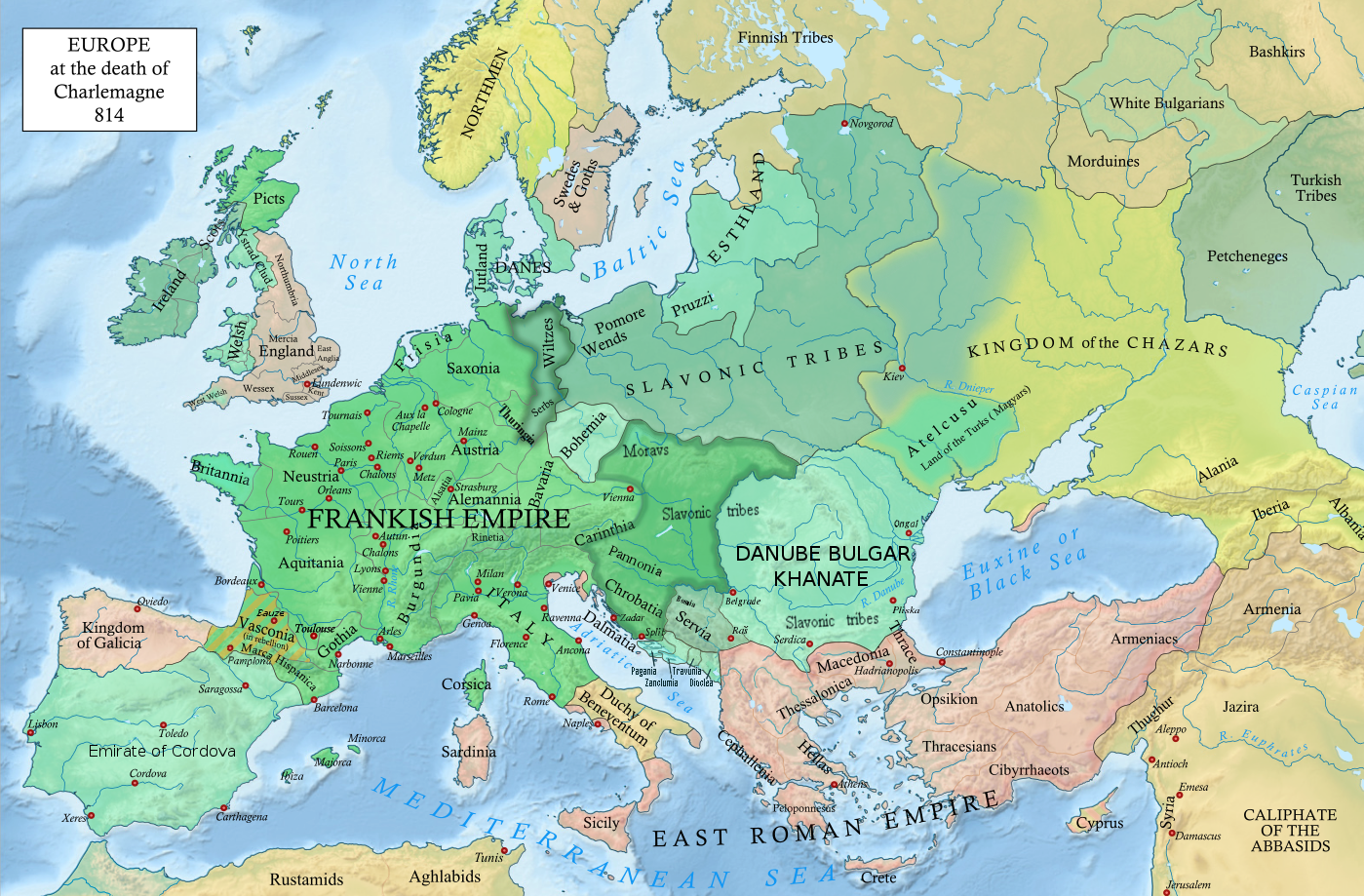
L'empire de Charlemagne en 814.

Mais l'Empire byzantin refuse de reconnaître le couronnement impérial de Charlemagne, le considérant comme une usurpation.
Charles et ses conseillers objectent que l'Empire romain d'Orient est alors dirigé par une femme, l'impératrice Irène. Par conséquent, le titre d'empereur est considéré comme vacant. C'est notamment l’avis d'Alcuin, le principal conseiller de Charlemagne, pour qui le titre impérial ne peut être assumé que par un homme.
Afin d'éviter un affrontement, Irène cherche la paix avec les Francs, mais le couronnement de Charlemagne comme « empereur des Romains » est perçu par l'opinion publique romaine d'Orient comme une rébellion. De son côté, Charlemagne se considère désormais comme l'égal des basileis (empereurs byzantins). Si les Byzantins refusent de reconnaître son titre impérial, il le fera reconnaître par la force. La menace d'une guerre est réelle.
Selon le chroniqueur byzantin Théophane le Confesseur, Charlemagne aurait alors envisagé de conclure un mariage avec l'impératrice Irène. Dans cette optique, il envoie des ambassadeurs à Constantinople en 801. Irène, de son côté n'est pas opposée à l'idée d'un mariage et envoie en retour une ambassade à Aix-la-Chapelle à l’automne 801 afin de valider les contours du projet qui permettrait de réunifier l'Empire romain, fut-il devenu germanique en Occident et hellénique en Orient. Néanmoins l'aristocratie grecque, hostile à Irène, voit dans ce projet un acte sacrilège et organise en octobre 802 un coup d'État qui renverse l'impératrice.
Avec le traité de paix d’Aix-la-Chapelle en 812, l’empereur d'Orient Michel Ier Rhangabé finit par parer Charlemagne du titre d'empereur, mais en utilisant des formules détournées évitant de se prononcer sur la légitimité du titre, telles que : « Charles, roi des Francs […], que l'on appelle leur empereur ». C'est l'empereur byzantin Léon V l'Arménien qui accepte vraiment de lui reconnaître le titre d'empereur d'Occident en 813.

#### Théorie carolingienne de l'Empire

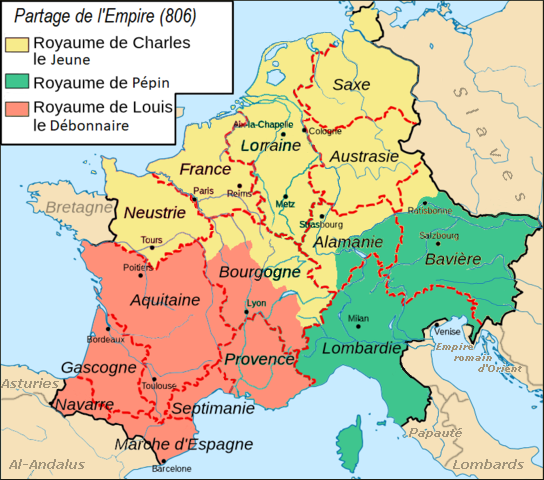
Projet de partage de l'Empire carolingien en 806.

Charlemagne considère que la dignité impériale ne lui est conférée qu'à titre personnel, pour ses exploits, et que son titre n'est pas appelé à lui survivre. Dans ses actes, le souverain se titre « empereur gouvernant l’Empire romain, roi des Francs et des Lombards » (Karolus, serenissimus augustus, a Deo coronatus, magnus et pacificus imperator, Romanum gubernans imperium, qui et per misericordiam Dei rex Francorum et Langobardorum). Dans son testament, en l'an 806, il partage l'Empire entre ses fils, suivant la coutume franque, et ne fait aucune mention de la dignité d'empereur. C'est seulement en 813, quand il n'a plus qu'un seul fils encore vivant, le futur Louis le Pieux, que Charlemagne décide dans son testament du maintien de l'intégralité de l'Empire et du titre impérial.
Selon les lettrés de l'époque, comme Alcuin, le prince idéal doit avoir un but religieux, et lutter contre les hérétiques et les païens, y compris hors des frontières. Mais il doit avoir aussi un but politique : ne pas se contenter de la dignité royale, et devenir empereur d'Occident. Léon III va dans ce sens, mais pour lui le pouvoir spirituel l'emporte sur le pouvoir temporel, ce qui explique cette organisation lors du couronnement de Charlemagne.
Avec ce couronnement, Charlemagne est désormais présenté comme un « nouveau David », un christus Domini (un « prêtre-roi »).

### Fin du règne

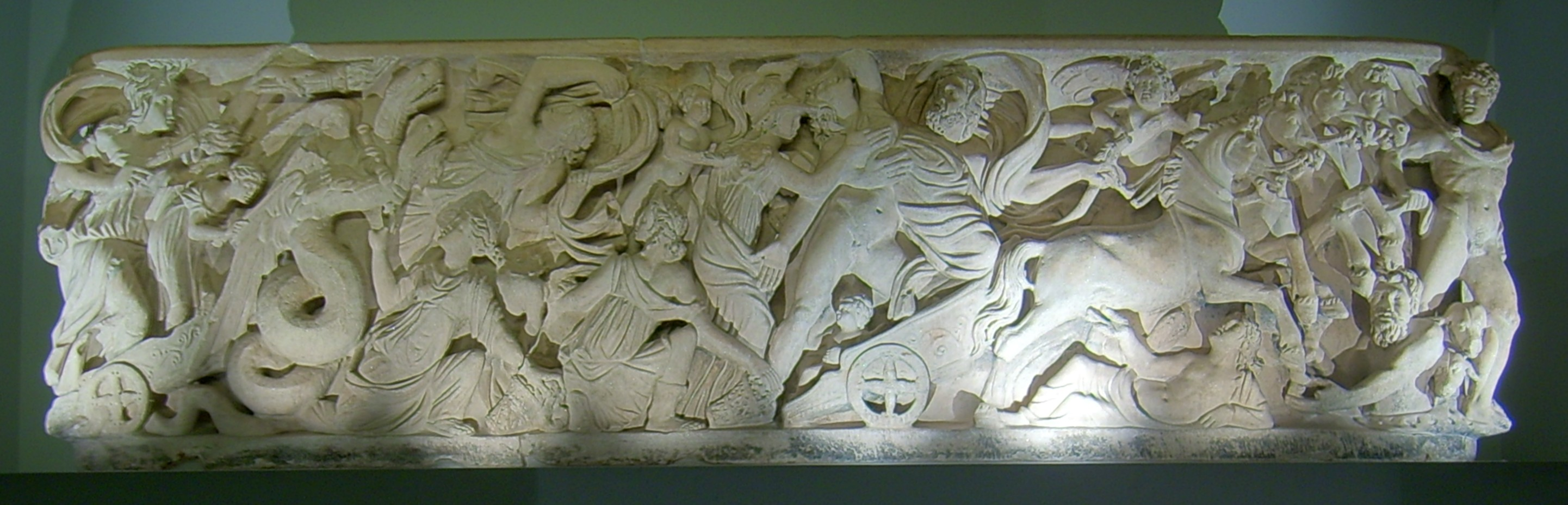
Représentation de Perséphone sur un sarcophage paléochrétien du IIe siècle. Conservé dans le trésor de la cathédrale d'Aix-la-Chapelle, l'objet funéraire est identifié traditionnellement au sarcophage en marbre de Charlemagne,.

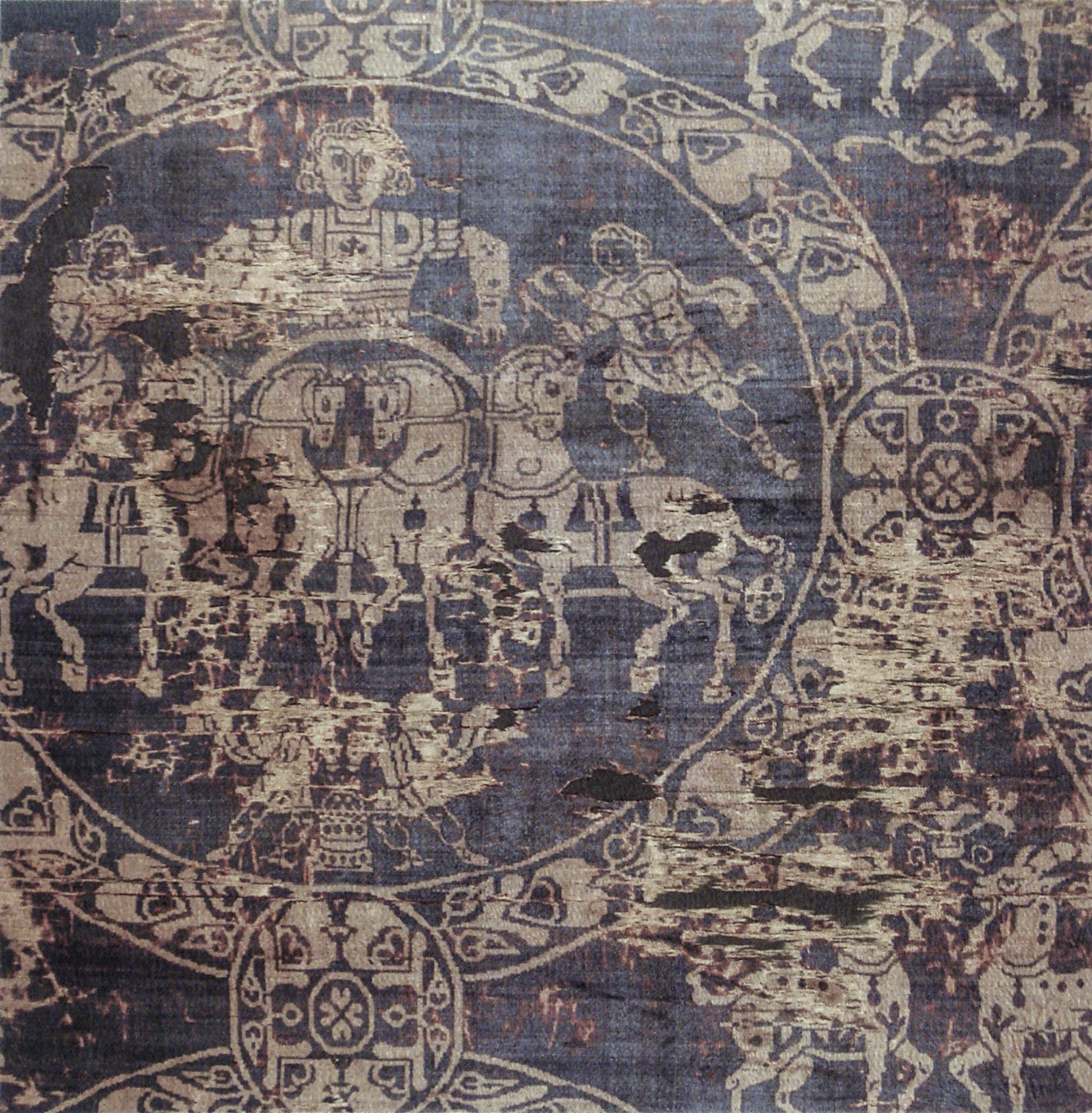
Le suaire mortuaire de Charlemagne (détail), fabriqué à Constantinople et représentant un quadrige.

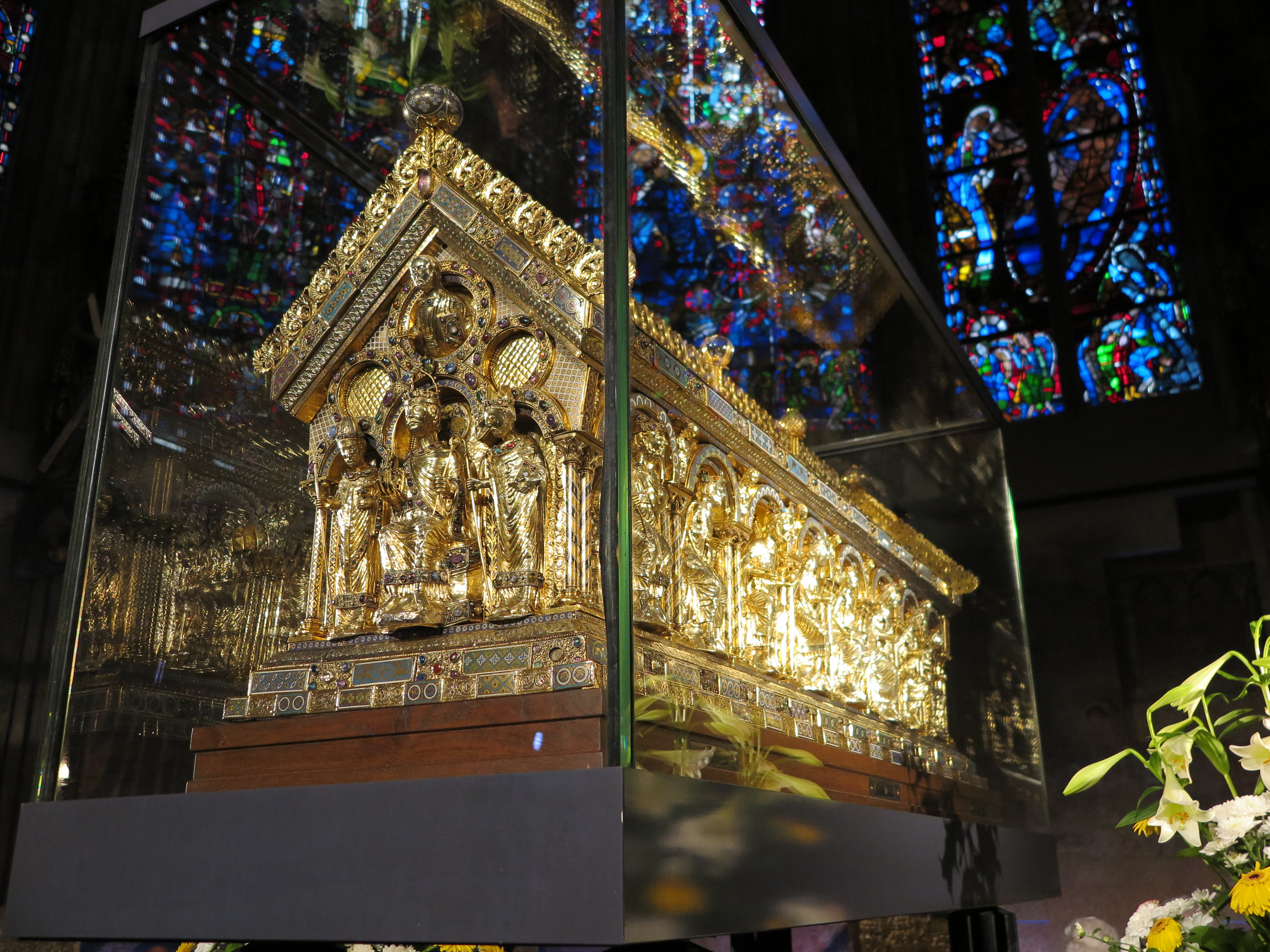
Châsse en or et en argent abritant les reliques de Charlemagne.

Son fils Pépin d'Italie meurt en 810 et le cadet Charles en 811. En 813, il fait prendre, par cinq synodes provinciaux, une série de dispositions concernant l'organisation de l'Empire (pour plus de détails, cf. concile de Tours, concile de Mayence, conciles d'Arles, concile de Chalon). Elles sont ratifiées la même année par une assemblée générale convoquée à Aix-la-Chapelle, au cours de laquelle il prend la précaution de poser lui-même la couronne impériale sur la tête de Louis, l'unique survivant de ses fils.
Charlemagne meurt le 28 janvier 814 à Aix-la-Chapelle, d'une affection aiguë qui semble avoir été une pneumonie aiguë.
Selon Éginhard, Charlemagne n'ayant laissé aucune indication concernant ses funérailles, après de simples cérémonies mortuaires dans la cathédrale d'Aix-la-Chapelle (l'embaumement et la mise en bière précèdent cette cérémonie au cours de laquelle une effigie vivante est probablement placée sur son cercueil pour le représenter), il est inhumé dans une fosse le jour même sous le dallage de la Chapelle palatine. Le moine Adémar de Chabannes, dans son Chronicon, chronique rédigée entre 1024 et 1029, rend ces funérailles plus fastueuses, créant le mythe d'un Otton III qui a retrouvé un caveau voûté dans lequel l’Empereur à la barbe fleurie est assis sur un siège d’or, revêtu de ses insignes impériaux, ceint de son épée d’or, avec dans ses mains un évangéliaire d’or, et sur sa tête un diadème avec un morceau de la Vraie Croix. En 1166, Frédéric Barberousse, après avoir obtenu la canonisation de Charlemagne, fait rouvrir le tombeau pour déposer ses restes dans un sarcophage en marbre dit sarcophage de Proserpine. Le 27 juillet 1215, Frédéric II entreprend une seconde translatio dans une châsse en or et en argent. Selon la légende, à l'occasion de cette exhumation, fut trouvé pendu au cou de Charlemagne le talisman qu'il portait constamment sur lui.
Au lendemain de sa mort en 814, son vaste empire est borné à l'ouest par l'océan Atlantique (sauf la Bretagne), au sud, par l'Èbre, en Espagne, par le Volturno, en Italie ; à l'est par la Saxe, la rivière Tisza, les contreforts des Carpates et l'Oder ; au nord par la Baltique, le fleuve Eider, la mer du Nord et la Manche.

## Aspects généraux du règne
Le règne de Charlemagne est d'abord la continuation et comme le prolongement de celui de son père Pépin le Bref. Aucune originalité n'y apparaît : alliance avec l'Église, lutte contre les païens, les Lombards et les musulmans, transformations gouvernementales, souci de réveiller les études de leur torpeur, tout cela se rencontre en germe déjà sous Pépin. Comme tous les grands remueurs d'histoire, Charles n'a fait qu'activer l'évolution que les besoins sociaux et politiques imposaient à son temps. Son rôle s'adapte si complètement aux tendances nouvelles de son époque qu'il en paraît être l'instrument et qu'il est bien difficile de distinguer dans son œuvre ce qui lui est personnel et ce qu'elle doit au jeu même des circonstances.

### Relations diplomatiques
Au cours de son règne, Charlemagne a entretenu des relations diplomatiques avec deux puissances importantes du bassin méditerranéen : l'Empire byzantin et le Califat abbasside de Bagdad, ainsi qu'avec le royaume anglo-saxon de Mercie.

#### Empire romain d'Orient

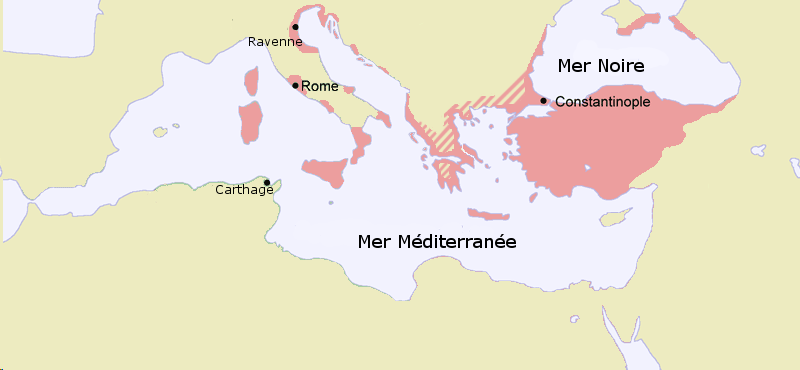
L'Empire romain d'Orient au début du VIIIe siècle.

Au cours de son règne, Charlemagne entretient avec les empereurs byzantins des relations ambivalentes, tantôt amicales tantôt hostiles. Entre le royaume franc et l’Empire romain d'Orient (qui ne sera appelé « byzantin » que sept siècles plus tard, au XVIe siècle), des divergences profondes existent, qu’elles soient politiques ou culturelles : la plus importante concerne l'héritage romain dont les deux puissances se réclament. Comme Charlemagne, les empereurs romains d'Orient, les basileioi, se considèrent comme des empereurs romains. Leur but, comme celui de Justinien, est de reconquérir les territoires perdus en Occident, plutôt que déléguer le titre et l'autorité à Charlemagne. D’autre part, l'orthodoxie de rite grec de la « pentarchie » chrétienne, professée par les Églises patriarcales de Constantinople, d'Alexandrie, d'Antioche et de Jérusalem, possède des différences liturgiques et canoniques avec le christianisme occidental de rite latin professé par l'Église de Rome. Dans ses conditions, Charlemagne choisit d'adopter une politique pragmatique vis-à-vis de ses homologues byzantins.
Dans un premier temps, de 768 à 780, il se contente d’adopter une politique passive vis-à-vis de l’Empire byzantin, observant de manière attentive les guerres que mènent les empereurs byzantins Constantin V (741-775) et Léon IV (775-780) contre les Bulgares et les Arabes. La situation change brutalement avec l’arrivée au pouvoir en 780 de l’impératrice Irène.
Après avoir assis son autorité, celle-ci porte son regard sur une région également convoitée par Charlemagne : l’Italie. Même s’ils ne possèdent plus que la pointe sud de la péninsule, les Byzantins considèrent toujours l’Italie comme une composante naturelle de l’Empire. Pour éviter la confrontation, Irène propose à Charlemagne un mariage entre son fils Constantin et la fille de Charlemagne, Rotrude. D’abord hésitant, Charlemagne se montre finalement ouvert à la proposition byzantine et donne son accord pour un futur mariage entre leurs enfants. Un traité d’alliance est également scellé entre les deux parties.

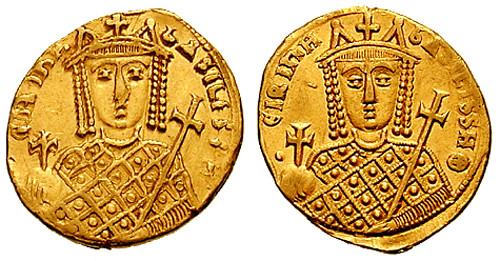
Un solidus à l'effigie de l'impératrice byzantine Irène.

À partir de 787, les relations se tendent brutalement. La première raison est l’absence des évêques francs au concile de Nicée. Ce concile, organisée à l’initiative d’Irène afin de rétablir le culte des images, a fortement déplu au clergé franc. Celui-ci décide alors de rédiger son propre traité théologique, le Libri Carolini. Charlemagne, lui-même, n’est pas convaincu par la légitimité du concile de Nicée. Sous prétexte que ses états comptent plus de chrétiens que l’Empire Byzantin depuis qu’il a annexé la Saxe et la Bavière, il pense être plus légitime qu’Irène à convoquer un concile. La seconde raison est la politique expansionniste de Charlemagne en Italie. Irène voit d’un très mauvais œil Charlemagne annexer le duché de Bénévent et en faire un état vassal. Ces deux raisons conduisent à l’abandon fin 787 du projet de mariage entre le fils d’Irène, Constantin, et la fille de Charlemagne, Rotrude.
En 790, Irène est renversée par son fils, Constantin VI. Ce dernier tente alors de renouer le dialogue avec le roi des Francs. Néanmoins, les discussions n’ont pas le temps d’aboutir. En 797, Irène renverse à son tour son fils et en profite pour s’adjuger seule le pouvoir suprême. Elle se fait alors proclamer « basileus » (empereur). Considérant le titre d’empereur comme vacant car occupé par une femme, Alcuin, le principal conseiller de Charlemagne, suggère alors à ce dernier de prendre le titre d’« empereur des Romains ». Le pas est franchi le jour de Noël 800.

À Constantinople, l’événement est perçu comme une provocation et Charlemagne comme un usurpateur. Du point de vue romain d'Orient, il ne peut y avoir deux empereurs que s'ils se reconnaissent mutuellement et non si l'un d'eux s'auto-proclame. La menace d'une guerre est réelle. Après un an d’hésitation, les deux parties semblent néanmoins se diriger vers un compromis raisonnable : un mariage entre Irène et Charlemagne. Dans ses écrits, le chroniqueur byzantin Théophane le Confesseur note ainsi que 

« Cette année-là (en 800), le roi des Francs Charles fut couronné par le pape Léon et après avoir pensé faire attaquer la Sicile par une flotte, il changea d'avis et songea à conclure un mariage et la paix avec Irène ; à cette fin, il envoya l'année suivante […] des ambassadeurs à Constantinople. »

Un certain nombre d'historiens, arguant que seul Théophane y fait référence, considèrent toutefois ce mariage comme une simple rumeur. Quoi qu'il en soit, il n'aura pas lieu car lorsque ses ambassadeurs quittent Aix-la-Chapelle en avril 803, Irène a déjà été renversée par un coup d'État. Son successeur, l’empereur Nicéphore Ier, envoie une ambassade à Charlemagne afin de maintenir la paix, mais refuse catégoriquement de lui reconnaître le titre d’empereur. Des affrontements ont alors lieu dans le Frioul et l’Istrie. Nicéphore ayant été tué en 811 lors d’une bataille contre les Bulgares, son successeur Michel Ier rouvre les négociations avec Charlemagne et finit par conclure avec lui un accord tacite de reconnaissance mutuelle des deux empires.

#### Califat abbasside de Bagdad

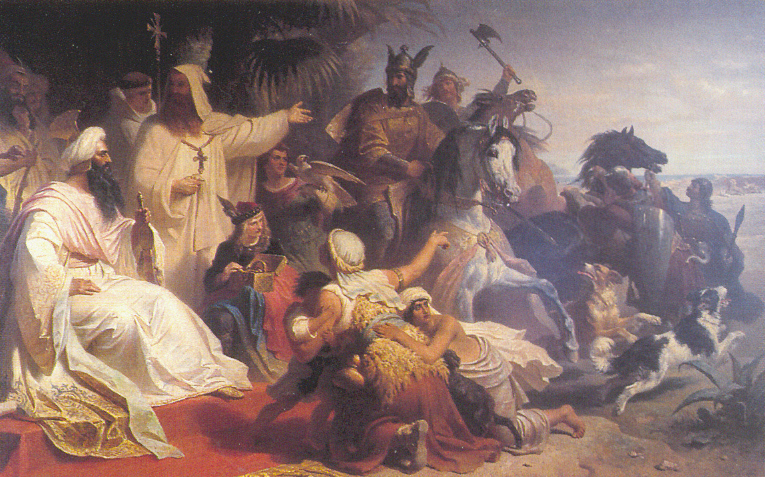
Hâroun ar-Rachîd reçoit une délégation de Charlemagne (tableau de Julius Köckert, 1864).

Ces relations posent la question des relations avec l'islam ; il semble qu'en fait, les Francs, même les hommes d'Église, ne perçoivent pas à cette époque les musulmans d'un point de vue religieux. L'islam est très mal connu et plus ou moins assimilé à un paganisme.
Alors qu'il existe une tension entre les Francs et l'émirat de Cordoue, qui contrôle l'Espagne et mène des attaques contre l'Aquitaine, Charlemagne entretient de bonnes relations avec le calife abbasside de Bagdad, Hâroun ar-Rachîd, son allié de fait contre l'émirat, mais aussi contre l'Empire byzantin. On note que les Annales appellent Haroun Aaron, et le présentent parfois comme roi des Perses.
Une première ambassade est envoyée par Charlemagne en 797, à propos de l'accès aux lieux saints de Jérusalem.
Haroun répond par une ambassade qui arrive en Italie en 801, donc, par un heureux hasard, peu de temps après le couronnement impérial, avec des cadeaux remarquables : entre autres, un éléphant blanc nommé Abul-Abbas, qui accompagnera Charlemagne jusqu'à sa mort en 810. Le calife l'assure en outre que la pleine liberté resterait assurée aux pèlerins chrétiens.
Une autre ambassade d'Haroun a lieu en 806, avec cette fois une horloge hydraulique.

### Administration de l'Empire

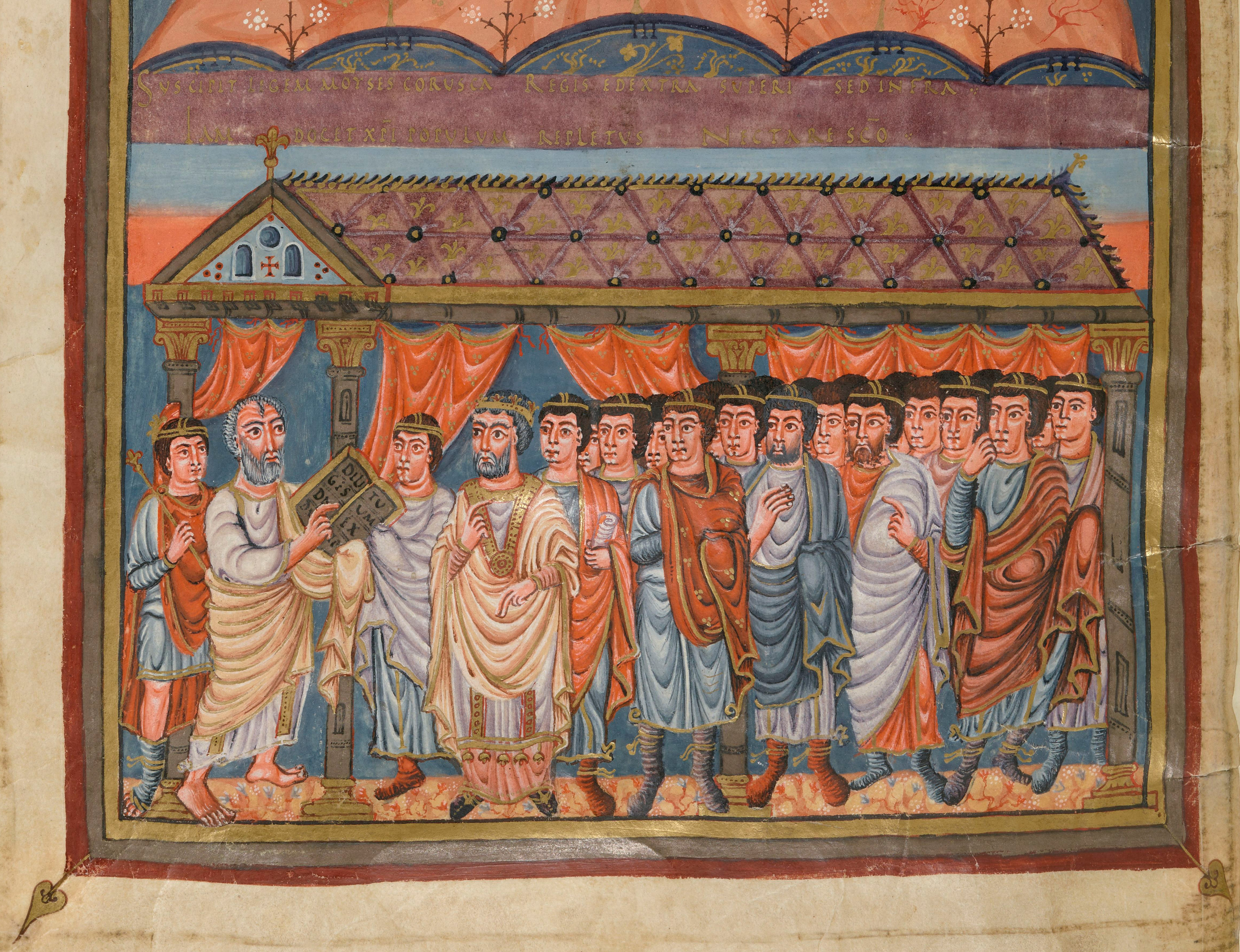
Lecture d'un capitulaire de Charlemagne à l'empereur entouré de ses vassaux, comtes et missi dominici.
Enluminure de la Première Bible de Charles le Chauve, Paris, BnF, département des manuscrits, ms. Latin 1,, vers 840.

Réduit aux ressources de ses domaines privés, l'empereur ne pouvait subvenir aux besoins d'une administration digne de ce nom. Faute d'argent, l'État est obligé de recourir aux services gratuits de l'aristocratie, dont la puissance ne peut grandir que pour autant que l'État s'affaiblisse. Pour parer à ce danger, dès la fin du VIIIe siècle, un serment spécial de fidélité, analogue à celui des vassaux, est exigé des comtes au moment de leur entrée en charge. Mais le remède est pire que le mal. En effet, le lien vassalique en rattachant le fonctionnaire à la personne du souverain, affaiblit ou même annule son caractère d'officier public. Il lui fait, en outre, considérer sa fonction comme un fief, c'est-à-dire comme un bien dont il a la jouissance et non plus comme un pouvoir délégué par la couronne et exercé en son nom.
L’administration de l'Empire par les comtes est contrôlée par les missi dominici. Il s'agit probablement d'un emprunt à l’Église adapté aux nécessités de l’État. S'inspirant de la division de l'Église en archevêchés comprenant plusieurs diocèses, Charlemagne répartit l'Empire en de vastes circonscriptions (missatica) comprenant chacune plusieurs comtés. Dans chacune de ces circonscriptions, deux envoyés impériaux, les missi dominici, un laïc et un ecclésiastique, sont chargés de surveiller les fonctionnaires, de noter les abus, d'interroger le peuple et de faire chaque année rapport sur leur mission. Rien de plus salutaire qu'une telle institution pourvu toutefois qu'elle ait un pouvoir de sanction. Or, elle n'en a aucune car les fonctionnaires sont pratiquement inamovibles. On ne découvre nulle part que les missi dominici aient réussi à redresser les défauts qu'ils ont dû partout noter en quantité ; la réalité a été plus forte que la bonne volonté de l'empereur.
Les capitulaires, qui constituent l'essentiel de l’œuvre législative de Charlemagne parvenue jusqu'à nous, sont des directives élaborées à la cour au cours de grandes assemblées appelées plaids. Rédigés sur le modèle des décisions promulguées par les conciles, ils fourmillent d'essais de réformes, de tentatives d'amélioration, de velléités de perfectionner ou d'innover dans tous les domaines de la vie civile ou de l'administration. Ainsi, Charlemagne introduisit au tribunal du palais, à la place de la procédure formaliste du droit germanique, la procédure par enquête qu'il emprunta aux tribunaux ecclésiastiques.
Pour leur plus grande part cependant, le contenu des capitulaires indiquent plutôt un programme que des réformes effectives et leurs innombrables décisions sont loin d'avoir été toutes réalisées. Celles qui l'ont été, par exemple l'institution des tribunaux d'échevins, sont loin d'avoir pénétré dans toutes les parties de l'Empire. Les forces de la monarchie n'étaient pas à la hauteur de ses intentions. Le personnel dont elle disposait était insuffisant et, surtout, elle trouvait dans la puissance de l'aristocratie une limite qu'elle ne pouvait ni franchir ni supprimer.

### Politique religieuse

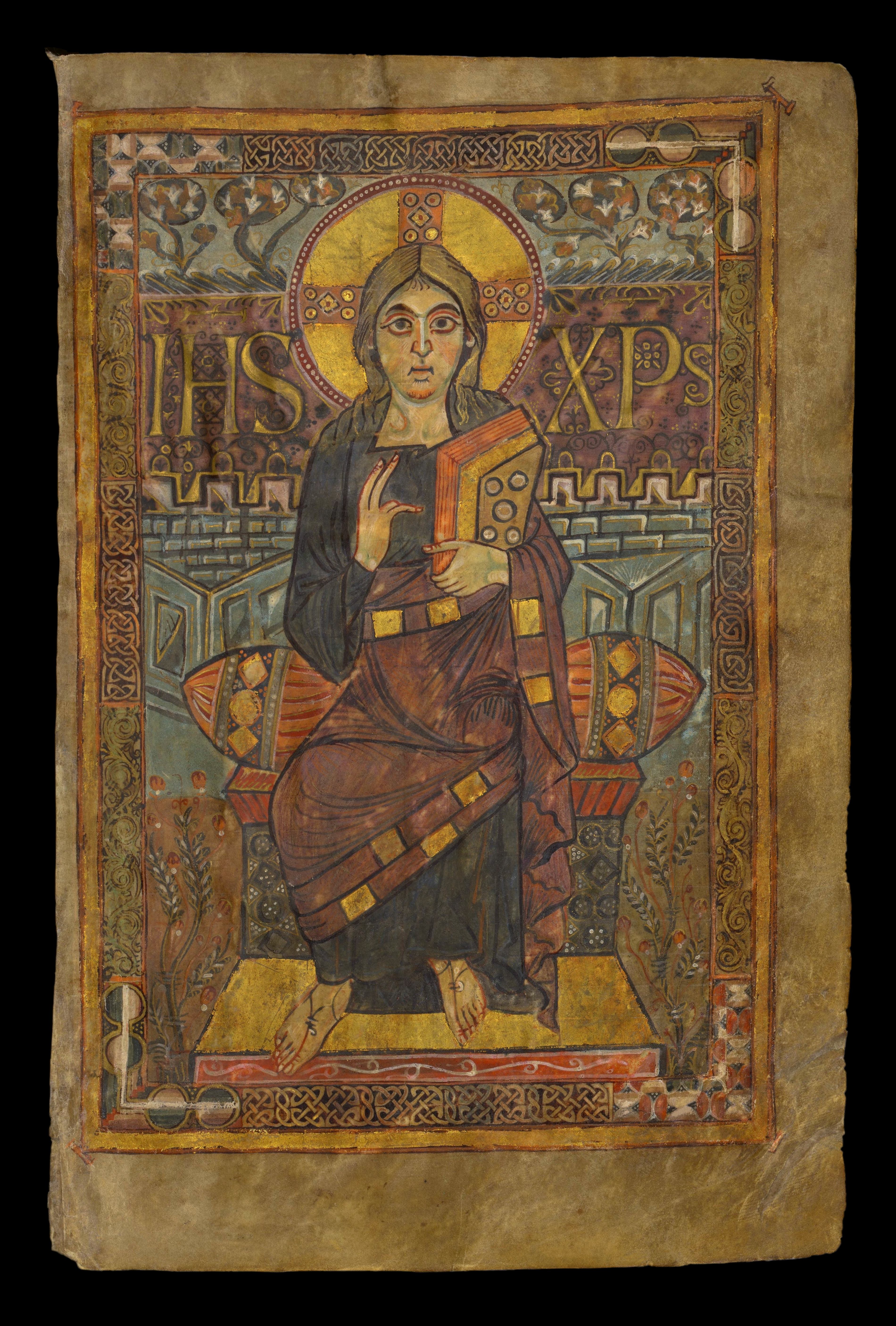
Enluminure du Christ en gloire dans l'évangéliaire de Godescalc, dit de Charlemagne, vers 782, Bibliothèque nationale de France.

Charlemagne a joué un rôle important dans le fonctionnement de l'Église, ainsi que dans la réforme liturgique.
En effet, Charlemagne, à la suite de décisions de même nature prises par son père Pépin le Bref, associe l'unification politique à l'unification religieuse des territoires sous sa domination.
Alors que l'Église de Rome ne le demande pas elle-même, Charlemagne impose de force la liturgie romaine à l'ensemble de l'Église occidentale. En 798, le Concile de Rispach contraint les évêques à s'assurer que leurs prêtres accomplissent les rites conformément à la tradition romaine.
Certains rites disparaissent complètement en raison de cette décision, supplantés par le rite romain (comme le rite eusébien), alors que d'autres parviendront à se maintenir, tels que le rite ambrosien,.
Charlemagne veille aux besoins matériels du clergé, comblant de donations les évêchés et les monastères et les plaçant sous la protection et le contrôle d’« avoués » nommés par lui ; il rend la dîme obligatoire dans toute l'étendue de l'Empire. De nombreux capitulaires sont consacrés aux problèmes de la discipline ecclésiastique.
Certains textes sont aussi consacrés à des points concernant la doctrine, principalement :
- le rejet de l'iconoclasme byzantin et le choix de l'iconodulie ;
- le rejet de l'adoptianisme, doctrine soutenue à ce moment par certains évêques de l'Espagne musulmane, comme Elipand, archevêque de Tolède ;
- la modification du credo nicéen provoquant la « querelle du Filioque »[108].

Des récits du XIIe siècle, tel Le Pèlerinage de Charlemagne, lui inventent un pèlerinage à Saint-Jacques-de-Compostelle ou un voyage à Jérusalem, faisant de lui l'empereur des chrétiens et le mythe du chef des croisés. Selon le récit légendaire de son retour de Jérusalem appelé Descriptio, il est raconté que le « roi de Constantinople » lui aurait offert des reliques de la Passion (le Saint Suaire, un clou et un morceau de bois de la Vraie Croix, la Sainte Lance et le périzonium) et d’autres reliques d’importance (langes de Jésus, chemise de la Vierge). Rapportées à Aix-la-Chapelle, elles sont conservées dans sa chapelle et font l'objet d'ostensions solennelles. Le petit-fils de Charlemagne, l'empereur Charles II le Chauve, après un séjour à Aix en 876, transfère ces reliques à l'abbaye royale de Saint-Denis, à l'exception du Saint-Suaire donné à l'église Saint-Corneille de Compiègne et le périzonium toujours conservé dans la cathédrale d'Aix-la-Chapelle.

### Politique économique

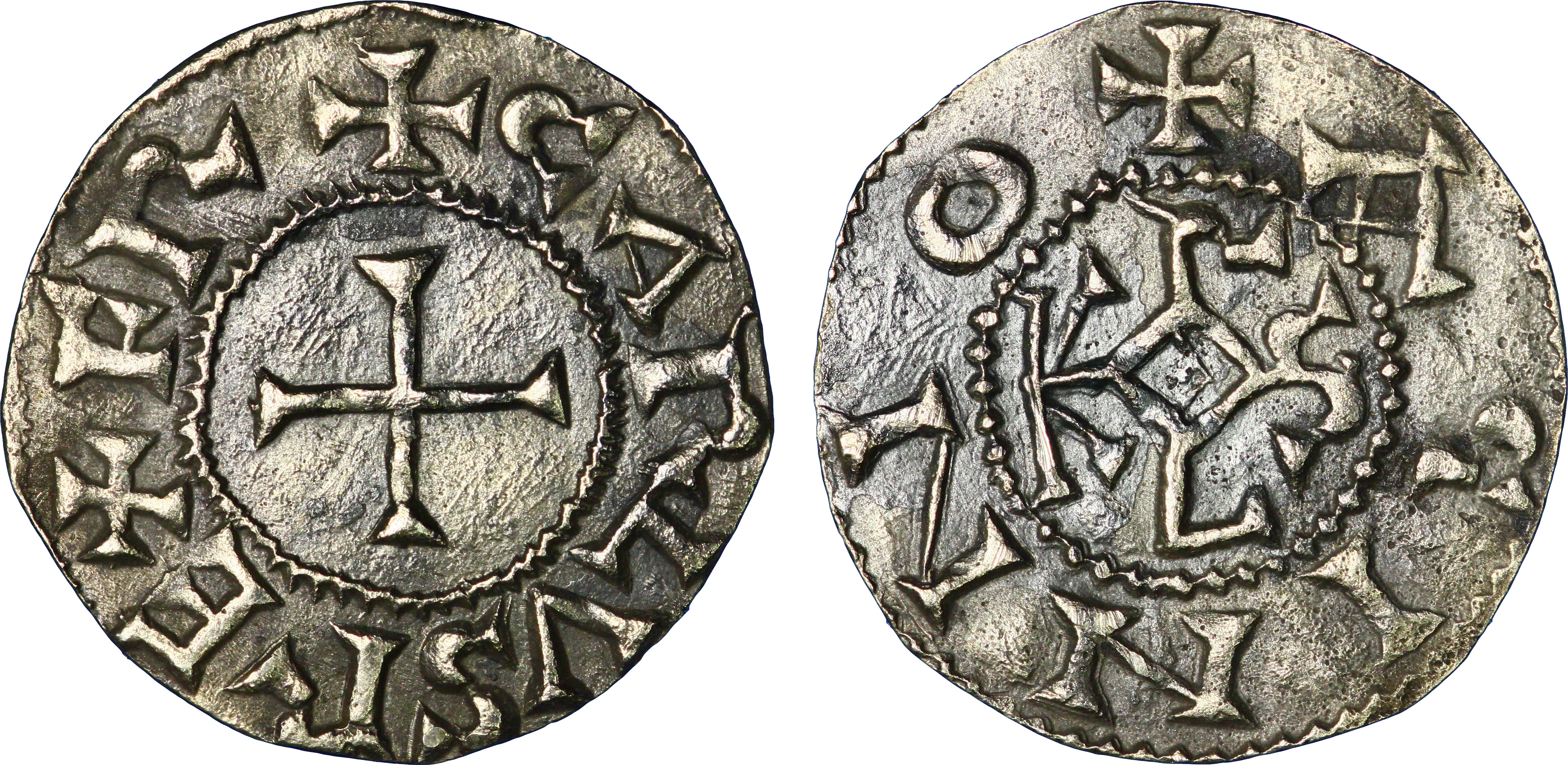
Denier sous Charlemagne. Avers : deux croix avec la titulature « CARLUS REX FR ». Revers : monogramme carolin et la titulature « + AGINNO » pour le lieu de l'atelier Agen (avant 800).

Charlemagne abandonne la frappe de l'or devenu trop rare en Occident pour pouvoir alimenter les ateliers monétaires. Il n'y eut plus dès lors que des monnaies d'argent. Son homogénéisation en 781 par Charlemagne, est un progrès énorme. Le rapport qu'il fixe entre les monnaies est resté en usage dans toute l'Europe jusqu'à l'adoption du système métrique et en Grande-Bretagne jusqu'en 1971. L’unité en est la livre, divisée en 20 sous comprenant chacun 12 deniers. Seuls les deniers sont des monnaies réelles : le sou et la livre ne servent que comme monnaies de compte, et il devait en être ainsi jusqu'aux réformes monétaires du XIIIe siècle. Le denier d'argent, monnaie unique de l'Empire carolingien, est le modèle direct ou indirect du monnayage occidental produit du IXe au XIIIe siècle.

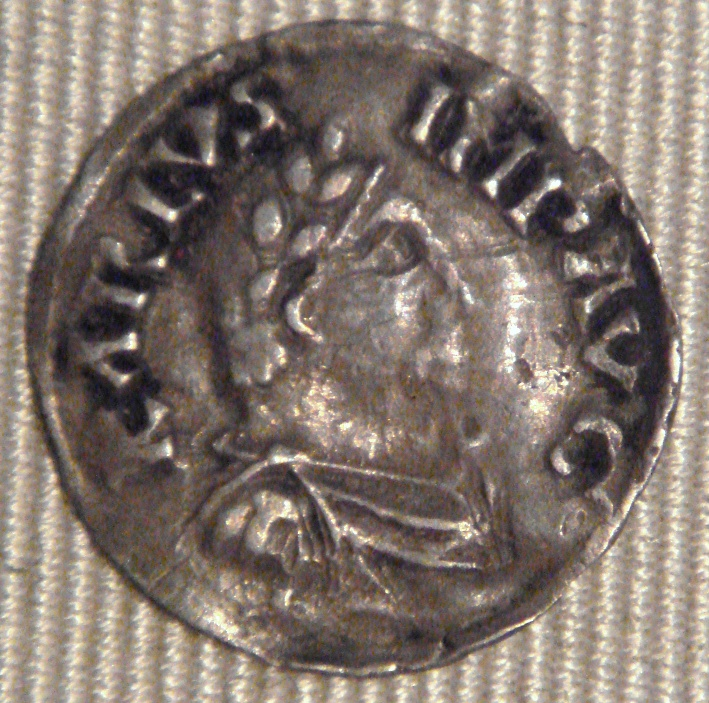
Denier de Charlemagne : « KARLUS IMP AUG » (c. 813; Département des Monnaies, médailles et antiques de la Bibliothèque nationale de France).

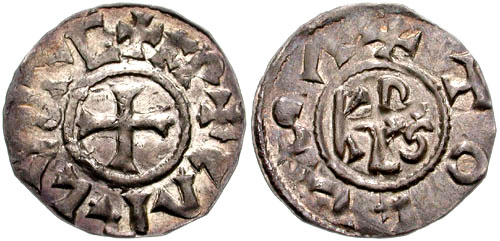
Denier carolin presque identique de Toulouse (« TOLOSA » ; c. 800).

Les Carolingiens ont pris d'autres mesures pour favoriser le commerce : ils entretiennent les routes, favorisent les foires. Cependant, ce commerce est encadré : les prix sont fixés depuis 794 (capitulaire de Francfort), l'exportation des armes est prohibée.
Ce qui restait de l'impôt romain a disparu à la fin de l'époque mérovingienne ou s'est transformé en redevances usurpées par les grands. Deux sources alimentent encore le trésor impérial : l'une intermittente et capricieuse : le butin de guerre ; l'autre permanente et régulière : le revenu des domaines appartenant à la dynastie. Cette dernière seule est susceptible de fournir aux besoins courants les ressources nécessaires. Charles s'en est occupé avec soin et le capitulaire De Villis prouve, par la minutie de ses détails, l'importance qu'il attachait à la bonne administration de ses terres. Mais ce qu'elles lui rapportaient, c'étaient des prestations en nature, tout juste suffisantes au ravitaillement de la Cour. À vrai dire, l'Empire carolingien n'a pas de finances publiques et il suffit de constater ce fait pour apprécier à quel point son organisation est rudimentaire si on la compare à celle de l'Empire byzantin et du Califat abbasside avec leurs impôts levés en argent, leur contrôle financier et leur centralisation fiscale pourvoyant aux traitements des fonctionnaires, aux travaux publics, à l'entretien de l'armée et de la flotte.

### Transformations de la société rurale et féodalité
À partir de 800, les campagnes militaires se font plus rares et le modèle économique franc basé sur la guerre cesse d'être viable. Il repose sur une main-d'œuvre alternativement combattante ou servile où l'agriculture est encore largement inspirée du modèle antique esclavagiste. Mais ces esclaves ont une productivité faible, car non seulement ils ne sont pas intéressés aux résultats de leur travail, mais ils sont coûteux en saison morte. En période de paix, nombreux sont les hommes libres qui choisissent de poser les armes pour le travail de la terre, plus rentable. Ceux-ci confient leur sécurité à un protecteur, contre ravitaillement de ses troupes ou de sa maison. Certains arrivent à conserver leur indépendance, mais la plupart cèdent leur terre à leur protecteur, et deviennent exploitants d'une tenure (ou manse), pour le compte de ce dernier.
Inversement, les esclaves sont émancipés en serfs, dépendants d'un seigneur auxquels ils versent une redevance et deviennent plus rentables. Cette évolution se fait d'autant mieux que l'Église condamne l'esclavagisme entre chrétiens. La différence entre paysans libres et ceux qui ne le sont pas s'atténue.

### Renaissance carolingienne

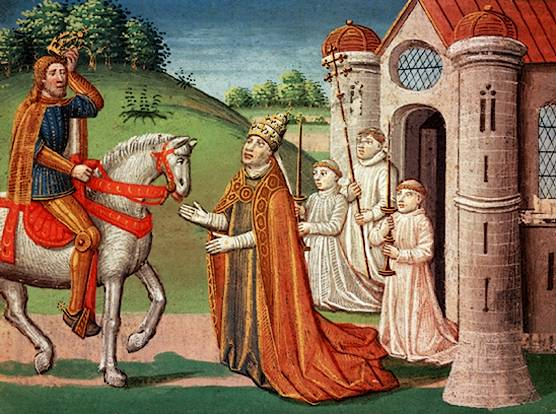
Charlemagne et le pape Adrien Ier.

Les lettrés du temps utilisent le terme renovatio pour qualifier le mouvement de renouveau en Occident qui caractérise la période carolingienne, après deux siècles de déclin.
Depuis la chute de l'Empire romain, en 476, les rois Ostrogoths, fortement romanisés, respectent le patrimoine culturel latin et s'entourent de lettrés tels que Cassiodore ou Boèce. De plus, dès 535, l'empereur romain d'Orient Justinien reconquiert l'Italie.
Dans l'Italie byzantine des lettrés, tels Cassiodore, préservent et enrichissent les connaissances qui sont conservées dans les bibliothèques italiennes depuis la chute de l'Empire romain. Au VIIIe siècle, l'Italie byzantine est soumise à la pression des Lombards, qui profitent du fait que les Romains d'Orient, accaparés par leur lutte contre les musulmans en Asie, ne peuvent plus protéger l'Italie. Rome s'affranchit alors de la tutelle impériale et des tensions apparaissent entre Rome et Byzance particulièrement durant le premier iconoclasme et la querelle des images. De nombreux artistes et lettrés byzantins s'installent à Rome où l'art se développe rapidement. L'exarchat de Ravenne tombe aux mains des Lombards seulement en 751 : ils administrent l'Italie du Nord, mais ne détruisent pas plus le patrimoine culturel que ne l'ont fait avant eux les Ostrogoths. La papauté apporte son soutien à la constitution d'un empire d'Occident capable de la défendre à la fois contre les Lombards et les autorités impériales d'Orient. Dès 774, Charlemagne vainc les Lombards et prend ainsi le contrôle de l'Italie du Nord et de son précieux patrimoine culturel.
La chute du royaume wisigoth, lors de l'invasion de l'Espagne par les Sarrasins, fait que de nombreux intellectuels et ecclésiastiques, comme Théodulf d'Orléans ou Benoît d'Aniane, rejoignent la cour de Pépin le Bref. Les Carolingiens bénéficient ainsi de connaissances venues du royaume wisigoth et de l'Espagne byzantine qui se voulaient les héritiers de l'Empire romain et les conservateurs de sa culture.

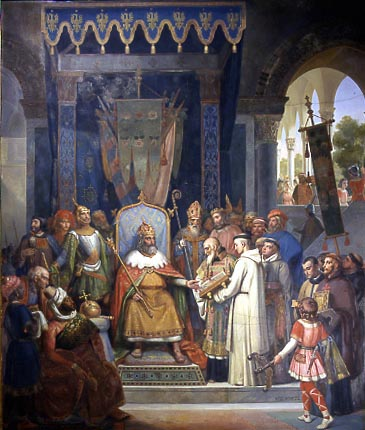
Charlemagne, entouré de ses principaux officiers, reçoit Alcuin qui lui présente des manuscrits réalisés par ses moines. Jean-Victor Schnetz, 1830, musée du Louvre, Paris.

Depuis le VIe siècle, le monachisme est très fortement développé en Irlande et en Northumbrie. Les monastères irlandais conservent les connaissances latines et grecques, et sont le siège d'une vie intellectuelle intense. Les invasions conduites par les Vikings font venir des îles Britanniques des érudits qui contribuent, avec l'instauration de la règle de saint Benoît d'Aniane, à l'essor de la vie monastique dans le royaume carolingien.
Cette poussée monastique et la facilitation de l'écriture aboutissent à un meilleur partage des connaissances. Ainsi, de nombreux érudits de toute l'Europe viennent à la cour de Charlemagne et, en y partageant leurs connaissances, déclenchent la renaissance carolingienne. Parmi ceux-ci, on compte :
- Alcuin, arrivé d’Angleterre en 782, est l’un des principaux conseillers de l’empereur. Il participe activement au renouveau biblique : la bible d'Alcuin est l’un des plus anciens manuscrits d’Occident. Il institue à Aix-la-Chapelle une école palatine pour former les futures élites laïques et religieuses. Il met en place un vaste programme d'éducation reprenant la structure des sept arts libéraux de Martianus Capella, Cassiodore, Boèce, transmise par Bède le Vénérable[116] ;
- Théodulf, Wisigoth (originaire de l’actuelle Espagne), poète, théologien, s’oppose à Constantinople sur la question de l’iconoclasme ;
- Benoît d'Aniane qui instaure une réforme religieuse en Aquitaine, puis unifie la liturgie en 817, forme des centaines de moines qui vont essaimer dans tout l'empire répandant la règle bénédictine ;
- Éginhard, historien et biographe de Charlemagne (voir ci-dessous) ;
- Paul Diacre, auteur d'une Histoire des Lombards, enseigne le grec ancien aux clercs ;
- Pierre de Pise, lettré italien.

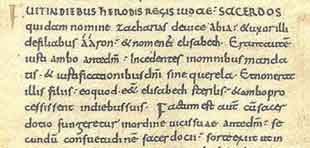
Minuscule caroline dans un parchemin du Xe siècle.

Charlemagne développe l’utilisation de l’écrit comme moyen de diffusion de la connaissance (particulièrement l’usage de la langue latine) et promeut la poésie dans son Académie palatine. Il pousse également les évêques à améliorer l'instruction des clercs et, secondé par Alcuin, impose aux écoles cathédrales et monastiques le souci des règles exactes du chant. L'étude des livres saints et des lettres antiques sont remises à l'honneur et dans les écoles se forme une génération de clercs qui professe pour la barbarie du latin mérovingien le même mépris que les humanistes devaient témoigner, sept siècles plus tard, au jargon scolastique. Cela étant, la renaissance carolingienne est aux antipodes de la Renaissance proprement dite. Entre elles, il n'y a en commun qu'un renouveau de l'activité intellectuelle. La Renaissance, purement laïque, retourne à la pensée antique pour s'en inspirer. La renaissance carolingienne, exclusivement ecclésiastique et chrétienne, voit surtout dans les anciens des modèles de style. Pour elle, l'étude ne se justifie qu'à des fins religieuses et les clercs carolingiens n'écrivent qu'à la gloire de Dieu. Le biographe Thégan note qu'à la veille de sa mort, Charlemagne lui-même corrigeait le texte des Évangiles avec l'aide de Grecs et de Syriens présents à sa cour.
Les scriptoria se développent dans les abbayes carolingiennes : Saint-Martin de Tours, Corbie, Saint-Riquier, etc. Le succès de ces ateliers de copiage est rendu possible grâce à l’invention d’une nouvelle écriture, la Minuscule caroline, qui gagne en lisibilité, car les mots sont séparés les uns des autres, et les lettres mieux formées. L’Évangile de Godescalc, un évangéliaire écrit par un scribe franc entre 781 et 783 sur ordre de Charlemagne, est le premier exemple daté d’écriture minuscule caroline.
À sa cour, il encourage l'étude de certains auteurs de l’Antiquité, et Platon y est connu (Aristote ne sera redécouvert qu’à partir du XIIe siècle en Occident). En 789, il promulgue le capitulaire Admonitio generalis qui ordonne que soit créée dans chaque évêché une école destinée aux enfants laïcs.

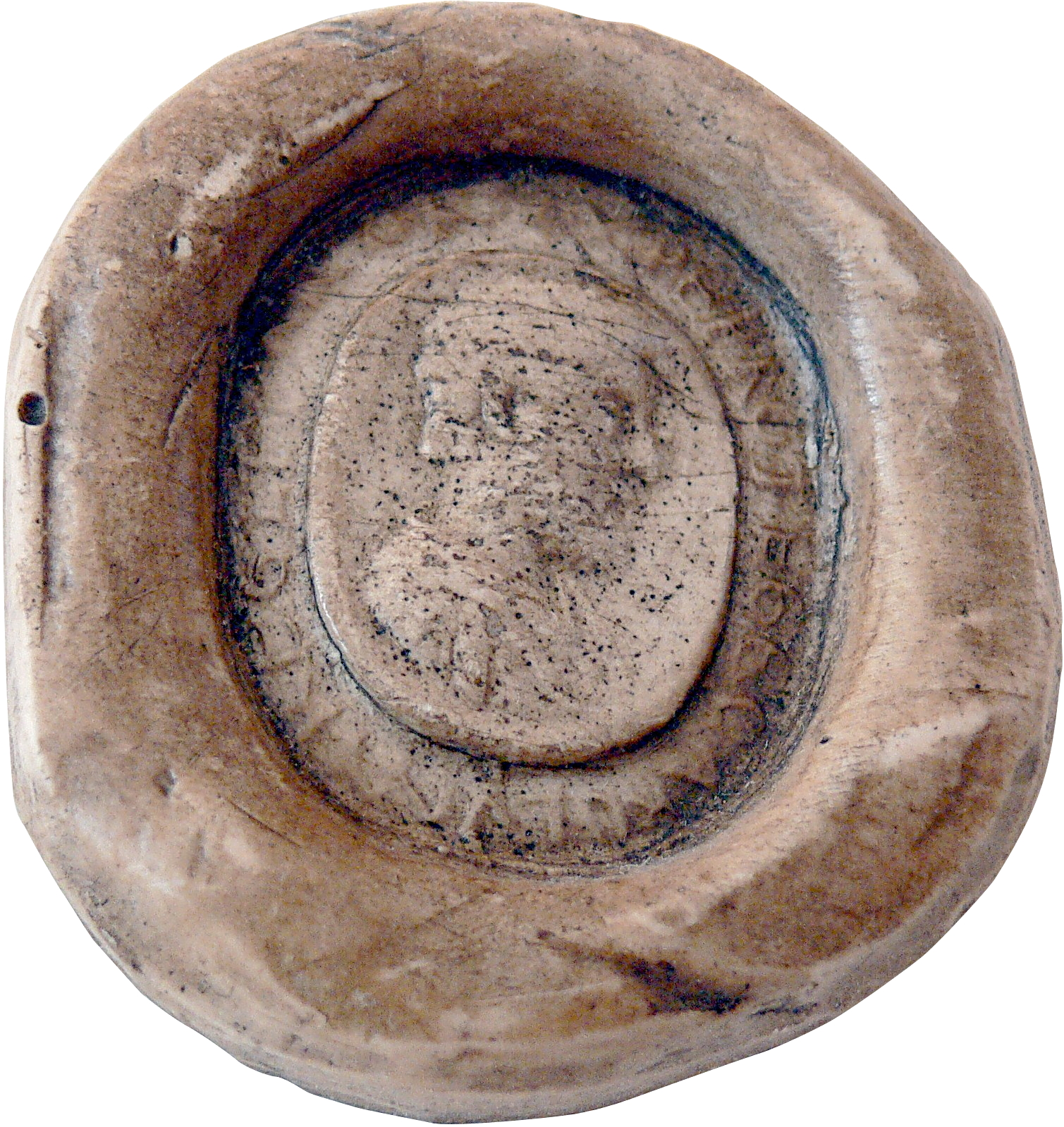
Sceau de Charlemagne en 780.

Sous son règne, l'art préroman apparaît, et un bon nombre de cathédrales sont construites dans tout l’Empire. Elles seront pour la plupart toutes reconstruites lors de la renaissance ottonienne et au XIIe siècle. Certains de ces monuments reprennent le plan hexagonal des églises d’Orient. La chapelle palatine d'Aix-la-Chapelle en est un exemple, ainsi que la petite église de Germigny-des-Prés entre Orléans et Saint-Benoît-sur-Loire.
Charles n'a pas uniquement favorisé les études par sollicitude pour l’Église ; le souci du gouvernement a contribué aussi aux mesures qu'il a prises dans leur intérêt. Depuis que l'instruction laïque avait disparu, l’État devait forcément recruter parmi les clercs l'élite de son personnel. Déjà sous Pépin le Bref, la chancellerie ne se compose plus que d'ecclésiastiques et l'on peut croire que Charles, en ordonnant de perfectionner l'enseignement de la grammaire et de réformer l'écriture, a eu tout autant en vue la correction linguistique des diplômes expédiés en son nom ou des capitulaires promulgués par lui, que celle des missels et antiphonaires. Mais il a été plus loin et visé plus haut. Charlemagne désirait également faire pénétrer l'instruction parmi les fonctionnaires laïcs en les mettant à l'école de l'Église. De même que les Mérovingiens avaient cherché à calquer leur administration sur l'administration romaine, il a voulu imiter dans la mesure du possible, pour la formation des agents de l’État, les méthodes employées par l’Église pour la formation du clergé. Son idéal a sans doute été d'organiser l'Empire sur le modèle de l’Église, c'est-à-dire de le pourvoir d'un personnel d'hommes instruits, éduqués de la même façon, se servant entre eux et avec le souverain de la langue latine qui, de l'Elbe aux Pyrénées, servirait de langue administrative comme elle servait déjà de langue religieuse. Il était effectivement impossible de maintenir l'unité d'administration de son immense empire où se parlaient tant de dialectes, au moyen de fonctionnaires illettrés et ne connaissant que la langue de leur province. L'inconvénient n'eût pas existé dans un État national où la langue vulgaire eût pu devenir, comme dans les petits royaumes anglo-saxons, la langue de l’État. Mais dans cette bigarrure de peuples qu'était l'Empire, l'organisation politique devait revêtir le même caractère universel que l'organisation religieuse et s'imposer également à tous ses sujets, de même que l’Église embrassait également tous les croyants. L'alliance intime de l’Église et de l’État achevait de recommander le latin comme langue de l'administration laïque. Il ne pouvait y avoir, en dehors de lui, aucune administration écrite. Les besoins de l’État l'imposaient : il devint, pour des siècles, la langue de la politique et de la science.

## Vue d'ensemble

### Contemporains de Charlemagne

#### Europe chrétienne
- Les papes
Zacharie (741), Étienne II (752), Paul Ier (757), Étienne III (767), Adrien Ier (772), Léon III (795-816)
- Les empereurs romains d'Orient
Constantin V (741), Léon IV (775), Constantin VI (780, régence d'Irène), Irène (797), Nicéphore Ier (802), Staurakios (811), Michel Ier (811), Léon V (813-820)
- Les rois anglo-saxons
Offa de Mercie (757), Cynewulf du Wessex (757), Æthelred de Northumbrie (774), Æthelberht (779 ?), Beorhtric de Wessex (786), Cenwulf de Mercie (796), Sigered d'Essex (c. 798), Cuthred de Kent (798), Ecgberht du Wessex (802), etc.
- Les rois asturiens
Alphonse Ier (739), Fruela Ier (757), Aurelio (768), Silo (774), Mauregat (783), Bermude Ier (789), Alphonse II (791-842)

#### Monde musulman
- Les califes
Marwān II (744), dernier calife omeyyade, As-Saffah (750), premier calife abbasside, Al-Mansur (754), Al-Mahdi (775), Al-Hadi (785), Haroun ar-Rachid (786), Al-Amin (809), Al-Ma’mūn (813-833)
- Les gouverneurs et émirs de Cordoue
Yusuf ibn 'Abd al-Râhman al-Fihri (747), gouverneur, Abd al-Rahman Ier (756), premier émir omeyyade de Cordoue, Hicham Ier (788), Al-Hakam Ier (797-822)

### Chronologie du règne de Charlemagne

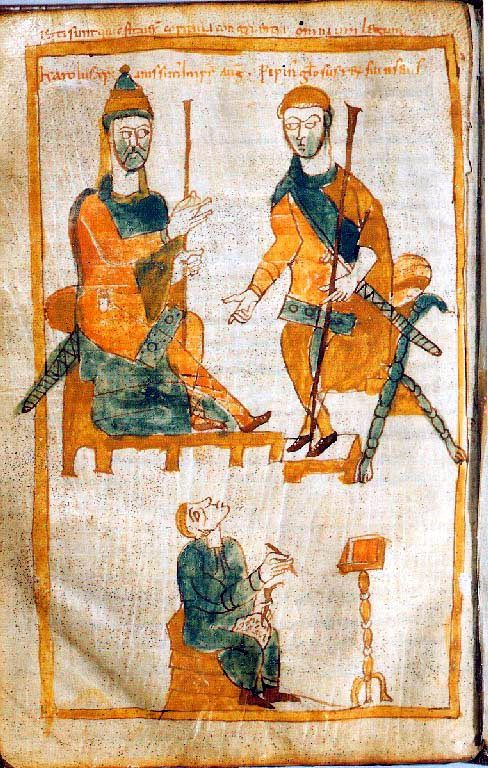
Charlemagne et Pépin le Bossu. Annales de Fulda, Xe siècle.

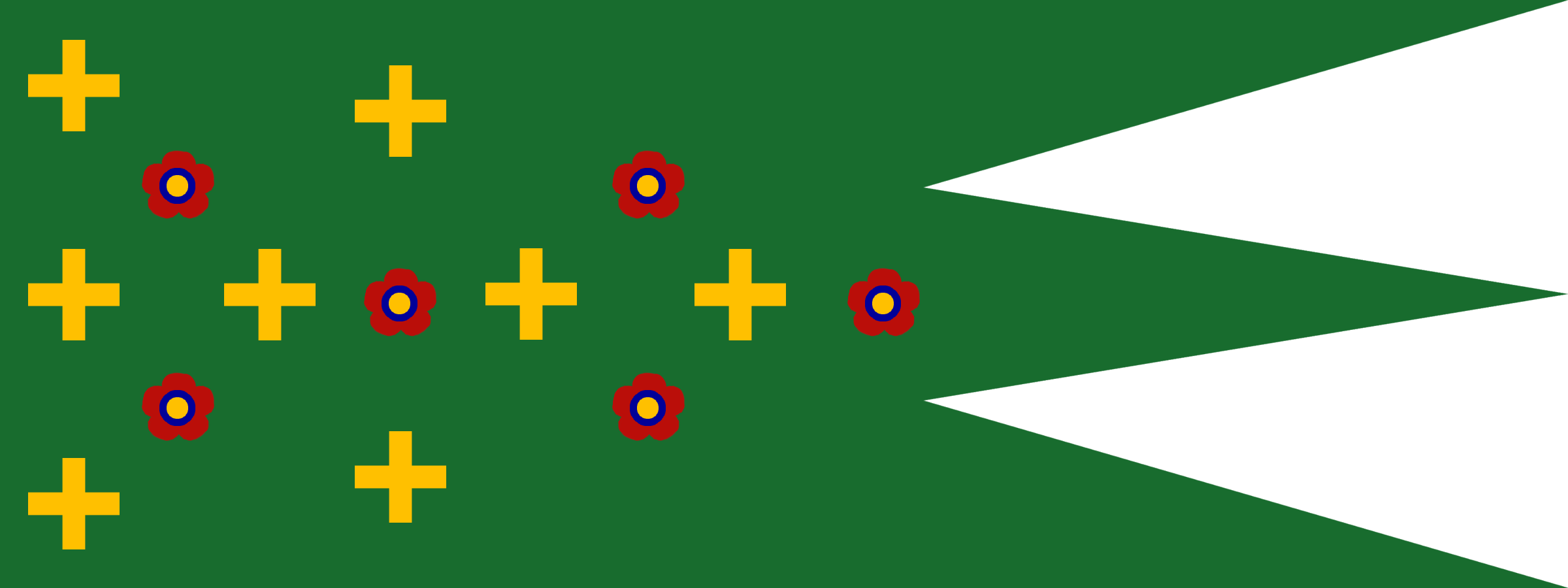
Oriflamme de Charlemagne.

- 9 octobre 768 : avènement de Charles et de Carloman, rois des Francs.
- 769 : révolte de l'Aquitaine qui se soumettra après la menace faite aux Vascons qui lui livrera le duc rebelle. L'Aquitaine fera partie du royaume de Charlemagne.
- 771 : mort de Carloman.
- 772 : Adrien Ier pape ; première campagne en Saxe ; mariage avec Hildegarde.
- 773 : campagne en Lombardie ; début du siège de Pavie.
- 774 : prise de Pavie ; Charlemagne roi des Lombards.
- 776 : expédition dans le Frioul ; campagne en Saxe.
- 777 : expédition dans le duché de Bénévent ; campagne en Saxe : assemblée de Paderborn ; ambassade du gouverneur de Saragosse (Suleyman al-Arabi).
- 778 : naissance de Louis ; expédition en Espagne : Saragosse, Pampelune ; Roncevaux.
- 779 : capitulaire de Herstal ; disette.
- 780 : expédition dans le duché de Bénévent.
- 781 : voyage à Rome : couronnement de Louis (Aquitaine) et de Pépin (Italie).
- 782 : insurrection des Saxons ; Süntel, Verden.
- 783 : mort de Berthe et d’Hildegarde de Vintzgau ; mariage avec Fastrade de Franconie ; campagne en Saxe.
- 785 : fin de l’insurrection saxonne ; soumission de Widukind ; capitulaire saxon.
- 785 : soumission des Frisons.
- 787 : révolte de Tassilon en Bavière ; expédition dans le duché de Bénévent.
- 788 : soumission de la Bavière ; éviction de Tassilon.
- 789 : Admonitio generalis ; soumission des Wilzes.
- 789-790 : il établit une marche de Bretagne.
- 790 : second capitulaire saxon ; aucune campagne militaire en 790.
- 791 : campagne contre les Avars ; conquête de l’Istrie.
- 792 : conspiration de Pépin le Bossu ; Libri carolini.
- 793 : révolte des Saxons ; incursion sarrasine en Septimanie ; famine ; capitulaire de Ratisbonne.
- 794 : mort de Fastrade et remariage avec Liutgard ; concile de Francfort.
- 795 : campagne contre les Avars ; Léon III pape.
- 796 : soumission des Avars de Pannonie.
- 797 : soumission de la Saxe ; troisième capitulaire saxon ; ambassade de Charlemagne à Hâroun ar-Rachîd.
- 798 : ambassade byzantine (Irène) ; ambassade asturienne (Alphonse II ; concile d’Aix (contre l’adoptianisme).
- 799 : attentat contre Léon III ; voyage de Léon III à Paderborn (été).
- 800 : mort de Liutgard ; tournée de Charlemagne en Gaule (Boulogne, Tours) puis voyage à Rome.
- 25 décembre 800 : Charlemagne couronné empereur d’Occident.
- 801 : ambassade byzantine (Irène) ; prise de Barcelone (Louis).
- 802 : ambassade d'Haroun al-Rachid (éléphant) ; capitulaire des missi dominici.
- 803 : soumission des Avars ; ambassade byzantine (Nicéphore).
- 804 : soumission définitive des Saxons après 32 ans de guerres ; Léon III à Reims, puis Aix-la-Chapelle.
- 805 : conquête de la Vénétie (Pépin) ; campagne en Bohême (Charles) ; famine ; capitulaire de Thionville.
- 806 : projet de partage de l’empire ; reconquête de la Vénétie par les Byzantins.
- 808 : insurrection des Wilzes, bataille de Taillebourg contre les Sarrasins.
- 809 : concile d’Aix (question du Filioque).
- 810 : mort de son fils Pépin ; ambassade byzantine (Nicéphore) ; Charlemagne s'installe définitivement à Aix-la-Chapelle.
- 811 : mort de son fils Charles ; capitulaire de Boulogne (marine).
- 812 : campagne contre les Wilzes ; ambassade byzantine : Michel Ier reconnaît Charlemagne comme empereur d’Occident.
- 813 : association de son fils Louis à l'Empire.
- 28 janvier 814 : mort de Charlemagne à Aix-la-Chapelle.

## Points particuliers

### Généalogie de Charlemagne

#### Ascendance
|  | |  |  |  |  |  |  |  |  |  |  |  |  |  |  |  |
|  | Ansegisel |  |  |  |  |  |  |  |  |  |  |  |  |  |  |  |
|  | |  |  |  |  |  |  |  |  |  |  |  |  |  |  |  |
|  | |  |  |  |  |  |  |  |  |  |  |  |  |  |  |  |
|  | Pepin de Herstal |  |  |  |  |  |  |  |  |  |  |  |  |  |  |  |
|  | |  |  |  |  |  |  |  |  |  |  |  |  |  |  |  |
|  | |  |  |  |  |  |  |  |  |  |  |  |  |  |  |  |
|  | Begge d'Andenne |  |  |  |  |  |  |  |  |  |  |  |  |  |  |  |
|  | |  |  |  |  |  |  |  |  |  |  |  |  |  |  |  |
|  | |  |  |  |  |  |  |  |  |  |  |  |  |  |  |  |
|  | Charles dit Martel (v. 690-† 741), maire du palais d’Austrasie (719), maire du palais de Neustrie (719), maire du palais de Bourgogne (719)                      |  |  |  |  |  |  |  |  |  |  |  |  |  |  |  |
|  | |  |  |  |  |  |  |  |  |  |  |  |  |  |  |  |
|  | |  |  |  |  |  |  |  |  |  |  |  |  |  |  |  |
|  | Childebrand? |  |  |  |  |  |  |  |  |  |  |  |  |  |  |  |
|  | |  |  |  |  |  |  |  |  |  |  |  |  |  |  |  |
|  | |  |  |  |  |  |  |  |  |  |  |  |  |  |  |  |
|  | Alpaïde |  |  |  |  |  |  |  |  |  |  |  |  |  |  |  |
|  | |  |  |  |  |  |  |  |  |  |  |  |  |  |  |  |
|  | |  |  |  |  |  |  |  |  |  |  |  |  |  |  |  |
|  | Pépin dit le Bref (v. 715-† 768), maire du palais de Bourgogne (741), maire du palais de Neustrie (741), maire du palais d’Austrasie (747), roi des Francs (751) |  |  |  |  |  |  |  |  |  |  |  |  |  |  |  |
|  | |  |  |  |  |  |  |  |  |  |  |  |  |  |  |  |
|  | |  |  |  |  |  |  |  |  |  |  |  |  |  |  |  |
|  | Hervé? (comte de Hesbaye) |  |  |  |  |  |  |  |  |  |  |  |  |  |  |  |
|  | |  |  |  |  |  |  |  |  |  |  |  |  |  |  |  |
|  | |  |  |  |  |  |  |  |  |  |  |  |  |  |  |  |
|  | Lambert II de Hesbaye |  |  |  |  |  |  |  |  |  |  |  |  |  |  |  |
|  | |  |  |  |  |  |  |  |  |  |  |  |  |  |  |  |
|  | |  |  |  |  |  |  |  |  |  |  |  |  |  |  |  |
|  | Berthe? |  |  |  |  |  |  |  |  |  |  |  |  |  |  |  |
|  | |  |  |  |  |  |  |  |  |  |  |  |  |  |  |  |
|  | |  |  |  |  |  |  |  |  |  |  |  |  |  |  |  |
|  | Rotrude (?-?) |  |  |  |  |  |  |  |  |  |  |  |  |  |  |  |
|  | |  |  |  |  |  |  |  |  |  |  |  |  |  |  |  |
|  | |  |  |  |  |  |  |  |  |  |  |  |  |  |  |  |
|  | X |  |  |  |  |  |  |  |  |  |  |  |  |  |  |  |
|  | |  |  |  |  |  |  |  |  |  |  |  |  |  |  |  |
|  | |  |  |  |  |  |  |  |  |  |  |  |  |  |  |  |
|  | Charles dit le Grand ou Charlemagne |  |  |  |  |  |  |  |  |  |  |  |  |  |  |  |
|  | |  |  |  |  |  |  |  |  |  |  |  |  |  |  |  |
|  | |  |  |  |  |  |  |  |  |  |  |  |  |  |  |  |
|  | Hugobert |  |  |  |  |  |  |  |  |  |  |  |  |  |  |  |
|  | |  |  |  |  |  |  |  |  |  |  |  |  |  |  |  |
|  | |  |  |  |  |  |  |  |  |  |  |  |  |  |  |  |
|  | N de Laon |  |  |  |  |  |  |  |  |  |  |  |  |  |  |  |
|  | |  |  |  |  |  |  |  |  |  |  |  |  |  |  |  |
|  | |  |  |  |  |  |  |  |  |  |  |  |  |  |  |  |
|  | N (sœurs d'Irmine) |  |  |  |  |  |  |  |  |  |  |  |  |  |  |  |
|  | |  |  |  |  |  |  |  |  |  |  |  |  |  |  |  |
|  | |  |  |  |  |  |  |  |  |  |  |  |  |  |  |  |
|  | Caribert ou Héribert (?-?), comte de Laon |  |  |  |  |  |  |  |  |  |  |  |  |  |  |  |
|  | |  |  |  |  |  |  |  |  |  |  |  |  |  |  |  |
|  | |  |  |  |  |  |  |  |  |  |  |  |  |  |  |  |
|  | Thierry III (vers 657-691), roi des Francs de Neustrie |  |  |  |  |  |  |  |  |  |  |  |  |  |  |  |
|  | |  |  |  |  |  |  |  |  |  |  |  |  |  |  |  |
|  | |  |  |  |  |  |  |  |  |  |  |  |  |  |  |  |
|  | Bertrade de Prüm |  |  |  |  |  |  |  |  |  |  |  |  |  |  |  |
|  | |  |  |  |  |  |  |  |  |  |  |  |  |  |  |  |
|  | |  |  |  |  |  |  |  |  |  |  |  |  |  |  |  |
|  | Dode, reine des Francs |  |  |  |  |  |  |  |  |  |  |  |  |  |  |  |
|  | |  |  |  |  |  |  |  |  |  |  |  |  |  |  |  |
|  | |  |  |  |  |  |  |  |  |  |  |  |  |  |  |  |
|  | Bertrade ou Berthe de Laon dite au Grand Pied (?-† 783) |  |  |  |  |  |  |  |  |  |  |  |  |  |  |  |
|  | |  |  |  |  |  |  |  |  |  |  |  |  |  |  |  |
|  | |  |  |  |  |  |  |  |  |  |  |  |  |  |  |  |
|  | Gisèle. (?-?) |  |  |  |  |  |  |  |  |  |  |  |  |  |  |  |
|  | |  |  |  |  |  |  |  |  |  |  |  |  |  |  |  |
|  | |  |  |  |  |  |  |  |  |  |  |  |  |  |  |  |

#### Descendance
| Date     | Conjoint                         | Enfants |
| -------- | -------------------------------- | --- |
| 768      | Himiltrude (concubine ou épouse) | - Pépin le Bossu (vers 770-811), enfermé par son père à l'abbaye de Prüm en 792 |
| 769      | Désirée de Lombardie (épouse)    | |
| 771      | Hildegarde de Vintzgau (épouse)  | - Charles le Jeune (vers 772-811) - Adélaïde (morte en 774) - Rotrude (vers 775-6 juin 810), mariée à Rorgon Ier, comte du Maine - Pépin (777-810), roi d'Italie - Louis le Pieux (778-840), empereur d'Occident - Lothaire (778-779), frère jumeau de Louis - Berthe (vers 779-823), mariée à Angilbert, abbé de Saint-Riquier - Gisèle (781-après 814) - Hildegarde (782-783) |
| 783      | Fastrade de Franconie (épouse)   | - Théodrade (vers 785-vers 853), abbesse d’Argenteuil - Hiltrude (née vers 787), abbesse de Faremoutiers |
| vers 794 | Luitgarde d'Alémanie (épouse)    | |
| ?        | Madelgarde (concubine)           | - Rothilde (vers 790-852), abbesse de Faremoutiers |
| ?        | ? (concubine)                    | - Rothaide (vers 784-après 814) |
| ?        | Gerswinde de Saxe (concubine)    | - Adeltrude |
| vers 800 | Regina                           | - Drogon (801-855), évêque de Metz - Hugues (802-844), archichancelier de Louis le Pieux |
| vers 806 | Adalinde (épouse)                | - Thierry ou Théodoric (807-après 818), clerc |

La distinction entre épouses et concubines légitimes et officielles est parfois difficile à établir. Les historiens recensent cinq ou six épouses, voire « neuf femmes ou concubines, d’autres amours moins relevées et moins durables, une multitude de bâtards, les mœurs licencieuses de ses filles qu’il semble avoir trop aimées ». On ne peut pas dire qu'il pratiquait la polygamie, interdite chez les Francs, mais plutôt une monogamie sérielle et des mariages afin de nouer des alliances, notamment avec des aristocrates francs de l'Est, pour mieux les tenir, certains aristocrates de Franconie ayant mal accepté l'usurpation de Pépin le Bref vis-à-vis de Childéric III.
Éginhard évoque les rumeurs d'incestes de Charlemagne envers ses filles qu'il « ne voulut en donner aucune en mariage, ni à un homme de chez lui, ni à un étranger, mais il les retint toutes chez lui, auprès de lui, jusqu'à sa mort, disant qu'il ne pouvait pas se passer de leur compagnie. Mais pour cette raison, lui qui fut comblé par ailleurs eut à subir la malignité d'un sort contraire : il n'en laissa cependant rien paraître et fit comme si, à leur sujet, aucun soupçon d'inceste n'avait jamais vu le jour, comme si aucune rumeur ne s'était répandue ». Cette rumeur de l'inceste - fréquente au Moyen Âge - est un mythe né du fait que Charlemagne ne voulait pas marier officiellement ses filles à des aristocrates ou à des vassaux qui pourraient diluer son héritage ou acquérir un trop grand pouvoir. En revanche, il laissa plusieurs d'entre elles nouer des unions illégitimes, mais quasiment officielles, leurs amants pouvant même officier à la Cour, tel Angilbert qui vécut deux ans avec Berthe et avec qui il eut deux enfants. Charlemagne lui aurait d'ailleurs fait épouser sa fille en secret.

### Noms de Charlemagne

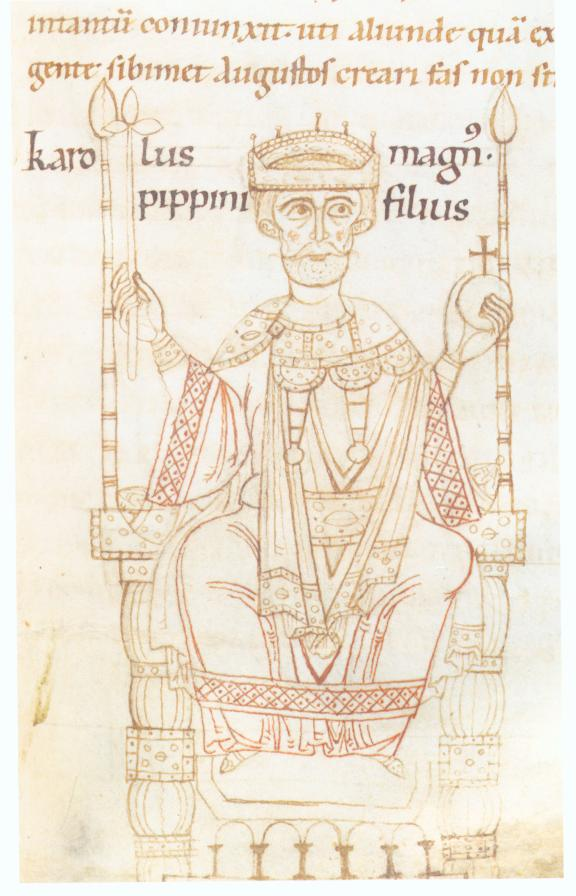
Enluminure représentant Charlemagne, XIIe siècle.

Le vrai nom de Charlemagne est Karl, transcrit en latin Carolus (latin classique) ou Karolus (usage de la chancellerie franque, des monétaires, etc.).
Ce nom de Karl vient du mot, en vieux haut-allemand, karal, qui signifie « homme » (de sexe masculin).
Charlemagne est la transcription française de Carolus Magnus (« Charles le Grand »). Dès l'époque de Charlemagne, on trouve dans certains textes Karolus suivi de magnus, mais ce dernier en position d'adjectif par rapport à un autre nom : Karolus magnus rex Francorum (« Charles, grand roi des Francs »), Karolus magnus imperator (« Charles, grand empereur »). L'utilisation de Carolus Magnus tout court est une dénomination littéraire dont le premier exemple se trouve dans un texte de Nithard (vers 840), donc plusieurs décennies après la mort de l'intéressé. Cette épithète se généralise progressivement dans les documents de la Chancellerie apostolique.
Dans La Chanson de Roland, en ancien français, l'empereur est nommé de différentes façons : Carles (vers 1) ou Charles (28, vers 370), Carles li magnes (68, vers 841) ou Charles li magnes (93, vers 1195), traductions de Carolus magnus, mais aussi Carlemagnes (33, vers 430) ou Charlemaignes (138, vers 1842). L'adjectif grant est fréquent dans la Chanson de Roland, mais n'est pas utilisé pour nommer l'empereur. Par la suite, c'est la forme contractée qui s'est imposée : la formule « Charles le Grand » est rare dans l'usage actuel, contrairement à ce qu'on a en allemand (Karl der Große).
En ce qui concerne le nom de son frère Carloman, c'est une transcription française de Karlmann, dans lequel mann signifie aussi « homme » ; le « -man » de Carloman n’a donc pas de rapport avec le « -magne » de Charlemagne.
Par ailleurs, de même qu'en allemand et dans d'autres langues, « César » est devenu synonyme d'empereur (kaiser, tsar), le nom de Charlemagne, sous la forme Karl ou Karolus, a pris en hongrois (király), dans les langues slaves (король (« korol ») en russe, král en tchèque, król en polonais, kralj en croate, etc.) et dans les langues baltes (karalius pour le lituanien et karalis pour le letton) la signification de roi.

### Monogramme de Charlemagne

Signature de Charlemagne contenant son monogramme.

Les historiens Bruno Dumézil et Martin Gravel le considèrent comme illettré, mais pas analphabète : les diplômes royaux émis par l'empereur ne comportent en effet aucune souscription manuscrite, Éginhard suggère aussi qu'il n'a jamais su écrire (présentant la vie de l'empereur sous le jour qui lui semble le plus flatteur, l'auteur de la première biographie de Charlemagne n'aurait certainement pas hésité à le mentionner), disant juste de lui qu'il s'essayait à la lecture. Afin de lui permettre de signer autrement que d’une simple croix, Éginhard lui apprend à tracer ce signe simple, un monogramme, qui contient toutes les lettres de son nom en latin Karolus. Les consonnes sont sur les branches de la croix, les voyelles contenues dans le losange central (A en haut, O est le losange, U est la moitié inférieure). Il y a cependant encore débat pour savoir si Charlemagne est vraiment l'auteur de son monogramme, seule la portion centrale serait écrite par lui-même, les autres lettres seraient l'œuvre d'un secrétaire.
En revanche, Charlemagne a appris à lire tardivement. Sa langue maternelle est le francique rhénan ; il parle couramment le latin et le grec.

### Résidences de Charlemagne
Au début de son règne, Charlemagne n’a pas de lieu de résidence fixe ; c'est un empereur itinérant. Il se déplace avec sa cour de villa en villa comme celles de Metz ou de Thionville où il rédigera un premier testament en 805.
À partir de 790, l'empereur réside le plus souvent à Aix-la-Chapelle qui devient capitale de l'Empire carolingien.

### Apparence

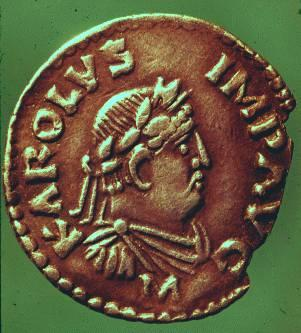
Denier frappé à Mayence, Paris, BnF, Cabinet des médailles, vers 812-814.

Statuette équestre représentant Charlemagne ou son petit-fils Charles le Chauve, Paris, musée du Louvre, IX.

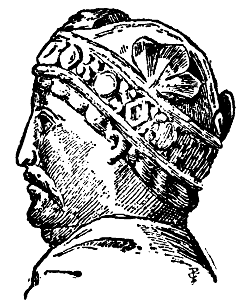
Gravure d'après la statuette équestre, 1910.

Au 22e chapitre de sa Vita Karoli Magni, Éginhard livre une description de l'apparence physique de Charlemagne :
«  Il était fortement construit, robuste et de stature considérable, bien que non exceptionnelle, puisque sa hauteur était de sept fois la longueur de son pied. Il avait une tête ronde, vaste et vivante, un nez légèrement plus grand que d'habitude, des cheveux blancs mais toujours attrayant, une expression claire et gaie, un cou court et gras, et il jouissait d'une bonne santé, sauf pour les fièvres qui l'ont affecté dans les dernières années de sa vie. Vers la fin, il a traîné une jambe. Même alors, il a obstinément fait ce qu'il voulait et a refusé d'écouter les médecins, en effet, il les détestait, parce qu'ils voulaient le convaincre d'arrêter de manger de la viande rôtie, comme à son habitude, et se contenter de viande bouillie. »
Le portrait physique dépeint par Éginhard est rapproché de certaines représentations peu ou prou contemporaines de l'empereur.
Conservé au Département des Monnaies, médailles et antiques de la Bibliothèque nationale de France, un denier frappé à Mayence vers 812-814 paraît ainsi témoigner d'une « individualisation plus grande de l'effigie impériale » qui prend « toutes les caractéristiques d'un véritable portrait » de Charlemagne. Cette représentation diffère des monnaies antérieures du souverain carolingien, qui arborent de longues titulatures et des effigies indistinctes peut-être inspirées d'une pièce antique de cinq aurei figurant l'empereur romain Dioclétien.
En outre, une statuette équestre en bronze, dite de Charlemagne, représente un empereur carolingien, probablement Charlemagne ou son petit-fils Charles le Chauve, comme un « nouveau César ». Le cavalier tient dans sa main droite un globe (symbole de l’universalité de l’empire sur lequel il règne), et dans la main gauche, aujourd'hui vide, vraisemblablement son épée Joyeuse. Cette sculpture de 20 cm reprend les modèles antiques (tunique courte, manteau de type chlamyde à fibule saillante, statue équestre typique de l'iconographie romaine, s'inspirant notamment de la statue équestre de Marc Aurèle), mais aussi la mode franque (chausses avec bandes molletières, souliers ornés de bijoux quadrilobes, couronne à bandeau gemmé). Selon l'historienne de l'art Danielle Gaborit-Chopin, l'apparence de l'empereur carolingien moustachu de la statuette coïncide remarquablement avec le profil de Charlemagne figurant dans le denier frappé à Mayence vers 812-814.
En 1861, des scientifiques ont ouvert le tombeau de Charlemagne pour analyser son squelette ; sa taille fut estimée à 1,90 m. En 1988, l'analyse de la suture osseuse de son crâne permet d'estimer un âge à sa mort de 66 ans, soit 37 ans de plus que l'espérance de vie moyenne de ses contemporains. En 2010, une radiographie et une scannographie de son tibia a estimé sa taille à 1,84 m. Charlemagne faisait donc partie des rares personnes de grande taille de son époque, étant donné que la hauteur moyenne des hommes de son temps était de 1,69 m. La largeur de l'os laisse penser qu'il était gracile et n'avait pas une construction corporelle robuste.

## Historiographie
L'historien Jean Favier précise que l'historiographie de Charlemagne ne commence qu'au XVIIe siècle avec en 1677 la première publication des capitulaires par le bibliothécaire royal Étienne Baluze et à la même époque son évocation dans le Discours sur l'histoire universelle de Bossuet, lequel connaissait le texte d'Eginhard qui n'était pas encore imprimé.
On peut remarquer que ces textes avaient déjà été imprimés et traduits plusieurs fois avant 1677, et que l'intérêt pour l'histoire de sa vie est plus ancien : la Vita Karoli Magni d'Eginhart est imprimée à Cologne en 1521, à Utrecht en 1711 ; la fausse chronique romancée De Vite Caroli et Rolandi, attribuée au moine Jean Turpin et pleine d'épisodes inventés, est publiée à Paris, d'abord sans date, puis en 1527, puis à Lyon en 1583. Le recueil de ses capitulaires est publié à Ingolstadt en 1548, avec des notes d'Amerbach, et la même année à Paris, mais avec des retranchements, par Jean du Tillet, évêque de Meaux, édition terminée en 1588 par Pierre Pithou, avec des notes de François Pithou. Des éditions complètes paraissent en 1603 et 1620, cette dernière avec la publication in-folio de la carte de l'empire de Charlemagne par P. Bertius. Sa fête avait été fixée le 28 janvier par le roi Louis XI, en 1661 l'Université de Paris l'avait choisi comme saint patron, et la même année, Louis XIV consacre à Charlemagne un paragraphe des Mémoires pour l'instruction du Dauphin, montrant qu'il le connaissait assez bien sous certains aspects.
Le travail de publication de documents est poursuivi au XVIIIe siècle par des érudits souvent issus du clergé régulier. Les plus notables sont le père Anselme (ordre des Augustins) et dom Martin Bouquet (bénédictin de Saint-Maur), le premier éditeur d'Eginhard. Son Recueil des historiens des Gaules et de la France consacre un volume à Pépin le Bref et à Charlemagne.
L'édition systématique des documents historiques recommence au XIXe siècle ; en ce qui concerne Charlemagne, ce sont les historiens allemands (Percy Ernst Schramm, Karl Ferdinand Werner) qui assurent une grande part du travail dans les Monumenta Germaniæ Historica. En France, à partir de 1822, est publié le Recueil général des anciennes lois françaises depuis l'an 420 (Isembert) et à partir de 1835, la Collection de documents inédits sur l'histoire de France. À partir de 1840, Benjamin Guérard publie un certain nombre de documents d'abbayes. Le premier à chercher à démêler les mythes de la réalité du personnage est le médiéviste Gaston Paris dans son Histoire poétique de Charlemagne en 1865.
Charlemagne est étudié de façon assez détaillée dans les Histoire de France publiées au XIXe siècle : celle de Jules Michelet (1833), qui lui est en général défavorable et qui commet quelques erreurs, de François Guizot (1843) plus équilibré, celle d'Arthur Kleinclausz dans le Lavisse (1903).
Depuis le IXe siècle, la figure de Charlemagne, ses mythes et ses symboles sont utilisés, et ce jusqu'au XXe siècle qui voit Charlemagne consacré comme le Père de l'Europe, cependant la culture mémorielle et identitaire de cet empereur s'est estompée au XXIe siècle. Les études sur Charlemagne se développent au XXe siècle, en France, en Belgique, en Allemagne et en Grande-Bretagne, avec plusieurs biographies.

### Empereurs germaniques et Charlemagne

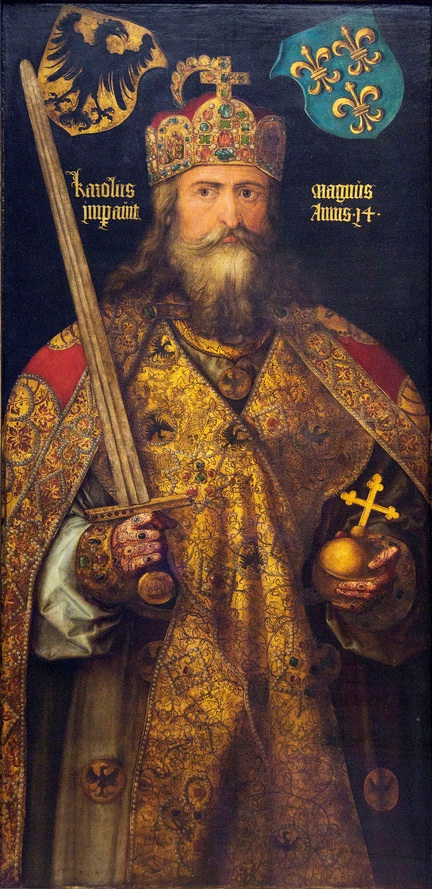
Portrait imaginaire de Charlemagne, par Albrecht Dürer. Le manteau et les blasons au-dessus de sa tête montrent l'aigle allemand et le lys français.

La dynastie saxonne se rattache symboliquement à Charlemagne à travers le choix d'Aix-la-Chapelle comme lieu de couronnement royal par Otton Ier. En 962, il est couronné empereur à Rome, mais ses successeurs le sont à Aix-la-Chapelle jusqu'à Ferdinand Ier en 1536. Pour ce couronnement, est utilisée une « couronne de Charlemagne » dont l'intéressé est souvent doté sur des représentations ultérieures.
Le dimanche de la Pentecôte de l'an mil, Otton III fait ouvrir, de façon très discrète, le tombeau de Charlemagne et prélève quelques reliques, dont une dent. Une seconde ouverture a lieu en 1165, cette fois en public, à l'occasion de l'élévation de Charlemagne au rang de saint.

### Canonisation (1165)

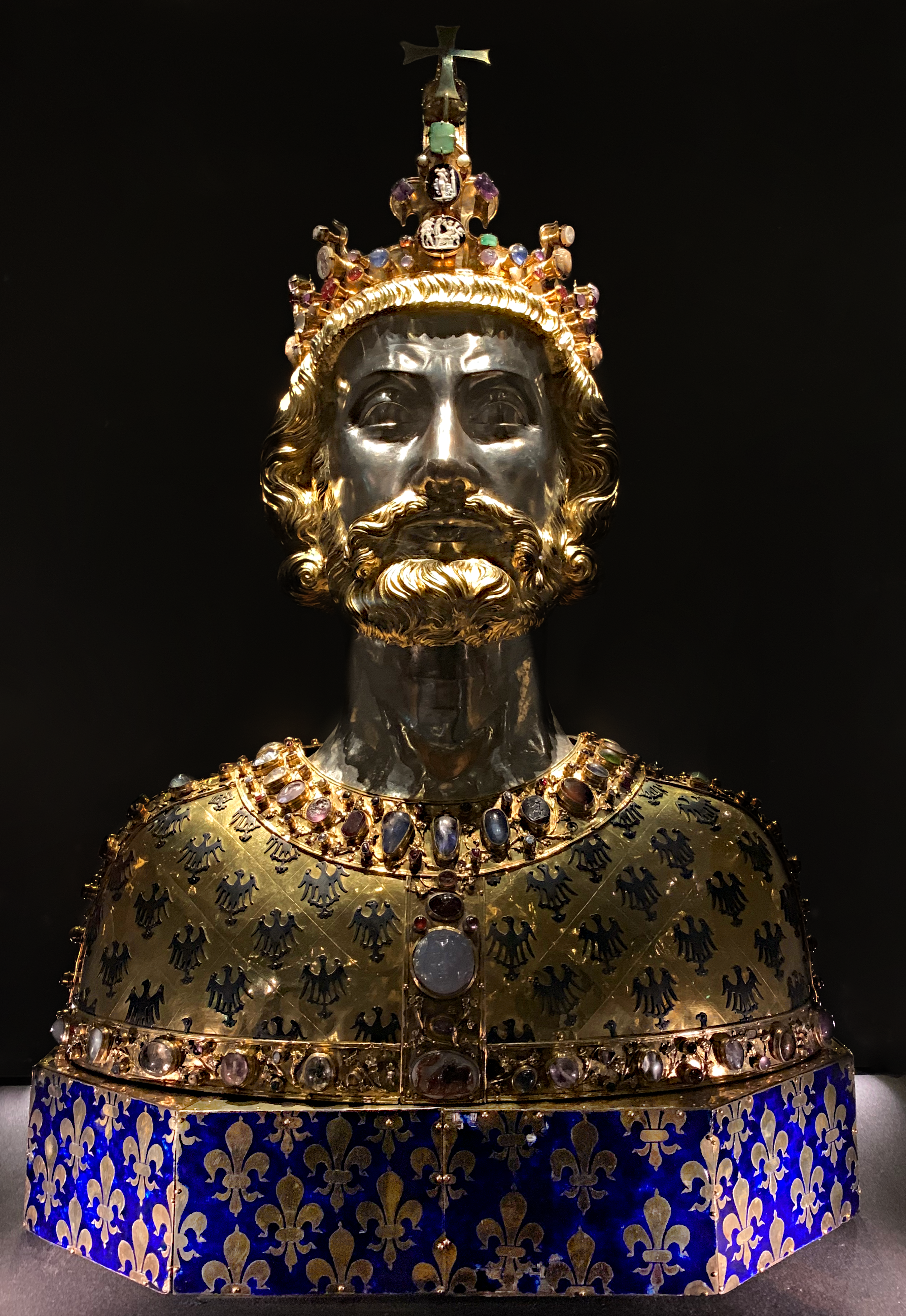
Buste-reliquaire de Charlemagne dans la chambre des trésors de la crypte de la chapelle palatine d'Aix-la-Chapelle. Don de Charles IV (empereur des Romains) en 1349, il contient la calotte crânienne de l'empereur.

En 1165, dans le cadre des conflits entre la papauté et l'empire, Frédéric Barberousse et l'antipape Pascal III procèdent à la canonisation de Charlemagne. La cérémonie religieuse d'élévation des ossements de Charlemagne par Renaud de Dassel, archevêque de Cologne et Alexandre II, évêque de Liège a lieu le 29 décembre 1165, en présence d'une nombreuse assistance. Ils sont placés dans une châsse provisoire, remplacée par une autre plus précieuse aux alentours de 1200.
En 1179, le troisième concile du Latran révoque toutes les décisions de cet antipape, ce qui n'empêche pas le culte de cet empereur « quasi saint » de se répandre dans toute l'Europe (notamment sous Louis XI) et en particulier à Aix-la-Chapelle où ses reliques sont enchâssées. Son culte s’est ainsi étendu au fil des siècles puis finira par s'éteindre au XVIe siècle.
L’Église catholique préfère ne pas le compter au nombre des saints, en raison de la conversion des Saxons par la violence ; mais son titre de bienheureux est toléré (et donc son culte) par le pape Benoît XIV.
Charlemagne est entré dans l’ordo (calendrier liturgique) de plusieurs diocèses situés dans la région d'Aix-la-Chapelle, où ses ossements sont encore exposés à la vénération des fidèles. Sa fête est fixée au 28 janvier, anniversaire de sa mort.

### Capétiens et Charlemagne

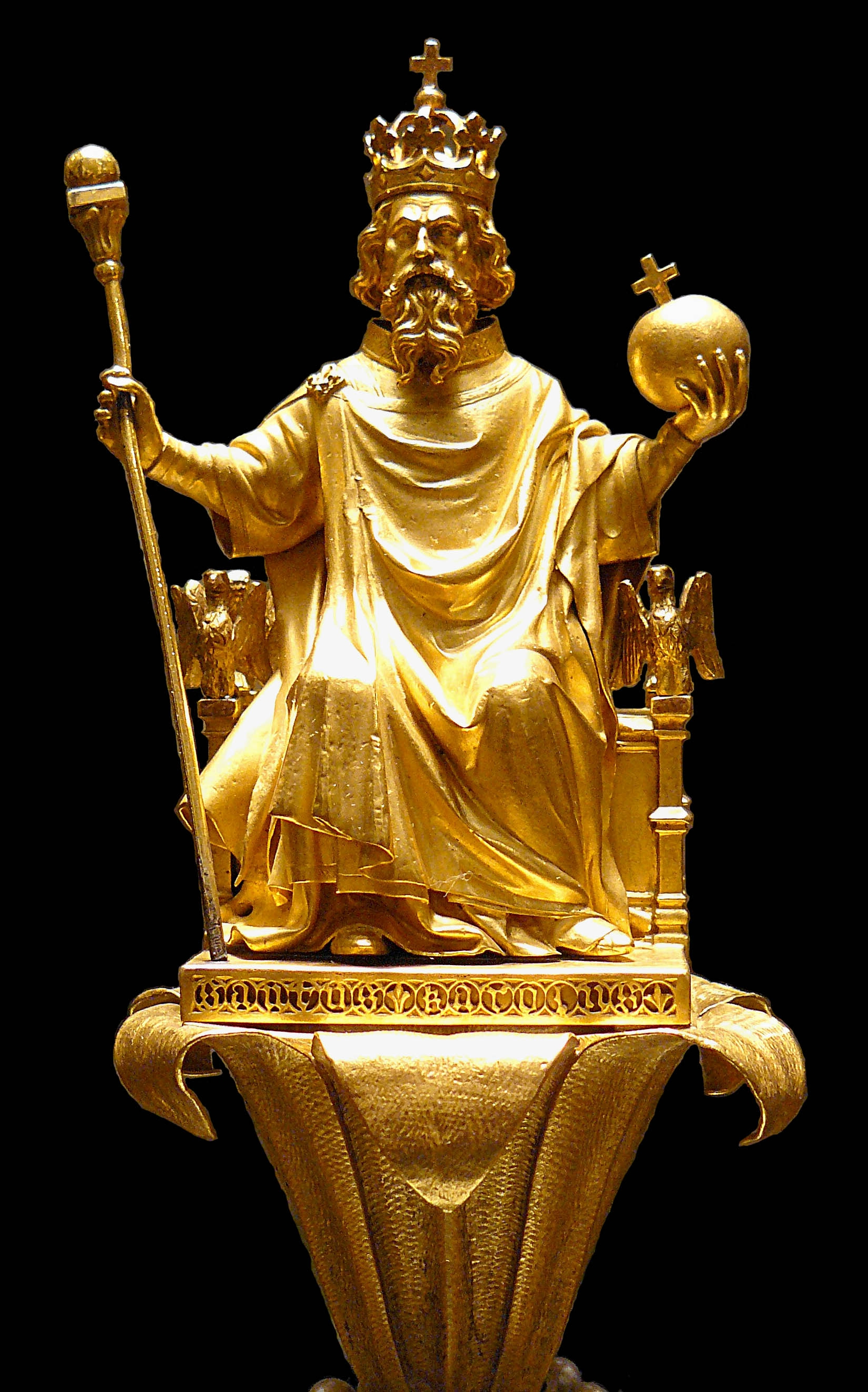
Statuette de Charlemagne surmontant le sceptre du roi Charles V, Paris, musée du Louvre, vers 1364-1380.

La dynastie des Capétiens a aussi cherché à se rattacher à Charlemagne par des mariages dans la famille des comtes de Vermandois, les Herbertiens, descendants de Pépin d'Italie, fils de Louis le Pieux, en particulier celui du grand-père d'Hugues Capet avec Béatrice de Vermandois.
Lors du couronnement des rois de France, sont aussi utilisés des objets dits de Charlemagne : l'épée Joyeuse, des éperons d'or. Ces objets, ainsi que son échiquier personnel en ivoire, font partie du trésor des rois de France, conservé dans la basilique Saint-Denis jusqu'en 1793. Ils se trouvent actuellement au musée du Louvre (galerie Richelieu), sauf l'échiquier (perdu).
Au XIIIe siècle, époque où les rois de France s'affirment comme égaux à l'empereur (Philippe Auguste), l'abbaye de Saint-Denis, lieu de l'inhumation de Pépin le Bref, joue un rôle important dans l'élaboration d'une figure de Charlemagne « français », alors que les empereurs d'Allemagne soutiennent en général un Charlemagne « allemand » (d'où l'affirmation de la naissance à Ingelheim par Guillaume de Viterbe au XIIe siècle).
Charlemagne est particulièrement mis en valeur par la dynastie des Valois, en particulier par le roi Charles V, qui procède à des échanges de reliques avec son oncle, l'empereur Charles IV. Durant son sacre, le souverain français utilise un sceptre terminé par une statuette de Charlemagne, appelé sceptre de Charles V ou sceptre de Charlemagne. À la fin du XVe siècle, dans la perspective des guerres d'Italie, un « Charlemagne » fait partie du cortège d'accueil d'Anne de Bretagne lors de son mariage avec le roi Charles VIII ; leur fils aîné est nommé Charles-Orland (1492-1495), Orland étant la francisation d'Orlando, le nom italien de Roland (cf. Orlando furioso).
La figure de Charlemagne est moins présente à partir du XVIe siècle. Elle est parfois utilisée par les opposants à la monarchie (les Guise, Saint-Simon, Boulainvilliers).

### NapoléonIeret Charlemagne
Charlemagne est quasi totalement ignoré par la Révolution française, comme le montre le comportement des autorités après la conquête d'Aix-la-Chapelle en 1794. Quelques objets précieux sont ramenés à Paris, mais rien de particulier n'est fait autour.
En revanche, Napoléon lui accorde une certaine importance à partir de 1804, dans la perspective du rétablissement de l'Empire. D'une part, Aix-la-Chapelle est l'objet d'une visite, d'abord de Joséphine (juillet), puis de Napoléon lui-même (septembre) ; à cette occasion, une partie des biens pillés en 1794 est restituée. D'autre part, le souvenir de Charlemagne joue un rôle dans la cérémonie du sacre, avec notamment les « honneurs de Charlemagne » : l'épée, le sceptre de Charles V, et une couronne faite pour l'occasion, qui n'est pas utilisée, puisque Napoléon se couronne lui-même de la couronne de lauriers, un des « honneurs de Napoléon ».

### Charlemagne et l'école

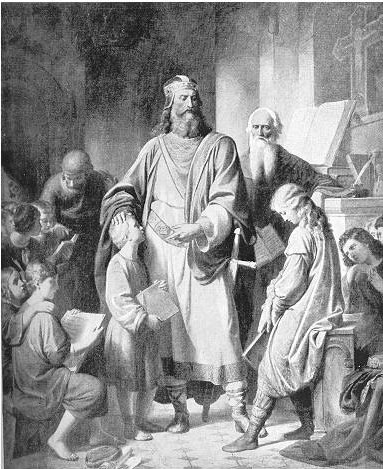
Charlemagne félicite l'élève méritant et sermonne l'élève paresseux. Gravure d'après Karl von Blaas, XIXe siècle.

D'après Jacques Le Goff, « On a exagéré en faisant de Charlemagne un Jules Ferry avant la lettre allant encourager les élèves dans les écoles. Ces écoles, créées ou développées par Charlemagne, s'adressaient surtout au fils de l'aristocratie. »
Les liens établis entre Charlemagne et l'école sont anciens, notamment en France.
Depuis 1661, Charlemagne est le patron de l'université de Paris, qui le fête encore annuellement au XIXe siècle et dans plusieurs collèges encore dans la première moitié du XXe siècle. À l'heure actuelle, l'Association des lauréats du concours général tient toujours son repas annuel aux environs de la Saint-Charlemagne.
Au XIXe siècle, le rôle de Charlemagne dans la scolarisation devient un lieu commun de l'enseignement primaire, qui se prolonge une bonne partie du XXe siècle. Par exemple, un manuel des années 1950 donne les renseignements suivants :
- page 83 (début du chapitre « Les Carolingiens ») : deux vignettes (Roland à Roncevaux, Charlemagne, barbu, séparant les bons des mauvais élèves) ;
- page 91 (paragraphe 8 : « Charlemagne veut qu'on soit instruit ») : Les rois Francs ne s'étaient pas occupés de l'instruction de leurs sujets. Il n'en fut pas de même pour Charlemagne. Il fonda des écoles, dans lesquelles les moines instruisaient les enfants des pauvres comme ceux des riches. Il y en avait même une dans le palais de l'Empereur, qui aimait à la visiter souvent pour gronder les paresseux et récompenser les travailleurs.

Dans ce contexte, on peut comprendre la chanson Sacré Charlemagne interprétée par France Gall dans les années 1960, même si Charlemagne n'a pas inventé l'école. L'enseignement existait bien avant lui.

### Charlemagne et l'Europe
D'après Jacques Le Goff :
Certes, de son vivant, plusieurs textes lui attribuent le titre de « tête de l'Europe » ; mais il s'agit plus d'un hommage, d'une expression de l'imaginaire, que de réalités historiques. L'Europe de Charlemagne est une Europe restreinte du point de vue territoriale.
L'héritage de Charlemagne est l'ébauche d'une unification juridique et monastique.
La figure de Charlemagne a été utilisée pour défendre de nombreuses causes tout à fait opposées.
La guerre franco-allemande de 1870 et les deux guerres mondiales au XXe siècle voient le développement en France d'une vague d'antigermanisme qui fait de Charlemagne le symbole de l'envahisseur, d'où sa relative disparition dans l'historiographie française.
Au XXe siècle, en Allemagne, sous le régime national-socialiste, Himmler et les SS vitupérèrent l’action néfaste de Charlemagne qu’ils rendaient responsable de la christianisation des Germains et du massacre des Saxons, reprenant l'image du « Boucher des Saxons ». Néanmoins, en privé, Adolf Hitler critiquait ces discours car Charlemagne avait selon lui le mérite d'avoir diffusé la culture occidentale en Allemagne. Des débats entre scientifiques nazis existaient sur le bien-fondé de s'approprier le personnage de Charlemagne, mais Hitler imposa progressivement sa vision. Ainsi, en 1942 à l'occasion du 1 200e anniversaire de la naissance de Charlemagne, de grands articles dans les quotidiens nationaux allemands considérèrent, dans leur vision propagandiste, que cette boucherie était nécessaire pour la construction d'un grand empire. De plus, à la fin de la Seconde Guerre mondiale, afin de favoriser le recrutement de volontaires français, le nom de Charlemagne, héros et conquérant revendiqué par les deux nations française et allemande, fut donné à la division SS dite Division Charlemagne.
Charlemagne est actuellement présenté dans le cadre de l'Union européenne comme « le père de l'Europe » bien que l'Europe ne soit qu'un concept géographique jusqu'au XVIe siècle et qu'on se réfère à la respublica christiana au temps de Charlemagne. Chaque année, un prix international Charlemagne d'Aix-la-Chapelle est décerné à Aix-la-Chapelle à une personnalité qui a œuvré en faveur de l’Europe. Le premier à le recevoir en 1950, Richard Coudenhove-Kalergi, suggère dans son discours lors de l'attribution du prix, de créer une Union européenne qu'on appellerait « Union Charlemagne ».

## Charlemagne dans la littérature et l'art

### Littérature

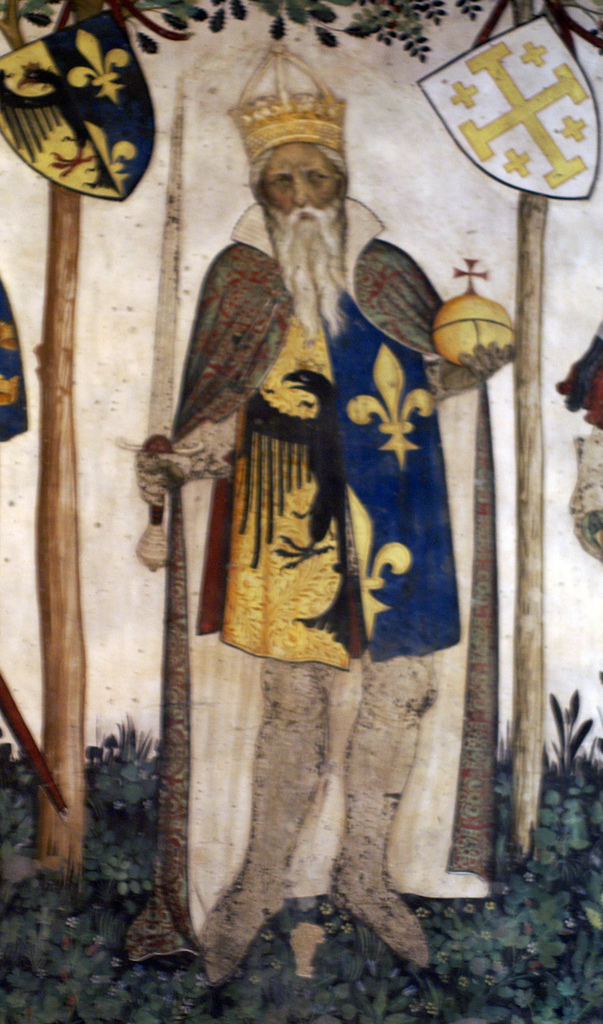
Charlemagne représenté par le Maestro del Castello della Manta dans la fresque des Neuf Preux du château de Manta, près de Saluces.

La figure de Charlemagne est idéalisée dans la culture médiévale, notamment au travers des chansons de geste, dans lesquelles il fait partie des Neuf Preux.
La légende carolingienne est au Moyen Âge l'une des sources les plus importantes de la littérature en langue vulgaire. C'est d'elle que sort directement le plus ancien poème épique français : La Chanson de Roland. Et elle inspire encore, en pleine Renaissance, L'Arioste, dans son Orlando furioso.

#### Époque carolingienne
Éginhard, dans Le couronnement de Charlemagne. Chroniqueur franc, ami et conseiller de Charlemagne, Éginhard a écrit sur lui une biographie plutôt élogieuse. En voici un extrait :
« Venant à Rome pour rétablir la situation de l’Église, qui avait été fort compromise, il y passa toute la saison hivernale. Et, à cette époque, il reçut le titre d’empereur et d’auguste. Il y fut d’abord si opposé qu’il s’affirmait ce jour-là, bien que ce fut celui de la fête majeure, qu’il ne serait pas entré dans l’église, s’il avait pu savoir à l’avance le dessein du pontife. »

#### Chansons de geste

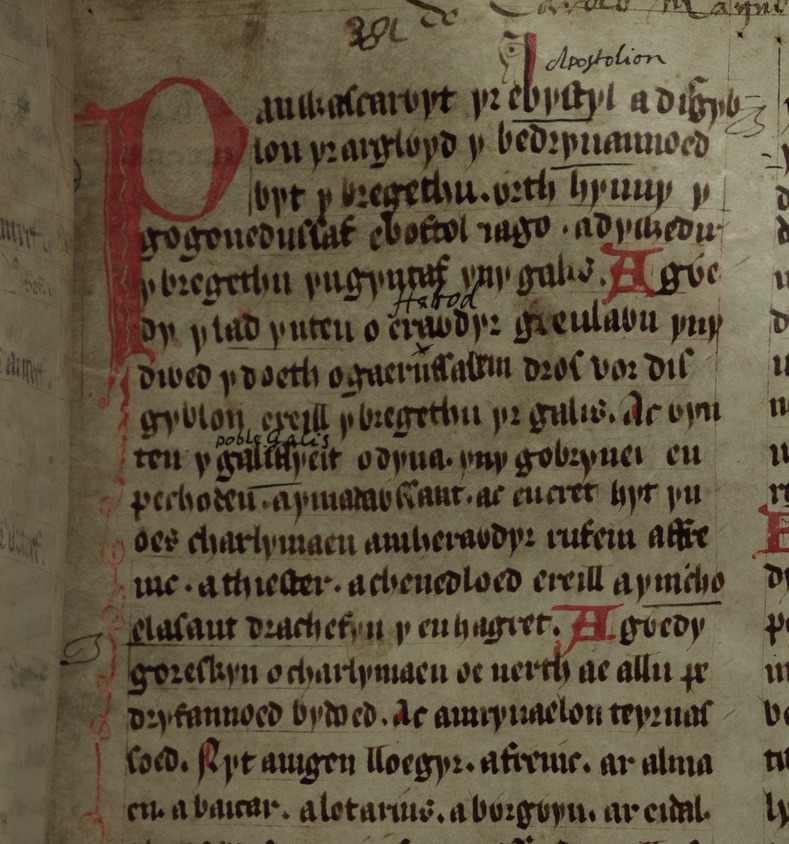
L'une d'une chaîne de légendes du Pays de Galles moyen sur Charlemagne : Ystorya de Carolo Magno du Livre rouge d'Hergest (Jesus College, Oxford, MS 111),.

Le personnage de Charlemagne apparaît dans plusieurs chansons de geste, dont la plus connue est la Chanson de Roland. Ces poèmes ont été regroupés dès le Moyen Âge dans un cycle (ou « geste ») appelé cycle du Roi.
Dans la Chanson de Roland, Charlemagne apparaît comme un patriarche : …Carlemagne qui est canuz et vielz (chenu et vieux) (41, vers 538), Carles li velz a la barbe flurie (77, vers 970).

#### Époques moderne et contemporaine

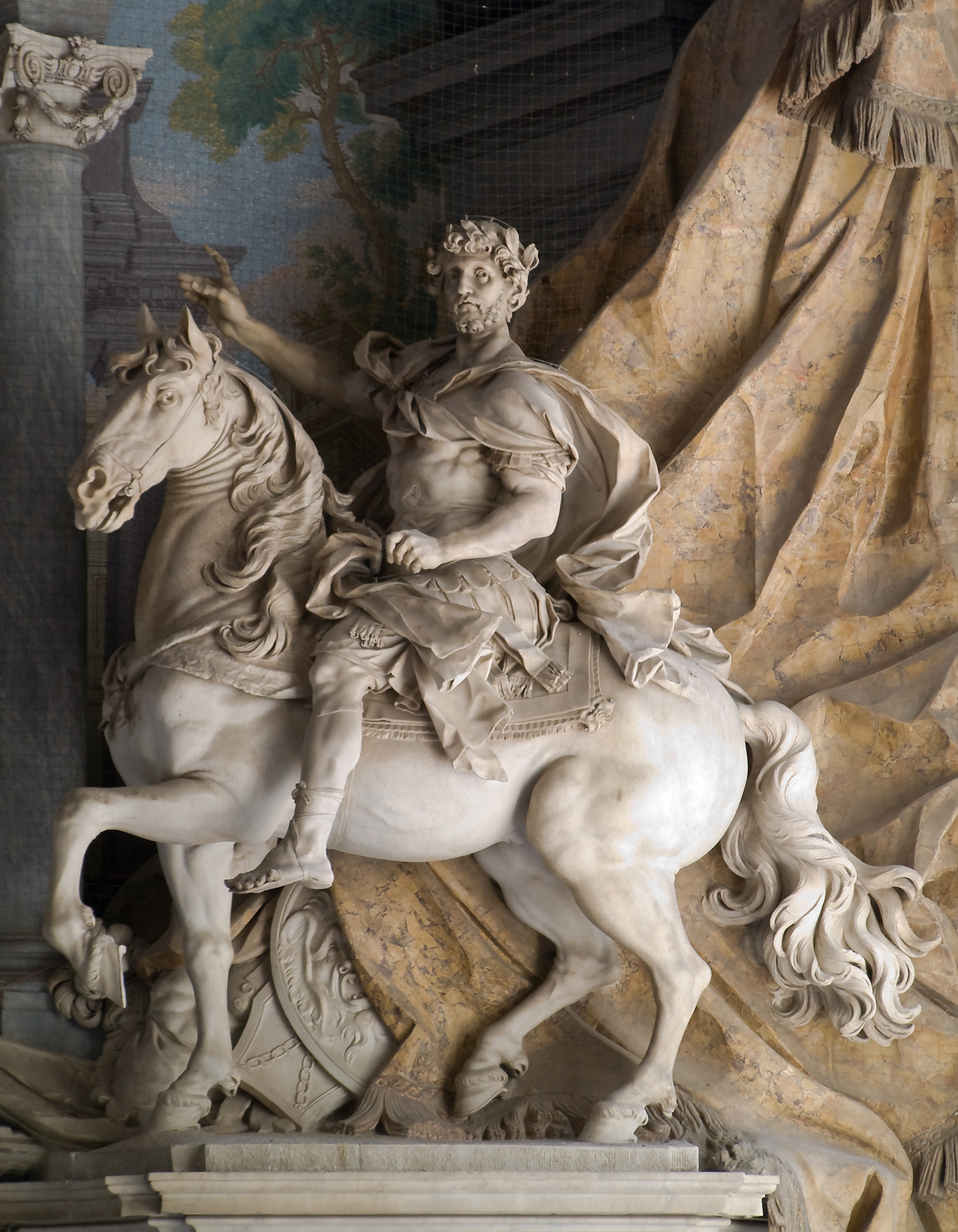
Statue équestre de Charlemagne, par Agostino Cornacchini (1725), basilique Saint-Pierre du Vatican, Italie.

- Saint-Just, dans le chant I de son poème Organt, fait allusion à Charlemagne en ces termes :

« Il prit un jour envie à Charlemagne

De baptiser les Saxons mécréants :

Adonc il s’arme, et se met en campagne,

Suivi des Pairs et des Paladins francs.

Monsieur le Magne eût mieux fait à mon sens

De se damner que de sauver des gens,

De s’enivrer au milieu des Lares,

De caresser les Belles de son temps,

Que parcourir maints rivages barbares,

Et pour le Ciel consumer son printemps. »
- Honoré de Balzac, dans Sur Catherine de Médicis : la reine met sur le compte des erreurs tactiques de Charlemagne, l'obligation où elle est de faire la guerre aux huguenots. Elle s'en réclame aussi pour justifier que les descendants de Charlemagne soient en droit de reprendre une couronne usurpée par les descendants de Hugues Capet[161]

« Charlemagne se trompait en s'avançant vers le nord. Oui, la France est un corps dont le cœur se trouve au golfe du Lion, et dont les deux bras sont l'Espagne et l'Italie. On domine ainsi la Méditerranée qui est comme une corbeille où tombent les richesses de l'Orient. »
- Dans sa nouvelle « Thus we frustrate Charlemagne »[163], l’auteur américain de science-fiction Raphael Aloysius Lafferty montre des scientifiques — qui maîtrisent le voyage temporel — se livrer à des expériences, en modifiant l’issue de la bataille de Roncevaux, en 778. Ce qui aboutit à transformer à plusieurs reprises leur présent (ce dont ils n’ont du reste pas conscience) et crée finalement des uchronies.
- L’auteur français de romans policiers historiques Marc Paillet a fait paraître de 1995 à 2000 une série de huit romans[164] mettant en scène deux missi dominici de Charlemagne, l’abbé Erwin le Saxon et le noble Nibelungide Childebrand (lequel est un personnage historique réel).

### Art
Charlemagne est avant tout représenté dans des enluminures, comme l'attestent les Grandes Chroniques de France dont les thèmes du couronnement, du roi guerrier et du défenseur de la chrétienté sont les plus féconds, ou des manuscrits du XVe siècle, tel celui du Miroir des Saxons, qui voient une multiplication des thèmes iconographiques.
Contrairement à la grande majorité des représentations artistiques, qui datent souvent du XIXe siècle, Charlemagne n'avait pas de barbe (les Francs se rasant le menton) mais une moustache. L'expression le désignant comme étant l'empereur à la barbe fleurie et qui apparaît dans La Chanson de Roland peut s'expliquer par le fait que l'empereur, constamment en guerre (son règne ne sera marqué que par trois années de paix), était souvent mal rasé lors de ses campagnes. Cette expression est surtout due au fait que le port de la barbe souligne la virilité et la dignité du souverain (ainsi l'iconographie de Charlemagne le montre traditionnellement imberbe avant son couronnement impérial) ou est un symbole de sagesse lorsqu'elle est blanche (l'iconographie de Charlemagne le montre avec une barbe de plus en plus grande, sa sagesse s'accroissant avec l'âge). Quant au terme « fleurie », il serait en fait une mauvaise traduction du terme « flori » qui signifie blanc en ancien français.
Il est souvent vêtu de drapés à l'antique, ses représentations s'inspirant de la Vita Caroli rédigée par Éginhard, qui a calqué sa biographie sur celle que Suétone a faite d’Auguste, le premier empereur romain, dans sa Vie des douze Césars. En réalité, il devait porter des vêtements cousus, un manteau teint de pourpre, et avoir une coupe de cheveux au bol et la longue moustache franche.
L'hymne national de la principauté d'Andorre rappelle la légende selon laquelle l'Andorre aurait été créée par Charlemagne.

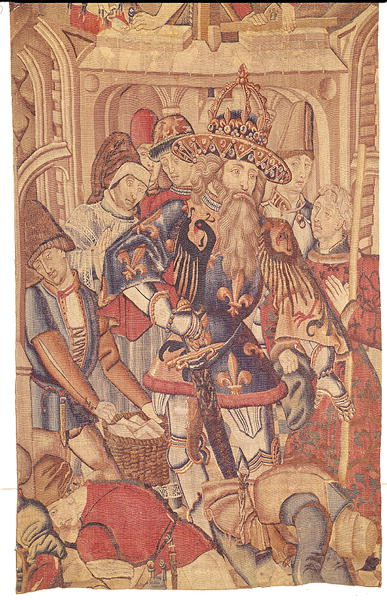
Charlemagne visitant le chantier du palais d'Aix-la-Chapelle (musée des beaux-arts de Dijon).
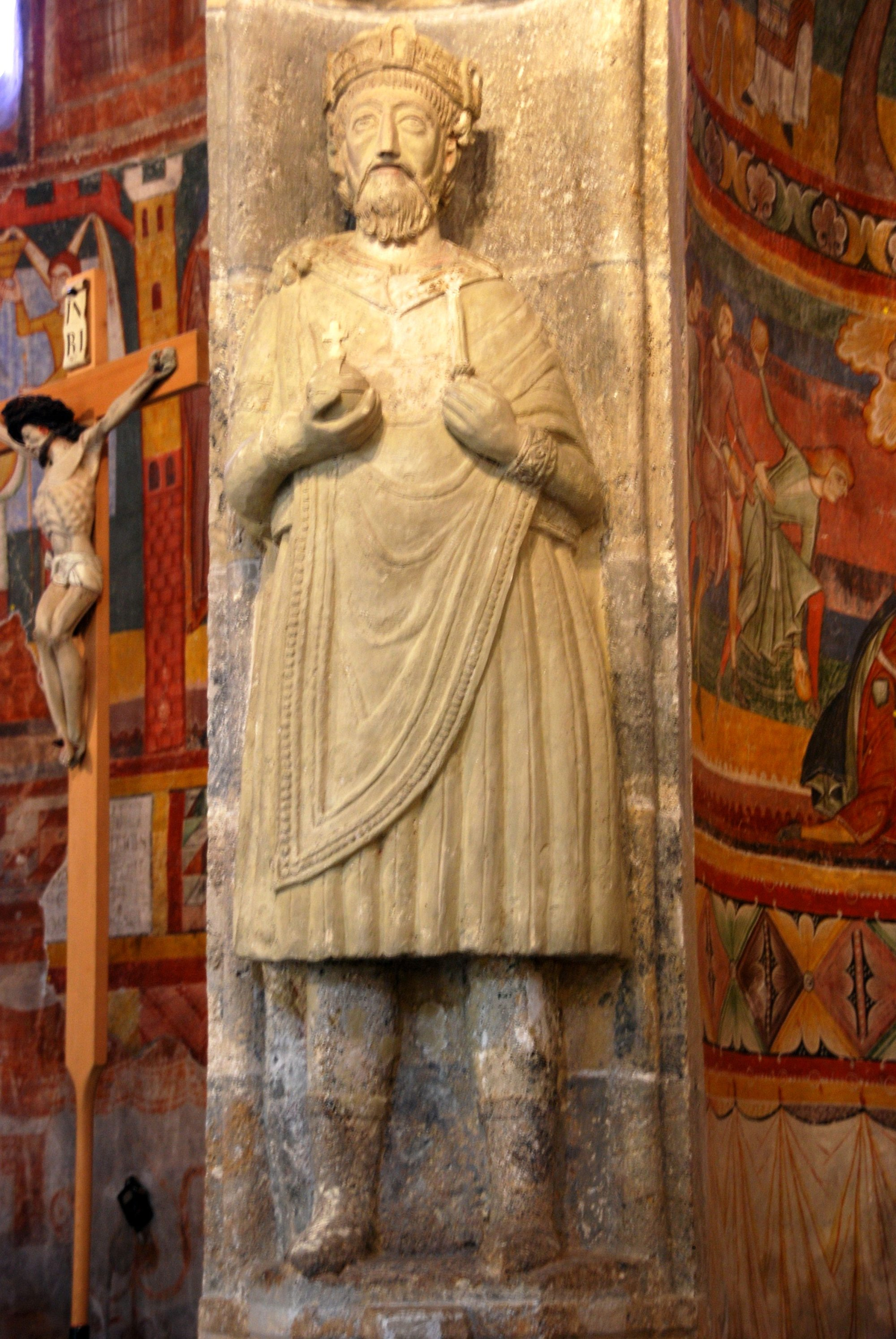
Statue du IXe siècle au monastère Saint-Jean-Baptiste de Müstair, en Suisse.
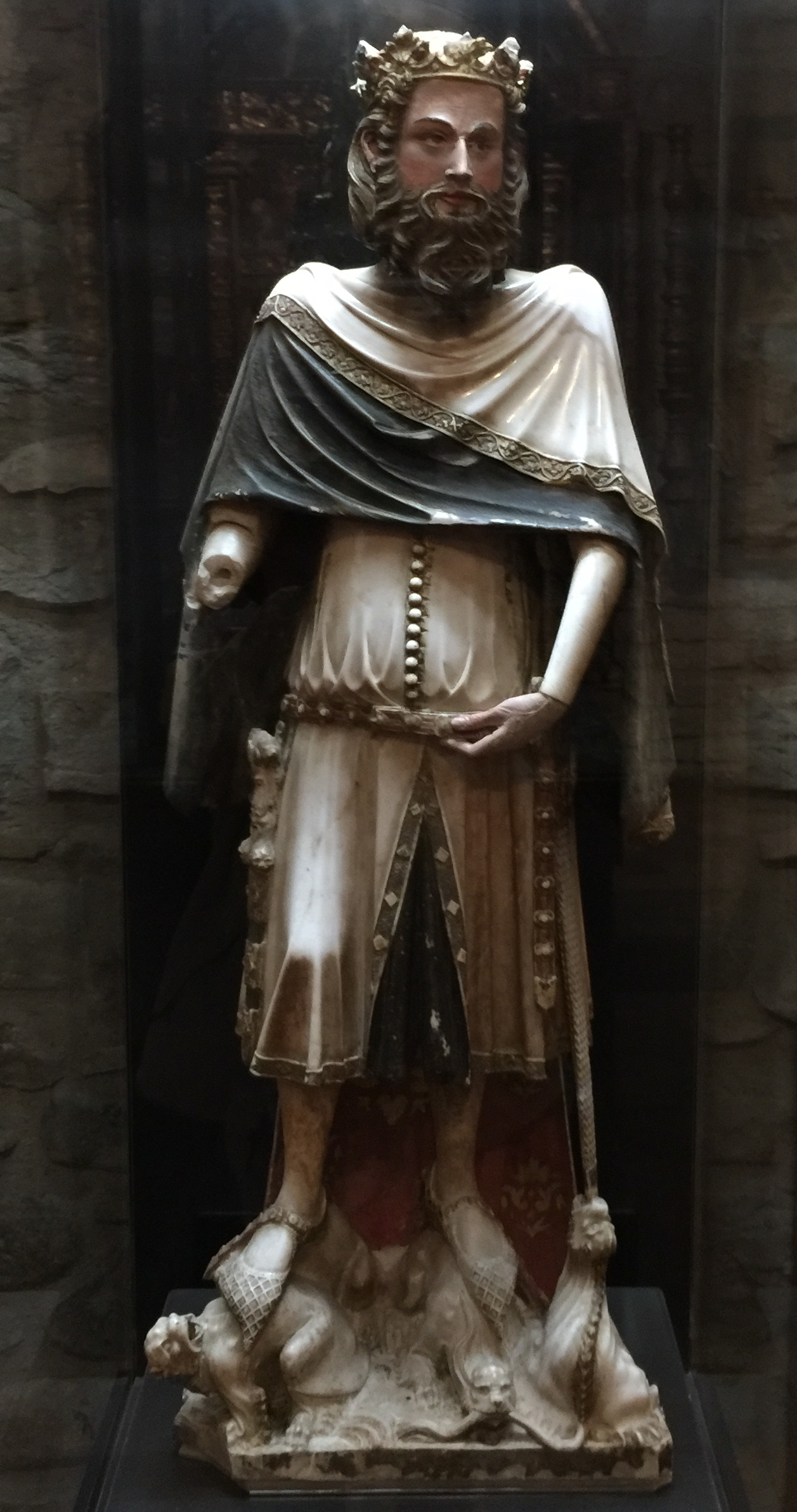
Saint Charlemagne piétinant des monstres, par Jaume Cascalls vers 1345. Cathédrale Sainte-Marie de Gérone.

### Héraldique
La vie de Charlemagne est antérieure à l'apparition de l'héraldique, mais sa notoriété lui a valu l'attribution d'armes qui, du fait de l'anachronisme, relèvent des armoiries imaginaires. À Charlemagne, empereur d'Occident et roi des Francs, on attribue naturellement un parti d'Empire (aigle bicéphale) et de France (fleurs de lis). La première description de ces armes se trouve dans les Enfances Ogier, composées vers 1275 par Adenet le Roi, ménestrel et poète à la cour des ducs de Brabant. C'est avec la diffusion de la légende des Neuf Preux, apparue dans Les Vœux du Paon, poème composé vers 1312 par Jacques de Longuyon qu'elles ont connu un succès durable. Ces armes furent reproduites dans les chroniques et généalogies armoriées des dynasties se rattachant à Charlemagne, et sur les monuments élevés à la gloire de l'empereur et du saint, tant en Allemagne qu'en France, où s'est développé le culte de saint Charlemagne. Lors de la réception solennelle de Charles Quint par François Ier, à Paris, le 1er janvier 1540, ces armes furent présentées comme le symbole du rapprochement entre le royaume de France et le Saint-Empire.
Hiérosme de Bara, dans son ouvrage Le Blason des Armoiries, le blasonne ainsi : « Party, le premier, moitié de l'Empire qui est d'or, à une demie aigle esployée de sable, membrée & diadesmée de gueulles ; le deuxiesme de France, qui est d'azur, semé de fleur de lys d'or ».
Le jésuite Marc Gilbert de Varennes (en) dans Le roy d'armes, donne d'autres armoiries imaginaires à Charlemagne. Il écrit que « Charlemagne Roy de France et Empereur d'Occident portoit d'azur, à un aigle éployé d'or, diadémé, langué, & armé de gueules, l'estomach chargé de l'escu de France, qui estoit d'azur, aux fleurs de lis sans nombre, d'or : & telles armes furent portées par les empereurs François ses descendants, iusques à ce que ceux de la maison de Saxe usurpèrent l'Empire sur les François, car alors ils changèrent les émaux anciens de l'Empire, & prirent le métal, & la couleur des armes de leur Othon, surnommé le grand, qui portoit selon sa naissance, fascé d'or, & de sable de six pièces, blasonnant les armes de l'Empire, d'or & de sable, armé, lampassé, & couronné d'un diadème de gueules. » On suppose que c'est en partie de ce blasonnement donné pour Charlemagne que Napoléon s'inspira pour définir les armoiries de l'Empire Français dans le décret du 21 messidor An XII (10 juillet 1804).

Armoiries imaginaires de Charlemagne d'après Le Blason des Armoiries de Jérôme de Bara (version en couleurs de 1628).
Version du Grand armorial colorié, par Alexandre LeBlancq, ms. fr. 5232, Bibliothèque nationale de France.
Armoiries imaginaires de Charlemagne d'après les fresques du château de la Manta.
Armoiries imaginaires attribuées à Charlemagne telles qu'on peut les voir dans Les écus armoriés des Neuf Preux. Paris, Bibliothèque nationale de France, ms. Fr. 18651, fol. 1r. (BnF, Paris).
Armoiries de Charlemagne d'après le jésuite Marc Gilbert de Varennes dans Le roy d'armes.

## Hommages

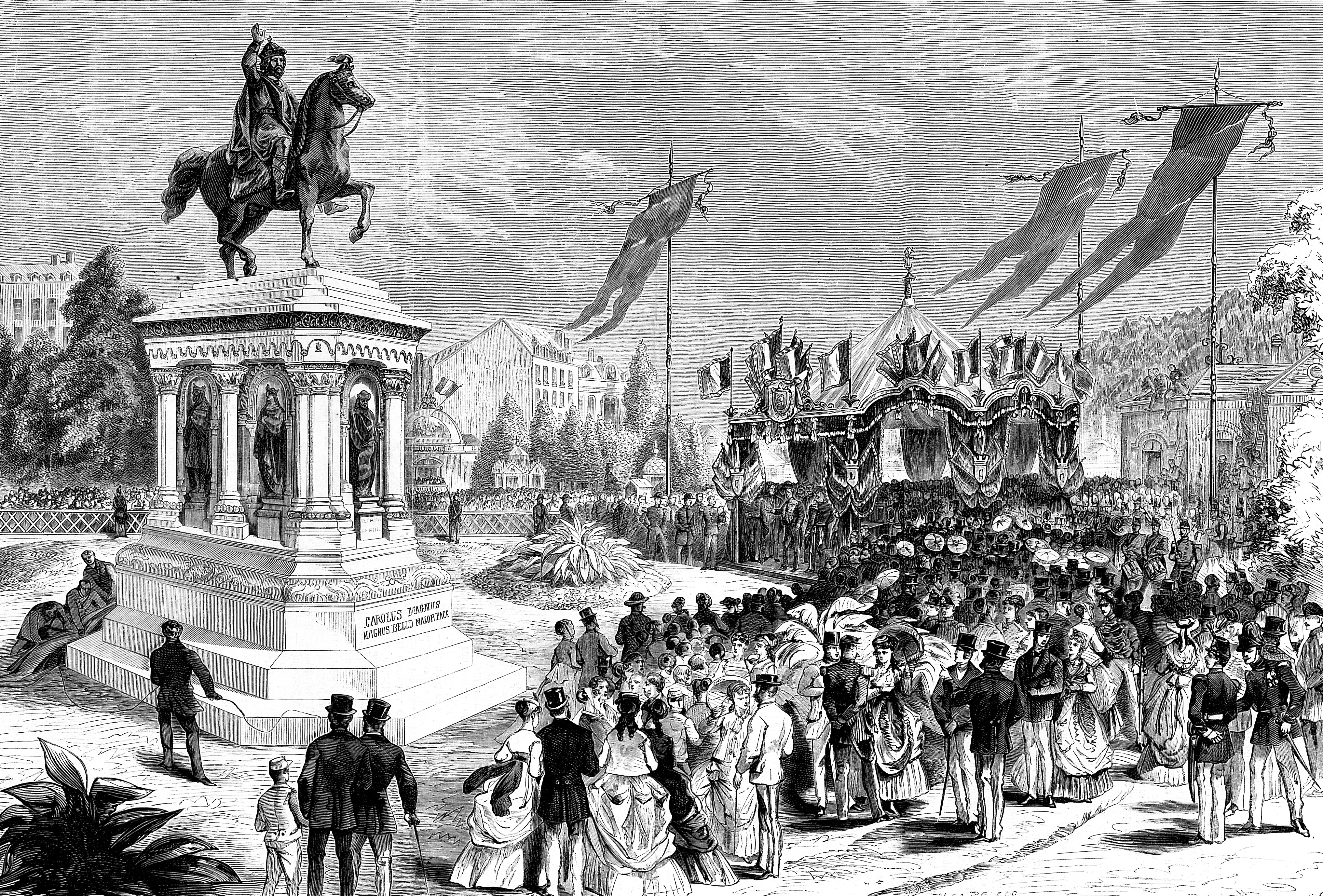
Inauguration de la statue de Charlemagne, Liège, 26 juillet 1868.

En France, un grand nombre de rues, d'associations culturelles, de bâtiments communaux, d'entreprises, d'établissements scolaires utilisent le nom de Charlemagne et de ses ancêtres. Aux Pays-Bas et en Belgique néerlandophone, on trouve plusieurs Karel de Grotestraat. En revanche, l'usage toponymique de Karl der Große est assez rare dans les pays germanophones : une Karl-der-Große-Straße à Barum-St. Dionys (Basse-Saxe, district de Lunebourg). À Zurich un Zentrum Karl der Grosse (graphie suisse avec deux s) sert comme plateforme pour le discours politique et sociétal.
On retrouve aussi dans l'espace public différentes statues ou autres œuvres d'art :

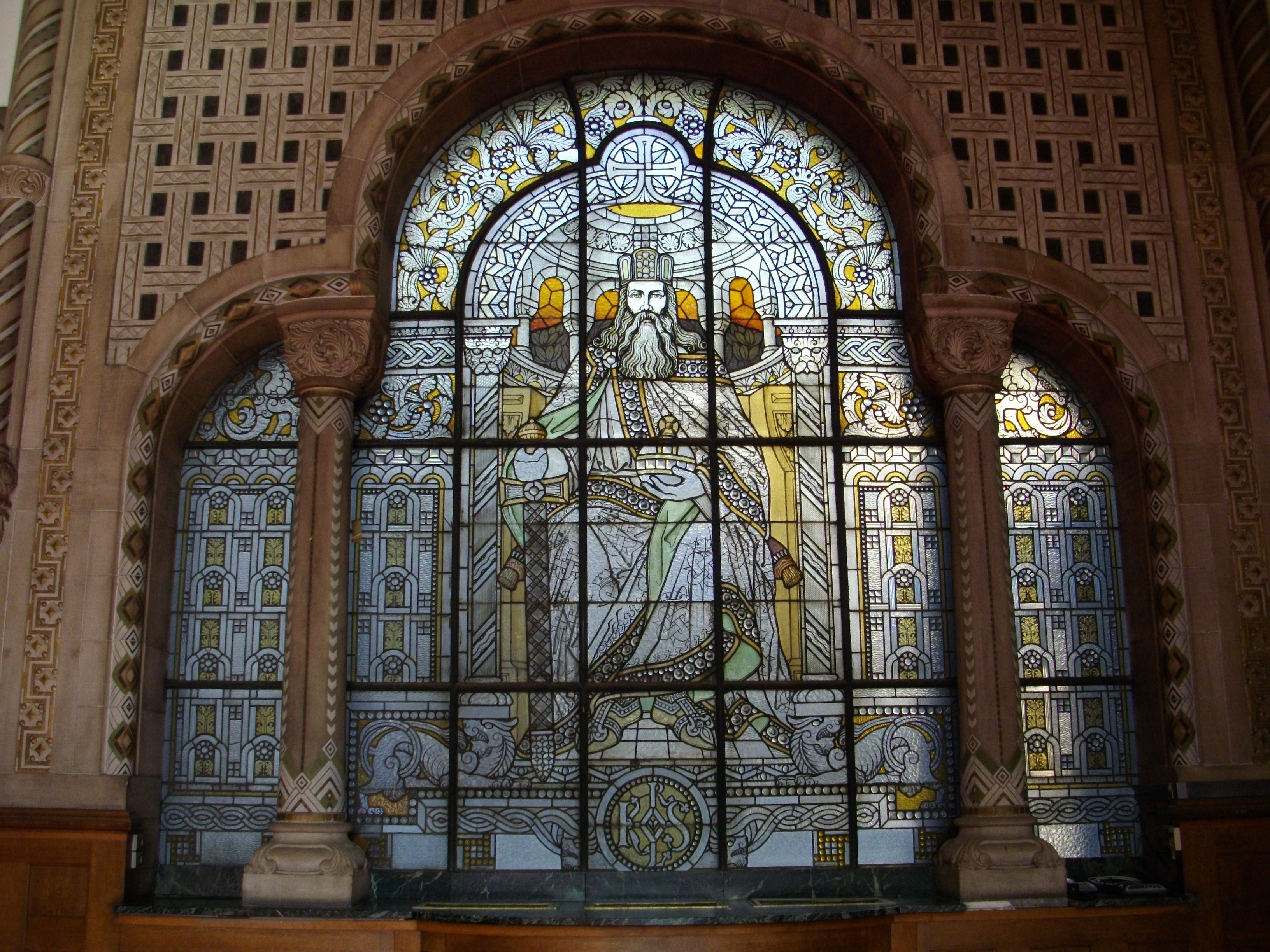
Vitrail dans le salon d'honneur de la gare de Metz.

- Charlemagne et ses Leudes, groupe statuaire monumental réalisé en 1857 (et fondu en 1878) par Louis et Louis Rochet et érigé sur le parvis de la cathédrale Notre-Dame de Paris où Charlemagne à cheval est représenté accompagné de ses leudes Roland et Olivier,
- statue au palais de justice de Paris, réalisée en 1860 par Henri Lemaire,
- statue équestre par Louis Jehotte (1867) à Liège, boulevard d’Avroy,
- statue par Agostino Cornacchini au Vatican, dans le grand hall de la basilique Saint-Pierre,
- Statue de cire au Musée Grévin à Paris,
- Grand vitrail à Metz dans la salle d'honneur de la gare.
- Plusieurs pièces de monnaie françaises ont été frappées avec le chef de Charlemagne.

## Représentations dans la culture populaire

### Chanson
Sacré Charlemagne est une chanson écrite par Robert Gall, composée par Georges Liferman et interprétée par France Gall en 1964.

### Téléfilm
En 1993, Clive Donner réalise un téléfilm intitulé Charlemagne, le prince à cheval, diffusé sur France 2. Charlemagne est incarné par l'acteur français Christian Brendel.

### Documentaire
L'émission Secrets d'Histoire du 8 septembre 2015 sur France 2, intitulée Sacré Charlemagne !, lui était consacrée,.

### Sources primaires imprimées
- Éginhard, Vie de Charlemagne, édité et traduit par Louis Halphen, Paris, Les Belles Lettres, 1994, 128 pages.
- Jules Viard (éd.), Les Grandes Chroniques de France : publiées pour la Société de l'Histoire de France par Jules Viard, t. III : Charlemagne, Paris, Librairie ancienne Édouard Champion, 1923, XXVI-312 p. (présentation en ligne, lire en ligne).

#### Études anciennes
- Charles Bayet, « Charlemagne », dans La Grande Encyclopédie, Paris, 1885-1902, tome X.
- Louis Halphen, Charlemagne et l'Empire carolingien, Paris, Albin Michel, collection « Bibliothèque de l'évolution de l'humanité », 1947, 550 pages (réédition : 1968 : Albin Michel, même collection en format de poche, 508 p. ; 1995 : même éditeur, fac-similé de l'édition 1947).
- Arthur Kleinclausz, Charlemagne, Paris, Hachette, 1934 (réédition : Tallandier, 1977, préface de Régine Pernoud ; 2005), 565 pages (ISBN 2-84734-212-5).
- Jules Michelet, Histoire de France 1, La Gaule, Les invasions, Charlemagne, Sainte-Marguerite-sur-Mer (Seine-Maritime), Éditions des Équateurs, rééd. 2008, 461 pages.
- Gaston Paris, Histoire poétique de Charlemagne : reproduction de l'édition de 1865, augmentée de notes nouvelles par l'auteur et par M. Paul Meyer et d'une table alphabétique des matières, Paris, Librairie Émile Bouillon, 1905 (1re éd. 1865), XX-554 p., In-8° (présentation en ligne, lire en ligne).
- Henri Pirenne, Mahomet et Charlemagne, Paris, Presses universitaires de France, coll. « Quadrige / Grands textes », 1937 (réimpr. 1992, 2005), 218 p. (ISBN 2-13-054885-7).

#### Études contemporaines

##### Haut Moyen Âge
- Geneviève Bührer-Thierry et Charles Mériaux, La France avant la France : 481-888, Paris, Belin, coll. « Histoire de France » (no 1), 2011, 687 p. (ISBN 978-2-7011-5302-5, présentation en ligne), [présentation en ligne].
- Florence Close, Uniformiser la foi pour unifier l'Empire : contribution à l’histoire de la pensée politico-théologique de Charlemagne, Bruxelles, Académie royale de Belgique, 2011, 367 p. (ISBN 978-2-8031-0287-7, présentation en ligne), [présentation en ligne].
- Philippe Depreux, Charlemagne et les Carolingiens, 687-987, Paris, Tallandier, 2002, 159 p. (ISBN 2-235-02320-7).
- Martin Gravel, Distances, rencontres, communications : réaliser l'empire sous Charlemagne et Louis le Pieux, Turnhout, Brepols, coll. « Haut Moyen Âge » (no 15), 2012, 467 p. (ISBN 978-2-503-54554-7, présentation en ligne), [présentation en ligne], [présentation en ligne].
- Pierre Riché, De Charlemagne à Saint Bernard : culture et religion, Caen, Paradigme, coll. « Varia », 1995, 223 p. (ISBN 2-86878-155-1).
- Richard Hodges et David B. Whitehouse (trad. de l'anglais par Cécile Morrisson, avec la collaboration de Jacques Lefort et Jean-Pierre Sodini), Mahomet, Charlemagne et les origines de l'Europe [« Mohammed, Charlemagne and the origins of Europe »], Paris, Lethiellieux, coll. « Réalités byzantines » (no 5), 1996, 187 p. (ISBN 2-283-60455-9, présentation en ligne), [présentation en ligne], [présentation en ligne].
- Pierre Riché, Les Carolingiens, une famille qui fit l'Europe, Paris, Hachette, coll. « Pluriel », 1983 (réimpr. 1997), 490 p. (ISBN 2-01-278851-3, présentation en ligne).
- Michel Rouche, « Histoire du haut Moyen Âge franc (Ve – XIe siècles) », Revue historique, Paris, Presses universitaires de France, t. 254,‎ 1975, p. 189-214 (lire en ligne).
- Laurent Theis, Nouvelle histoire de la France médiévale, vol. 2 : L'héritage des Charles : de la mort de Charlemagne aux environs de l'an mil, Paris, Seuil, coll. « Points. Histoire » (no 202), 1990, 280 p. (ISBN 978-2-02-011553-7).
- Pierre Toubert, L'Europe dans sa première croissance : de Charlemagne à l'an mil, Paris, Fayard, 2004, 477 p. (ISBN 2-213-61946-8, présentation en ligne).

##### Charlemagne
- Alessandro Barbero (trad. de l'italien par Jérôme Nicolas), Charlemagne : un père pour l'Europe, Paris, Payot & Rivages, coll. « Biographie Payot », 2004, 475 p. (ISBN 2-228-89888-0).
- Céline Bathias-Rascalou, Charlemagne et l'Europe, Paris, Vuibert, 2004, 297 pages.
- (de) Matthias Becher, Karl der Grosse, Munich, 1999, 128 p. (présentation en ligne).
- (de) Helmut Beumann (dir.), Karl der Grosse, t. 1 : Persönlichkeit und Geschichte, Dusseldorf, L. Schwann, 1965, 860 p.
- (de) Bernhard Bischoff (dir.), Karl der Grosse, t. 2 : Das Geistige Leben, Dusseldorf, L. Schwann, 1965, 306 p.
- (de) Wolfgang Braunfels (dir.) et Hermann Schnitzler (dir.), Karl der Grosse, t. 3 : Karolingische Kunst, Dusseldorf, L. Schwann, 1965, 590 p.
- (de) Wolfgang Braunfels (dir.) et Percy Ernst Schramm (dir.), Karl der Grosse, t. 4 : Das Nachleben, Dusseldorf, L. Schwann, 1965, 484 p.
- (de) Wolfgang Braunfels (dir.), Karl der Grosse, t. 5 : Registerband, Dusseldorf, L. Schwann, 1968, 143 p.
- Jacques Boussard, Charlemagne et son temps, Paris, Hachette, coll. « L'Univers des connaissances » (no 32), 1968, 256 p.
- (en) Roger Collins, Charlemagne, Toronto, Toronto University Press, 1998 (ISBN 978-0-3336-5055-4)
- (en) Jennifer R. Davis, Charlemagne's Practice of Empire, Cambridge, Cambridge University Press, 2015, XIX-531 p. (ISBN 978-1-107-07699-0, présentation en ligne).
- Bruno Dumézil, Charlemagne, PUF, 2024, 228 p. (ISBN 978-2-13-084770-0).
- Jean Favier, Charlemagne, Paris, Fayard, 1999 (réimpr. 2002), 769 p. (ISBN 2-213-60404-5).
- Robert Folz, Le Couronnement impérial de Charlemagne : 25 décembre 800, Paris, Gallimard, coll. « Trente journées qui ont fait la France » (no 3), 1964, 334.Réédition : Robert Folz, Le Couronnement impérial de Charlemagne : 25 décembre 800, Paris, Gallimard, coll. « Folio / Histoire » (no 26), 1989, 348 p., poche (ISBN 2-07-032544-X)Réédition : Robert Folz (préf. Laurent Theis), Le Couronnement impérial de Charlemagne : 25 décembre 800, Paris, Gallimard, coll. « Les journées qui ont fait la France », 2008, 322 p. (ISBN 978-2-07-012031-4).
- (en) Rosamond McKitterick (trad. de l'allemand), Charlemagne : The Formation of a European Identity, Cambridge, Cambridge University Press, 2008, XVIII-460 p. (ISBN 978-0-521-88672-7, présentation en ligne).
- (en) Henry Mayr-Harting, « Charlemagne, the Saxons, and the Imperial Coronation of 800 », The English Historical Review, Oxford, Oxford University Press, vol. 111, no 444,‎ novembre 1996, p. 1113-1133 (JSTOR 575852).
- Georges Minois, Charlemagne, Paris, Perrin, 2011, 715 p. (ISBN 978-2-262-02961-6).
- Renée Mussot-Goulard, Charlemagne, Paris, Presses universitaires de France, coll. « Que sais-je ? », 1984 (réimpr. 1992, 1998), 127 p. (ISBN 2-13-044225-0).
- (en) Pauline Palmer, Charles The Great – Charlemagne : King, Conqueror, Emperor, Chicago, Austin Macauley Publishers, 2023 (ISBN 9781398473027)
- (de) Roland Pauler, Karl der Große : der Weg zur Kaiserkrönung, Darmstadt, Primus Verlag, coll. « Geschichte erzählt » (no 16), 2009, 143 p. (ISBN 978-3-89678-398-1, présentation en ligne).
- Christian Settipani, La Préhistoire des Capétiens (Nouvelle Histoire généalogique de l'auguste maison de France, vol. 1), Villeneuve-d'Ascq, éd. Patrick van Kerrebrouck, 1993, 545 p. (ISBN 978-2-95015-093-6).

##### Études militaires
- (en) Bernard S. Bachrach, « Charlemagne's Cavalry : Myth and Reality », French Historical Studies, vol. 47, no 4,‎ décembre 1983, p. 181-187 (ISSN 0026-3931, DOI 10.2307/1987857, JSTOR 1987857).
- (en) Bernard S. Bachrach, « Charlemagne and the Carolingian General Staff », The Journal of Military History, vol. 66, no 2,‎ avril 2002, p. 313-357 (DOI 10.2307/3093063, JSTOR 3093063).
- (en) Bernard Bachrach, Charlemagne's Early Campaigns (768-777): A Diplomatic and Military Analysis, History of Warfare, vol. 82, Leyde / Boston, Brill, 2013, 723 p.  (ISBN 978-90-04-22410-0).
- Robert-Henri Bautier, « La campagne de Charlemagne en Espagne (778) : la réalité historique », Bulletin de la Société des sciences, lettres et arts de Bayonne, no 135, 1979, p. 1-5.
- (en) Charles R. Bowlus, « Italia – Bavaria – Avaria: The Grand Strategy behind Charlemagne’s Renovatio Imperii in the West », Bernard S. Bachrach, Clifford J. Rogers, Kelly DeVries (dir.), Journal of Medieval Military History, Woodbridge, The Boydell History, 2002  (ISBN 0-85115-909-5), p. 43-60.
- (en) Simon Coupland, « Carolingian Arms and Armor in the Ninth Century », Viator: Medieval and Renaissance Studies, Brepols, vol. 21,‎ 1990, p. 29-50 (DOI 10.1484/J.VIATOR.2.301331, présentation en ligne).
- (en) John France, « The Composition and Raising of the Armies of Charlemagne », Bernard S. Bachrach, Clifford J. Rogers, Kelly DeVries (dir.), Journal of Medieval Military History, Woodbridge, The Boydell History, 2002  (ISBN 0-85115-909-5), p. 61-82.
- François Louis Ganshof, « À propos de la cavalerie dans les armées de Charlemagne », Comptes rendus de l'Académie des inscriptions et belles-lettres, Paris, Librairie C. Klincksieck, no 4 (96e année) « novembre-décembre »,‎ 1952, p. 531-537 (lire en ligne).
- (en) François Louis Ganshof, « Charlemagne's Army », dans Bryce and Mary Lyon (dir.), Frankish institutions under Charlemagne, Providence, Brown University Press, 1968, XVI-191 p.
- (it) Aldo Angelo Settia, « La fortezza e il cavaliere : tecniche militari in Occidente », dans Morfologie sociali e culturali in Europa fra tarda antichità e alto medioevo, Spoleto, Centro Italiano di Studi sull'Alto Medioevo, coll. « Settimane di studio del Centro Italiano di Studi sull'Alto Medioevo », no XLV, 1998, p. 555-584.
- Jean-François Verbruggen, « L'armée et la stratégie de Charlemagne », dans Helmut Beumann (dir), Karl der Grosse, t. 1 : Persönlichkeit und Geschichte, Düsseldorf, L. Schwann, 1965, 860 p., p. 420-436.
- Jean-François Verbruggen, « L'art militaire dans l'empire carolingien, 714-1000 », Revue belge d'histoire militaire, no 23, 1979, p. 289-310.
- Jean-François Verbruggen, « L'art militaire dans l'empire carolingien, 714-1000 », Revue belge d'histoire militaire, no 23, 1980, p. 393-411.
- (en) Thomas Hodgkin, Italy and Her Invaders, Oxford: Clarendon Press., 1889 (lire en ligne).

##### Mythes, légendes, idéologies, littérature et historiographie
- (en) Matthew Bailey (dir.) et Ryan D. Giles Giles (dir.), Charlemagne and his Legend in Early Spanish Literature and Historiography, Cambridge, D. S. Brewer, coll. « Bristol Studies in Medieval Cultures », 2016, 203 p. (ISBN 978-1-84384-420-4, lire en ligne).
- Louis Carolus-Barré, « Les armes de Charlemagne dans l'héraldique et l'iconographie médiévales », dans Mémorial d'un voyage d'études de la Société Nationale des Antiquaires de France en Rhénanie, 1953, p. 289-308.
- Colette Beaune, Naissance de la nation France, Paris, Gallimard, coll. « Bibliothèque des histoires », 1985, 431 p. (ISBN 2-07-070389-4, présentation en ligne), [présentation en ligne], [présentation en ligne].Réédition : Colette Beaune, Naissance de la nation France, Paris, Gallimard, coll. « Folio. Histoire » (no 56), 1993, 574 p., poche (ISBN 2-07-032808-2).
- Karl-Heinz Bender, « La genèse de l'image littéraire de Charlemagne, élu de Dieu, au XIe siècle », Boletin de la Real Academia de Buenas Letras de Barcelona, vol. XXXI,‎ 1965-1966, p. 35-49 (lire en ligne).
- Laurence Boudart et Marc Quaghebeur, « Un ancêtre pérenne pour dire une identité multiple », Revue belge de philologie et d'histoire, t. 93, fascicule 3-4 « Dossier : Entretenir le souvenir de Charlemagne en Belgique. Regards croisés de médiévistes et de contemporanéistes »,‎ 2015, p. 791-810 (lire en ligne).
- Dominique Boutet, Charlemagne et Arthur ou Le roi imaginaire, Paris, Éditions Honoré Champion, coll. « Nouvelle bibliothèque du Moyen Âge » (no 20), 1992, 656 p. (ISBN 2-85203-256-2, présentation en ligne).
- (en) Ray P. Bowen, « The Dreams of Charlemagne », Medium Ævum, vol. 22,‎ 1954, p. 39-40.
- Alain Brose, « Charlemagne dans l'idéologie national-socialiste », Revue belge de philologie et d'histoire, t. 93, fascicule 3-4 « Dossier : Entretenir le souvenir de Charlemagne en Belgique. Regards croisés de médiévistes et de contemporanéistes »,‎ 2015, p. 811-842 (lire en ligne).
- Christoph Brüll, « Pater Europæ ou premier anticommuniste ? Charlemagne, les pays du Benelux et l’Europe au regard des discours de remise du prix Charlemagne (1950-2014) », Revue belge de philologie et d'histoire, t. 93, fascicule 3-4 « Dossier : Entretenir le souvenir de Charlemagne en Belgique. Regards croisés de médiévistes et de contemporanéistes »,‎ 2015, p. 843-861 (lire en ligne).
- Frédéric Chantinne et Philippe Mignot, « La période carolingienne au travers des recherches archéologiques en Belgique du XIIe siècle à nos jours », Revue belge de philologie et d'histoire, t. 93, fascicule 3-4 « Dossier : Entretenir le souvenir de Charlemagne en Belgique. Regards croisés de médiévistes et de contemporanéistes »,‎ 2015, p. 863-880 (lire en ligne).
- Florence Close et Catherine Lanneau, « Entretenir le souvenir de Charlemagne en Belgique. Regards croisés de médiévistes et de contemporanéistes : introduction », Revue belge de philologie et d'histoire, t. 93, fascicule 3-4 « Dossier : Entretenir le souvenir de Charlemagne en Belgique. Regards croisés de médiévistes et de contemporanéistes »,‎ 2015, p. 735-738 (lire en ligne).
- Isabelle Durand-Le Guern (préf. Gwenhaël Ponnau), Le Moyen Âge des romantiques, Rennes, Presses universitaires de Rennes, coll. « Interférences », 2001, 314 p. (ISBN 2-86847-559-0, présentation en ligne, lire en ligne), « Charlemagne », p. 147-167.
- Robert Folz, Le Souvenir et la légende de Charlemagne dans l'Empire germanique médiéval : études sur le culte liturgique de Charlemagne dans les églises de l'Empire, Paris, Les Belles Lettres, coll. « Publications de l'Université de Dijon » (no VII), 1950, XXIV-624 p. (présentation en ligne), [présentation en ligne], [présentation en ligne].Réédition : Robert Folz, Le Souvenir et la légende de Charlemagne dans l'Empire germanique médiéval : études sur le culte liturgique de Charlemagne dans les églises de l'Empire, t. 1 et 2, Genève, Slatkine, 1973, 10-XXIV-624-X-156.
- Robert Folz, Études sur le culte liturgique de Charlemagne dans les églises de l'Empire, Paris, Les Belles Lettres, coll. « Publications de la Faculté des lettres de l'Université de Strasbourg » (no 115), 1951, XII-157 p. (présentation en ligne), [présentation en ligne].
- Robert Folz, « Aspects du culte liturgique de Saint Charlemagne en France », dans Karl der Grosse. Lebenswerk und Nachleben, tome 1, 1967, p. 77-99.
- Julian Führer, Marie-Laure Pain et Amélie Sagasser, « Charlemagne, 814-2014 : bilan historiographique d'une année de commémoration », Médiévales, no 70,‎ printemps 2016, p. 251-269 (DOI 10.4000/medievales.7744).
- Danielle Gaborit-Chopin, Regalia. Les instruments du sacre des rois de France : les « Honneurs de Charlemagne », Paris, Éditions de la Réunion des musées nationaux, 1987.
- (en) Matthew Gabriele, An empire of memory : the legend of Charlemagne, the Franks, and Jerusalem before the First Crusade, Oxford / New York, Oxford University Press, 2011, XII-202 p. (ISBN 978-0-19-959144-2, lire en ligne).
- (en) Matthew Gabriele et Jace Stuckey, The Legend of Charlemagne in the Middle Ages : Power, Faith and Crusade, New York, Palgrave Macmillan, coll. « The New Middle Ages », 2008, XVII-175 p. (ISBN 978-0-230-60826-9).
- Alexandre Goderniaux, « Eique victoria provenit in omnibus. De Charlemagne à Henri IV : appropriations analogiques des exploits militaires des Pippinides et des Carolingiens par Sigebert de Gembloux durant la querelle des Investitures », Revue belge de philologie et d'histoire, t. 93, fascicule 3-4 « Dossier : Entretenir le souvenir de Charlemagne en Belgique. Regards croisés de médiévistes et de contemporanéistes »,‎ 2015, p. 753-769 (lire en ligne).
- (en) Phillipa Hardman et Marianne Ailes, The Legend of Charlemagne in Medieval England : The Matter of France in Middle English and Anglo-Norman Literature, Cambridge, D. S. Brewer, coll. « Bristol Studies in Medieval Cultures », 2017, 489 p. (ISBN 978-1-84384-472-3, lire en ligne).
- (en) Régine Lambrech, « Charlemagne and his influence on the late medieval French kings », Journal of Medieval History, vol. 14, no 4,‎ 1988, p. 283-291 (DOI 10.1016/0304-4181(88)90028-0).
- Catherine Lanneau, « La figure de Charlemagne dans la vulgarisation historique belge : exemples choisis », Revue belge de philologie et d'histoire, t. 93, fascicule 3-4 « Dossier : Entretenir le souvenir de Charlemagne en Belgique. Regards croisés de médiévistes et de contemporanéistes »,‎ 2015, p. 771-789 (lire en ligne).
- (en) Anne Austin Latowsky, Emperor of the World : Charlemagne and the Construction of Imperial Authority, 800-1229, Ithaca (New York), Cornell University Press, 2013, XIV-290 p. (ISBN 978-0-8014-5148-5, présentation en ligne), [présentation en ligne].
- (en) Thierry Lentz, « Napoleon and Charlemagne », Napoleonica. La Revue, Fondation Napoléon, no 1,‎ 2008, p. 45-68 (DOI 10.3917/napo.081.0002, lire en ligne).
- Anne Lombard-Jourdan, « L'héritage de Charlemagne et la candidature de Louis XIV à l'Empire : (un tableau inédit du Musée de Saint-Denis) », XVIIe siècle : bulletin de la Société d'étude du XVIIe siècle, Paris, Société d'étude du XVIIe siècle, no 169 (42e année, no 4),‎ octobre-décembre 1990, p. 469-472 (lire en ligne).
- Jacques Monfrin, « La figure de Charlemagne dans l'historiographie du XVe siècle », Annuaire-Bulletin de la Société de l'histoire de France,‎ 1964-1965, p. 67-78 (JSTOR 23406629).
- Robert John Morrissey, L'empereur à la barbe fleurie : Charlemagne dans la mythologie et l'histoire de France, Paris, Gallimard, coll. « Bibliothèque des histoires », 1997, 437 p. (ISBN 2-07-073127-8, présentation en ligne).
- Jean Marcel, La Chanson de Roland, Métamorphoses du texte, Essai d’analyse différentielle des sept versions, Orléans, Éditions Paradigme, 2014, 112 p. et tableaux synoptiques, présentation en ligne.
- (en) Karen Pratt (dir.), Roland and Charlemagne in Europe : Essays on the Reception and Transformation of a Legend, Londres, King's college London, Centre for Late Antique & Medieval Studies, coll. « King's College London Medieval Studies » (no 12), 1996, X-217 p. (ISBN 978-1-84384-448-8, lire en ligne).
- (en) William J. Purkis (dir.) et Matthew Gabriele (dir.), The Charlemagne Legend in Medieval Latin Texts, Cambridge, D. S. Brewer, coll. « Bristol Studies in Medieval Cultures », 2016, XVII-241 p. (ISBN 978-1-84384-448-8, lire en ligne).
- (en) Barton Sholod, Charlemagne in Spain : the Cultural Legacy of Roncesvalles, Genève, Librairie Droz, coll. « Histoire des idées et critique littéraire » (no 71), 1966, 240 p. (ISBN 978-2-600-03478-4, lire en ligne).
- Michel Sot, « Au fondement du souvenir de Charlemagne : la Vita Karoli d'Éginhard », Revue belge de philologie et d'histoire, t. 93, fascicule 3-4 « Dossier : Entretenir le souvenir de Charlemagne en Belgique. Regards croisés de médiévistes et de contemporanéistes »,‎ 2015, p. 739-752 (lire en ligne).
- (en) Jace Stuckey (dir.), The Legend of Charlemagne : Envisioning Empire in the Middle Ages, Leiden, Boston, coll. « Explorations in Medieval Culture », 2022 (ISBN 90-04-46777-7)
- Madeleine Tyssens (dir.) et Claude Thiry (dir.), Charlemagne et l'épopée romane : actes du 7e Congrès international de la Société Rencesvals, Liège, 28 août-4 septembre 1978, vol. 1 : La Légende épique de Charlemagne ; 2 : Structures et style épique, Paris, Les Belles Lettres, coll. « Bibliothèque de la Faculté de philosophie et lettres de l'Université de Liège » (no 225), 1978, 723-19 p. (présentation en ligne).

##### Environnement, société
- Jean-Pierre Devroey, La Nature et le Roi. Environnement, pouvoir et société à l'âge de Charlemagne, 740-820, Albin Michel, 2019, 592 p.